# 東邦電力
東邦電力株式会社（とうほうでんりょく、英文社名：Toho Electric Power Company, Limited.）は、大正から昭和戦前期にかけて存在した日本の電力会社である。当時の大手電力会社、通称「五大電力」の一つ。
愛知県の名古屋電灯と福岡県の九州電灯鉄道という2つの電力会社を主たる前身とする。名古屋電灯の後身関西電気と九州電灯鉄道が1922年（大正11年）6月に合併して成立した。中部・九州両地方の中核電力会社として発展し、最終的に中部・関西・四国・九州にまたがる14府県に供給区域を広げた。
1942年（昭和17年）4月に解散。発電所や供給区域はその後の再編で分割され、中部電力・関西電力・四国電力・九州電力の4社に継承された。

## 概要

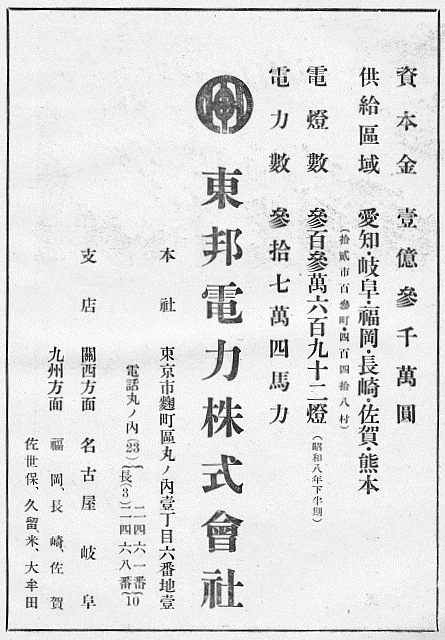
1930年代の東邦電力の広告。

東邦電力株式会社は、愛知県名古屋市を中心に東海地方で供給区域を広げた名古屋電灯株式会社と、福岡県福岡市に本社を置き九州北部で事業を展開した九州電灯鉄道株式会社が合併して成立した電力会社である。しかしその成立の過程は、奈良県の電力会社関西水力電気株式会社が1921年（大正10年）10月に名古屋電灯を吸収合併して関西電気株式会社に社名を変更し、さらに翌1922年6月に九州電灯鉄道を合併の上で東邦電力へと改称する、という流れで複雑である。従っていずれの合併でも存続会社となった関西水力電気が法律上の前身会社であり、会社設立は1905年（明治38年）11月29日ということになる。だが名古屋電灯の方が1887年（明治20年）設立と歴史があり、規模も大きかったので、東邦電力自身は発祥を1887年と定義していた。
東邦電力が発足した第一次世界大戦後から大正末期にかけて、日本では5つの電力会社が業界内で巨大化していた。この大手5社がいわゆる「五大電力」で、東邦電力に加え、関東地方の東京電灯、関西地方の宇治川電気、電力卸売りの大同電力・日本電力を指す。東邦電力の会社規模は東京電灯に次ぐ業界2位であり、資本金は発足当初から1億円を超え最終的には2億6100万円に達した。業界内の「電力戦」と呼ばれる市場競争にも加わり、特に1920年代半ばには子会社を通じ関東地方で東京電灯との間で需要家争奪戦を展開した。なお五大電力中大同電力は同じ旧名古屋電灯を前身とするという点で姉妹会社にあたる。
主要前身会社3社のうち、東邦電力における経営陣の主体となったのは旧九州電灯鉄道経営陣であった。特に松永安左エ門が関西電気時代から副社長、1928年（昭和3年）からは社長としてが会社を主宰した（松永は戦後電気事業再編成審議会会長・電力中央研究所理事長を歴任）。松永の持論を反映し会社は「科学的経営」を経営方針に掲げた。電気の供給区域は再編による増減があるが、最終的には愛知・岐阜・静岡・三重・滋賀・京都・奈良・和歌山・兵庫・徳島・福岡・佐賀・長崎・熊本の計1府13県に及ぶ。本店は事業地外の東京市に構え、名古屋市や福岡市をはじめ供給区域内の18都市に支店を置いた。これらの地域に供給する電源を確保するため飛騨川を中心とする水力発電所建設や都市郊外での大規模火力発電所建設に取り組んだ。
成立過程のみならず会社解散直前に至るまで事業統合を繰り返しており、統合した会社からガス供給事業など非電気事業を引き継ぐこともあったが、そうした兼業部門は九州電灯鉄道の合併から1934年（昭和9年）まで直営で残った九州の軌道事業を除いて早期に整理された。兼営事業のうちガス供給事業の受け皿となった会社の一つに東邦ガスがある。同社を筆頭に、電気・ガス・鉄道という公益事業会社を傘下に多数抱え、東邦電力グループを形成した。
1930年代末以降の戦時下における電力国家管理に際し、東邦電力では1939年（昭和14年）から1942年（昭和17年）にかけて3度にわたって設備を日本発送電へ出資し、さらに1942年実施の配電統制で残余設備を中部配電・関西配電・四国配電・九州配電へと出資した。これら国策電力会社計5社へと設備を引き渡した東邦電力は1942年4月1日付で解散して消滅し、東邦電力グループも解体された。5社に分割された東邦電力の電気事業は戦後、中部電力・関西電力・四国電力・九州電力の4社に継承されている。またかつての東邦電力グループのうち存続する会社に東邦ガスや西部ガス、イビデン（旧・揖斐川電気）があり、その他グループ企業の系譜を引く会社としては西日本鉄道（西鉄）がある。

## 成立の経緯
以下、沿革のうち東邦電力成立（1922年6月）に至るまでの経緯について記述する。

### 名古屋電灯の拡大

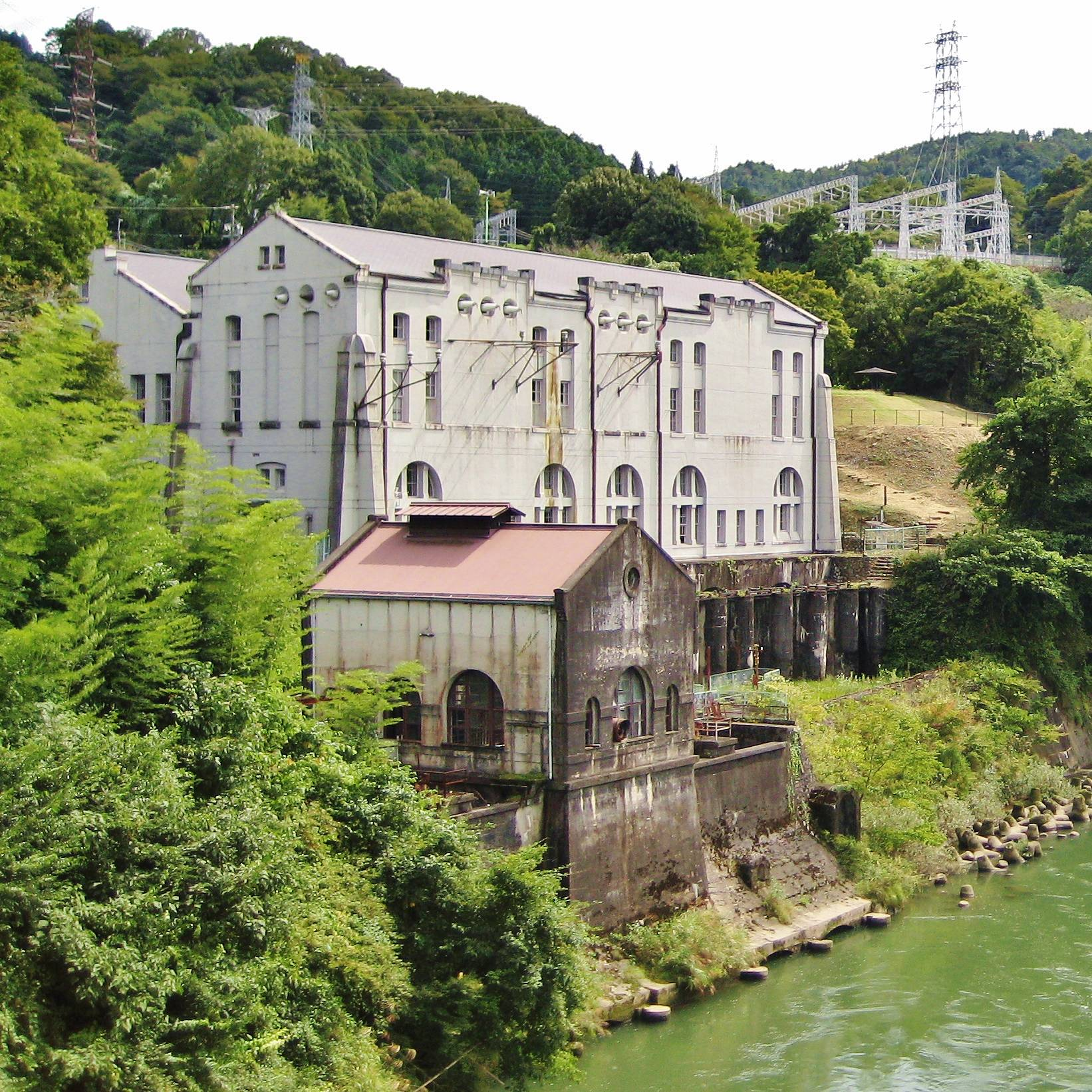
名古屋電灯が完成させた八百津発電所（現・旧八百津発電所資料館）

東邦電力の前身名古屋電灯株式会社は、1887年（明治20年）9月20日に設立された、東京電灯に次ぐ国内2番目の電力会社である。当初の資本金は7万5000円で、旧尾張藩の士族が経営にあたり、名古屋市内を対象として2年後の1889年（明治22年）12月より供給を開始した。開業時の電灯取付個数は約400灯で、電源は25キロワット (kW) 発電機を4台備える火力発電所であった。このような小さな規模でスタートした事業はその後拡大し続け、開業から20年を経た1909年（明治42年）には電灯数約5万5千灯、動力用電力供給約1千馬力を数えるまでに発展する。この翌年には出力4,200kWの水力発電所として長良川発電所を建設。さらに1910年（明治43年）には木曽川において八百津発電所（出力7,500 kW）を建設していた未開業の名古屋電力を合併し、工事を引き継いで1911年（明治44年）に完成させた。
この名古屋電灯の経営に途中から参入したのが東京の実業家福澤桃介である。1909年から株式買収に着手して筆頭株主まで登り、1910年取締役、半年後には常務取締役に就任し経営に参画し始める。名古屋電力との合併交渉を纏めた後一度常務を辞任するが、1913年（大正2年）になって復帰。当時の社長が辞任すると社長代理を経て翌1914年（大正3年）社長に昇格した。折りしも第一次世界大戦が始まった頃で、以降戦後にかけて需要増加の波に乗って供給を拡大、開業30年を迎えた1919年（大正8年）には電灯数は約33万4千灯、電力供給は約3万6千馬力へとそれぞれ伸長している。
名古屋電灯は明治末期より木曽川上流部に水利権を確保しており、社内に臨時建設部を設置して開発にあたらせていたが、これを独立させて1918年（大正7年）9月に木曽電気製鉄（後の木曽電気興業）を設立した。長良川・八百津両発電所は名古屋電灯の元に残ったものの、この新会社設立により名古屋電灯は配電事業に専念し、電源開発は木曽電気製鉄が担当する、という体制ができあがった。同社はその後1921年（大正10年）、合併により大同電力株式会社となっている。
配電専業となった名古屋電灯は、1920年（大正9年）以降周辺の事業者の統合を積極化する。まず同年5月、一宮市の一宮電気を合併。次いで岐阜県にも進入し、翌1921年2月岐阜市の岐阜電気を合併、同年4月には愛知県豊橋市の豊橋電気をそれぞれ合併した。同年8月には、岐阜県の美濃町・関などを供給区域とする板取川電気、愛知県の犬山や岐阜県の可児などを供給区域とする尾北電気、岐阜県内に発電所を持つ美濃電化肥料の3社を合併している。この6社合併により、資本金は4848万7250円へと膨張した。

### 九州電灯鉄道の発展

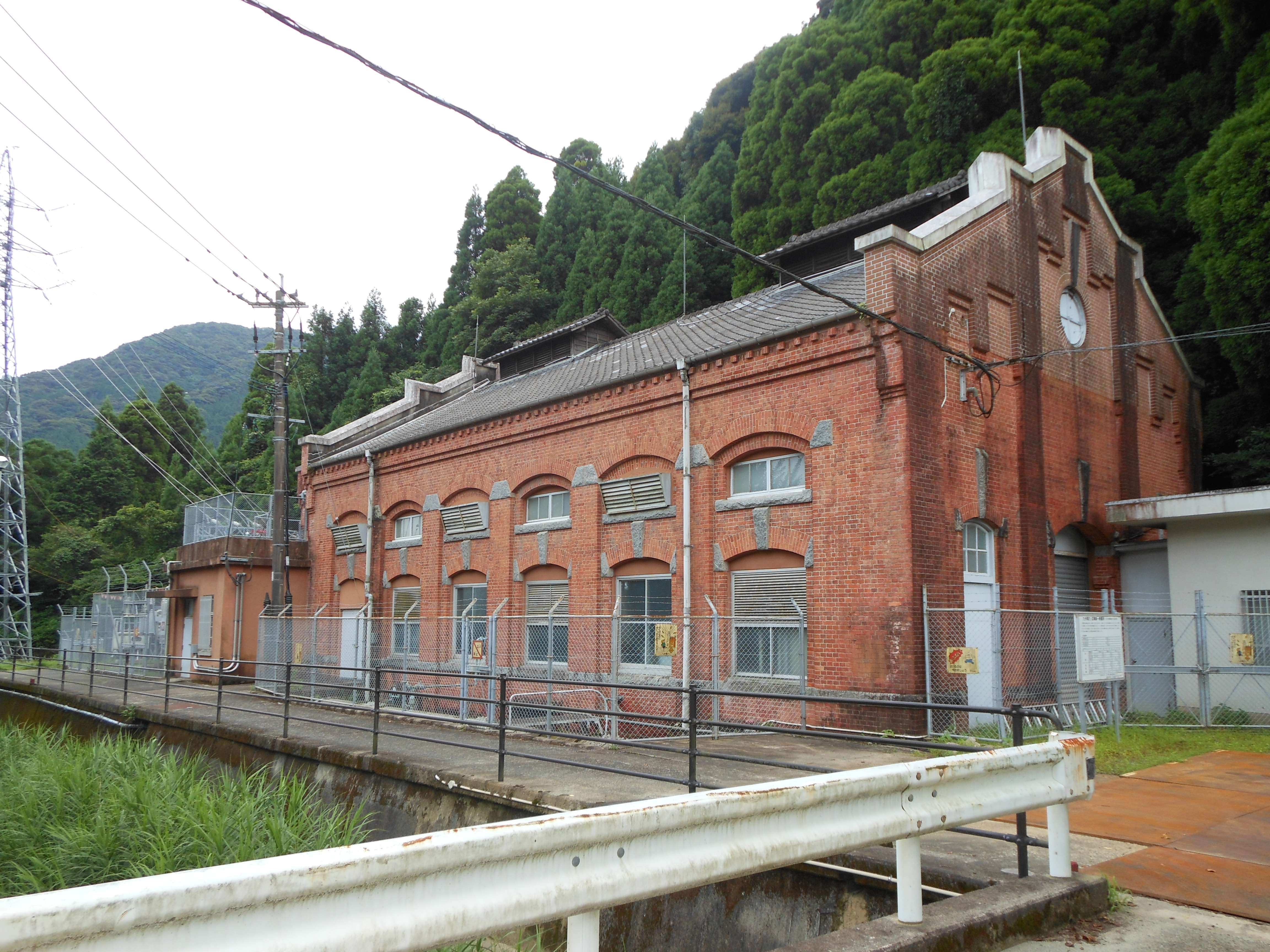
広滝水力電気が建設した広滝発電所（現・九州電力広滝第一発電所）

名古屋電灯が東海地方にて拡大する頃、九州地方では博多電灯を起源とする九州電灯鉄道株式会社が勢力を伸ばしていた。前身の博多電灯は1896年（明治29年）3月26日、福岡市の実業家らによって資本金5万円で設立。電源として60kW発電機2台を備える火力発電所を建設し、福岡市内を対象に1897年（明治30年）11月より供給を開始した。事業は約1800灯の電灯供給から始まり、名古屋電灯と同様その後拡大を続けていく。
1900年代後半の水力開発ブームに際して博多電灯は水力開発に消極的であったが、役員の一部が佐賀県北部を流れる筑後川水系城原川での水力発電に着目し、伊丹弥太郎ら佐賀の実業家を募って1906年（明治39年）に広滝水力電気を設立する。設立に際し、不況のため出資の募集に難渋して福澤桃介に協力を依頼したことから、福澤が4分の1を出資する筆頭株主であった。福澤は佐賀に続いて福岡でも事業にかかわり、市内の路面電車敷設計画に参加し、1909年に福博電気軌道が設立されると同社社長に就任した。この事業には福澤の後輩松永安左エ門も加わっており、専務に就任している。松永はそれまで関西で石炭商を営んでいたが、福博電気軌道専務就任を機に福岡へ移って事業の指揮をとった。1910年、広滝水力電気を改組して九州電気が設立されると、福澤・松永はともに取締役に就任。翌年には松永が常務となった。
1911年10月、福岡市内の供給事業と電車事業が合同し、博多電灯・福博電気軌道の合併によって資本金280万円の博多電灯軌道が発足。続いて福澤や松永の主導により博多電灯軌道と九州電気の合併が計画され、翌1912年（明治45年）6月に合併が成立、資本金485万円の九州電灯鉄道が成立した。このとき、九州電気から伊丹弥太郎が社長に就任し、松永は常務、福澤は相談役に回った。
成立後の九州電灯鉄道は、九州電気から引き継いだ嘉瀬川上流（川上川）での電源開発を進めるとともに周辺事業者の統合を積極化する。まず1913年、長崎県佐世保市の佐世保電気など、資本や電力供給の関係があった周辺事業者5社を合併。続いて1915年（大正4年）には、同様に経営を握っていた福岡県内の小事業者2社から事業を買収した。そして翌1916年（大正5年）には有力事業者の合併に踏み切り、福岡県久留米市の久留米電灯、長崎市の長崎電気瓦斯を合併、さらに山口県下関市の馬関電灯をも合併し本州への進出を果たした。下関周辺ではその後も小事業者を合併・買収している。以上の相次ぐ合併に増資も加わり、1920年3月に九州電灯鉄道の資本金は5000万円に達した。また供給区域の拡大と第一次世界大戦を背景とする需要増加により供給成績は大きく伸長し、1921年には電灯数約70万2千灯、電力供給約3万4千馬力を数えるまでになった。

### 関西電気による再編

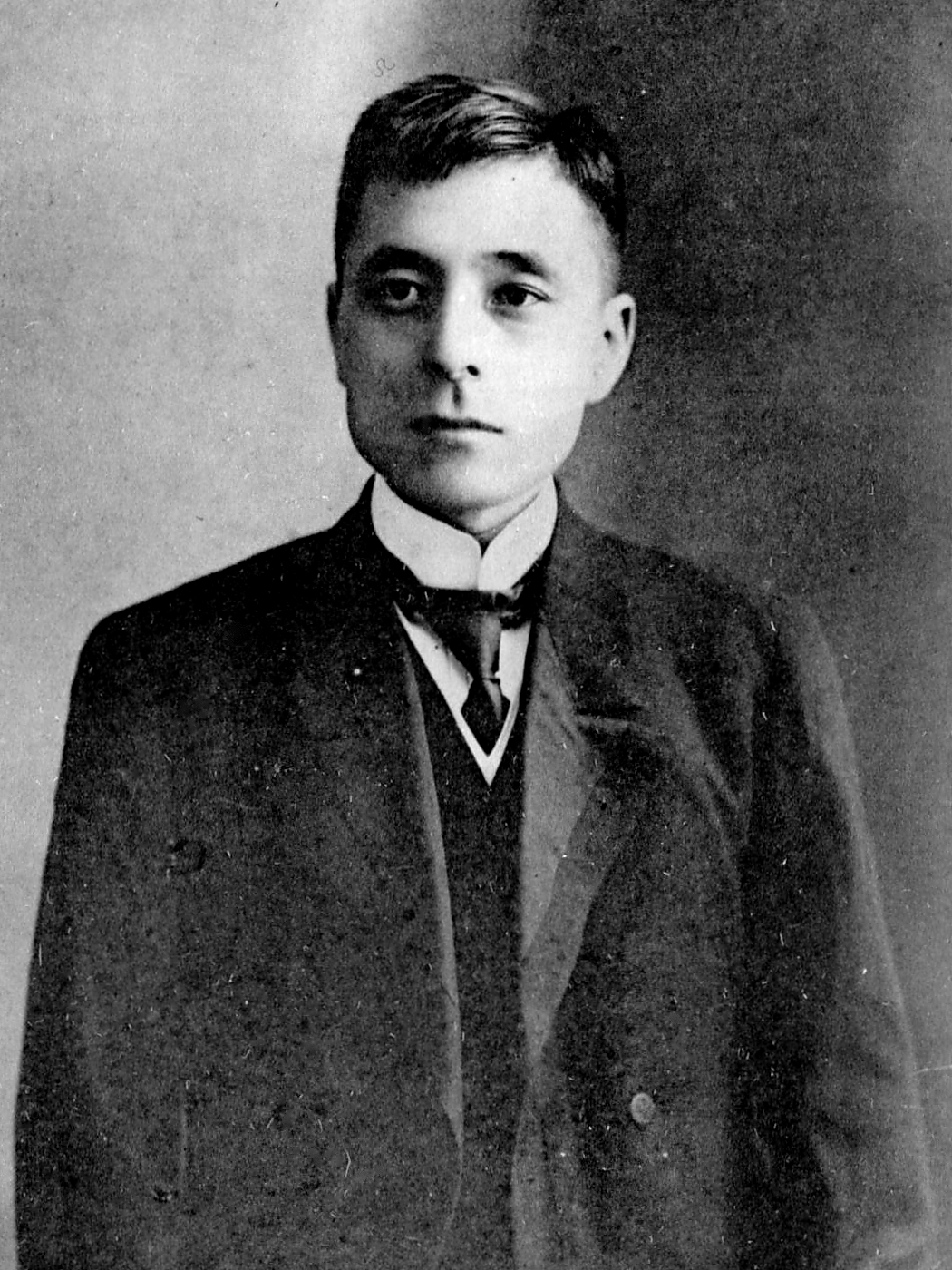
関西電気初代社長福澤桃介

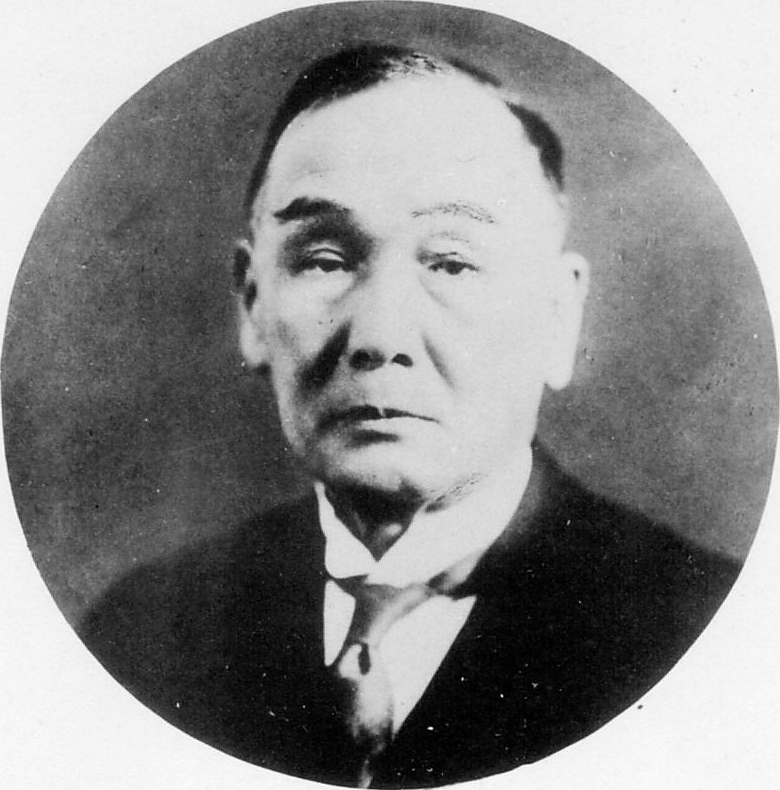
関西電気初代副社長下出民義

1921年3月31日、名古屋電灯は関西水力電気株式会社との間に合併契約を締結した。この関西水力電気は、1905年（明治38年）11月29日に設立され、奈良市にて営業していた奈良電灯（1894年5月設立）から事業を引き継ぐとともに水力開発を手がけ、1921年時点では資本金450万円の事業者であった。しかし第一次世界大戦の影響による需要増で経費の高騰を招き特に資金面で苦境に立っており、名古屋電灯との合併を選択したのである。
契約締結後、名古屋電灯・関西水力電気の両社はそれぞれ株主総会を開き（名古屋電灯は4月28日、関西水力電気は翌29日）、合併契約を承認した。名古屋電灯は資本金4848万7250万円、関西水力電気は450万円と10倍以上の開きがあったが、この合併では関西水力電気を存続会社として名古屋電灯は解散するという形がとられており、合併比率は3対4で、合併に伴い資本金を6914万9650円に増額するという条件であった。さらに関西水力電気は、名古屋電灯との合併が成立するまでの間に他の事業者との合併も相次いで取り纏め、5月愛知県半田の知多電気と、9月には天竜川開発を手がける天竜川水力電気および京都府の山城水力電気と、それぞれ合併契約を締結した。9月14日には関西水力電気・名古屋電灯の合併が逓信省に認可されている。
1921年10月18日、関西水力電気による名古屋電灯の吸収合併が実行に移され、関西水力電気は「関西電気株式会社」に社名を改めた。合併とともに関西電気の本社は奈良市から名古屋市の旧名古屋電灯本社に移転、役員は加納由兵衛が一人残留したのみでほかは旧名古屋電灯役員と入れ替わり、社長には福澤桃介、副社長には下出民義、常務には角田正喬・神谷卓男がそれぞれ就任した。このように形式的には関西水力電気による吸収合併であったが、実質的には名古屋電灯による関西水力電気の吸収合併である。新会社は、電灯供給約98万2千灯（うち旧名古屋電灯分は約87万4千灯）、電力供給約6万9千馬力（同約6万6千馬力）を行う電力会社となった。
1921年12月23日、関西電気最初の定時株主総会にて社長の福澤桃介は副社長の下出民義とともに辞任し、九州電灯鉄道社長の伊丹弥太郎、同社常務の松永安左エ門とそれぞれ交代した。突然の経営陣交代の理由は、名古屋市会における政争の責任をとったためと言われる（詳細は名古屋電灯#政争を参照）。このときすでにに関西電気と九州電灯鉄道の合併は内定しており、25日に合併契約が締結された。地理的に遠く離れた電力会社同士の合併ではあったが、会社の規模を拡大することで将来の発展のための事業資金の調達を容易にし、なおかつ大規模経営によって事業経費の軽減を図る意図からの合併であった。合併に際しての存続会社は関西電気で、1対1の合併比率により資本金を5000万円増額することとなった。翌1922年（大正11年）1月12日、両社の株主総会にて合併契約が承認された。
合併についてはまず1921年12月関西電気と知多電気の合併が成立し、翌1922年2月には天竜川水力電気の合併も成立。さらに3月から5月にかけて、前述の山城水力電気のほか、三重県北部の有力事業者北勢電気と愛知県の愛岐電気興業、愛知県津島の尾州電気、岐阜県の時水力電気・八幡水力電気の合併が認可され、最後に5月31日付で九州電灯鉄道の合併認可が下りた。山城水力電気以降の計7社は同年6月26日に一括して合併報告総会が開かれて合併手続きが完了している。加えて同日、名古屋市のガス事業者名古屋瓦斯も合併した。

### 合併各社の概要

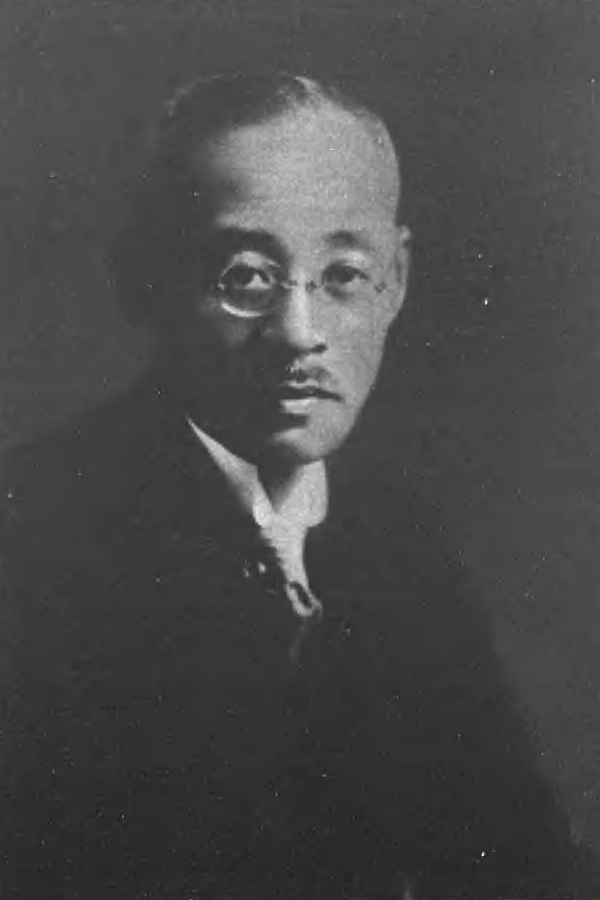
名古屋瓦斯社長岡本桜

上に挙げた、関西電気が1921年から翌年にかけて合併した会社のうち名古屋電灯・九州電灯鉄道を除いた各社についてその概要を以下にまとめる。
知多電気株式会社
愛知県知多郡半田町（現・半田市）の事業者で、1910年（明治43年）2月に「知多瓦斯」として設立、ガス事業を開業した後1914年（大正3年）1月より電気の供給も開始した。供給区域は知多郡半田町ほか3町1村で、発電所を持たず名古屋電灯や岡崎電灯から受電していた。
1921年6月27日株主総会にて合併決議、12月23日合併成立。合併時における知多電気の資本金120万円に対し、合併に伴う関西電気の増資額は223万9950円。
天竜川水力電気株式会社
1920年（大正9年）5月、古河鉱業から天竜川水利権と豊根発電所（愛知県）を引き継ぎ設立され、同発電所からの電力供給を行った。
1921年10月18日合併決議、翌1922年2月1日合併成立。天竜川水力電気の資本金1000万円に対し、合併に伴う増資額は300万円。
山城水力電気株式会社
京都府相楽郡木津町（現・木津川市）の事業者で、1919年（大正8年）3月に設立。相楽郡や隣の綴喜郡を供給区域としていた。
1921年10月18日合併決議、翌1922年6月26日合併成立。山城水力電気の資本金50万円に対し、合併に伴う増資額は33万3300円。
北勢電気株式会社
三重県四日市市の事業者で、「四日市電灯」の名で1896年（明治29年）11月に設立。翌1897年（明治30年）9月に開業し、その後北勢一帯に供給を拡大、1914年に北勢電気へと改称した。四日市市内では電気供給のほかガス供給事業も兼営していた。
三重県では県知事の主唱で県下主要電力会社5社の合同（三重合同電気設立につながる）が話し合われたが、北勢電気は交渉から離脱して関西電気との合併を選択した。1922年1月12日合併決議、6月26日合併成立（以下、愛岐電気興業・時水力電気・八幡水力電気・尾州電気も同じ）。北勢電気の資本金524万円に対し、合併に伴う増資額は698万6650円。
愛岐電気興業株式会社
1920年2月設立。本社は四日市市に構えたが供給区域は愛知県内の東春日井郡高蔵寺村（現・春日井市）などであった。愛岐電気興業の資本金は100万円で、全20万株のうち500株を北勢電気が保有していた。北勢電気保有分を償却したため合併に伴う関西電気の増資額は97万5000円。
時水力電気株式会社
1918年（大正7年）12月設立。本社を岐阜県大垣市に構え、養老郡時村（現・大垣市）ほか1村に供給する小事業者であった。時水力電気の資本金30万円に対し、合併に伴う増資額は26万6650円。
八幡水力電気株式会社
1906年（明治39年）4月設立。岐阜県郡上郡八幡町（現・郡上市）の事業者で、郡上町ほか1村に供給していた。八幡水力電気の資本金4万5000円に対し、合併に伴う増資額は9万円。
尾州電気株式会社
愛知県海部郡津島町（現・津島市）の事業者。「一宮瓦斯」の社名で1909年（明治42年）4月に設立され、一宮市と津島町でガス供給事業を営んでいたところ、津島電気を合併して権利を引き継ぎ1914年8月に電気供給事業も開業した。その後社名を尾州瓦斯電気、次いで尾州電気と改めた。電気供給区域は津島町ほか12村。
合併時の資本金は120万円で、株式の半数を関西電気が所有していた。自社所有分を償却したため合併に伴う増資額は78万円。
名古屋瓦斯株式会社
名古屋市に供給するガス事業者で、1907年（明治40年）10月に開業。当時はガス灯の全盛期で、照明供給という点で名古屋電灯と競合、一時は採算を度外視した競争を展開した。1921年の名古屋市域拡大を機に両社の合併話が進展し、関西電気による合併ならびに新会社設立という形でまとまった。
1922年2月27日合併決議、6月26日合併成立。名古屋瓦斯の資本金600万円に対し、関西電気では合併により同額を増資している。
関西水力電気・名古屋電灯合併時に6914万9650円であった資本金は、九州電灯鉄道の合併で5000万円、その他9社の合併で2067万1550円をそれぞれ加えて1億3982万1200円となった。

### 東邦電力への改称

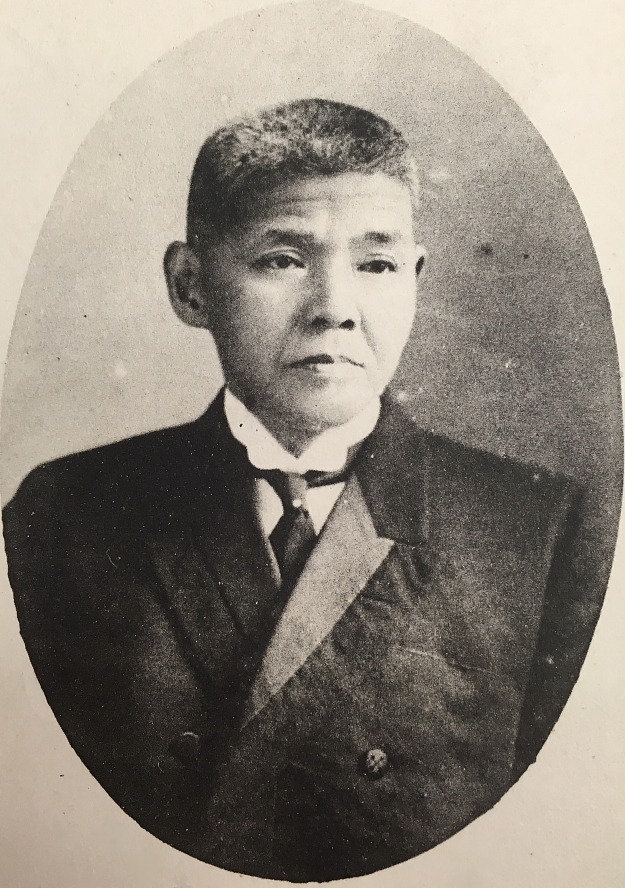
東邦電力初代社長伊丹弥太郎

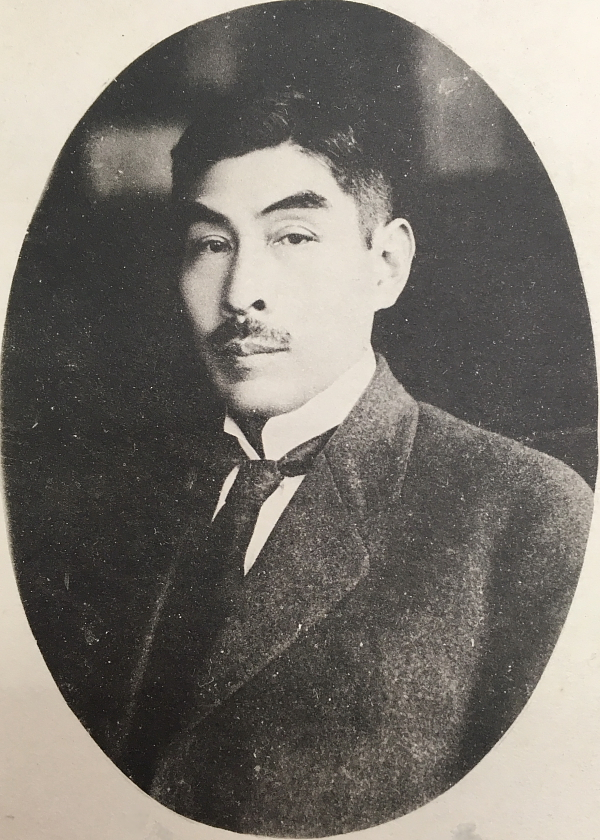
東邦電力初代副社長・2代目社長松永安左エ門

九州電灯鉄道をはじめ合併を繰り返した関西電気は、「関西」という社名が実態に合わなくなったとして、まもなく社名の変更を決定した。1922年6月上旬より新社名案を懸賞付きで公募したところ、20日の締切までに短期間ながら応募者数8341名、応募点数約1万1900点・社名案1414種を集めた。入選した「日本電気」「不二電気」「太陽電気」「中央電気」などの案から選考の結果「東邦電力」を採用し、6月26日の定時株主総会にて商号を「東邦電力株式会社」と改めた。「東邦」（トウホウ）の社名は、「東の邦（くに）」すなわち日本を意味するとともに、「光は東方より」という意味を重ねたものである。また社章も職員や工業学校の教員・生徒から募集し、430点の応募の中から1点を選び若干の修正を加えたものを決定し、以後解散まで使用した。
上記の株主総会では役員の増員も行い、合併会社が多数あるため取締役は計20名、監査役は8名に及んだ。主要な経営陣は、代表取締役社長伊丹弥太郎、同副社長松永安左エ門（ただし伊丹は他の事業も抱えるためもっぱら松永に経営を委ねていた）、専務取締役田中徳次郎、常務取締役角田正喬・神谷卓男・桜木亮三・竹岡陽一である。同時に定款に定める本店を名古屋市から東京市へと変更する件も議決し、実際に10月までに一部を除く本社業務を東京市麹町区丸ノ内の東京海上ビルへと移転した。なお総会と同日付で、東邦電力のガス事業を独立させた東邦瓦斯株式会社と、電気機器の製作・修繕などを営む工作所を独立させた株式会社東邦電機工作所の2社が設立されている。
また1922年7月1日、管内を東西に分割し、関西支社・九州支社を置いてそれぞれ業務を統括させた。関西支社の所管は名古屋・岐阜・四日市・奈良各支店と豊橋営業所、九州支店の所管は下関・福岡・久留米・大牟田・佐賀・長崎・佐世保各支店と唐津営業所である。2年後の1924年（大正13年）3月15日、支社制は廃止され、以降両地域は「関西区域」「九州区域」と呼称されるようになった。
東邦電力となった後の1922年下期末（10月末）時点での電灯供給実績は需要家数72万2千戸・取付個数201万5千灯、電力供給実績は需要家数1万4千戸・供給馬力数12万1千馬力であった。

### 五大電力の出現
名古屋電灯・九州電灯鉄道が多数の事業者を合併して東邦電力となった1910年代後半から1920年代初頭の時期にかけて、関東地方では日本初の電気事業者である東京電灯が、関西地方では宇治川開発を目的に発足した宇治川電気が、それぞれ相次ぐ合併によって事業規模を拡大していた。さらに名古屋電灯から派生した大同電力、宇治川電気の姉妹会社として設立された日本電力の2社が積極的な水力開発により電力卸売り会社として台頭した。この東邦電力・東京電灯・宇治川電気・大同電力・日本電力の大手5社を「五大電力」と称する。
当時の電力会社は一般に、大戦景気期の電源開発計画が1920年代の戦後恐慌以降に続々と竣工したことで、余剰電力を多数抱えていた。余剰電力の発生は電気化学工業などの需要開拓にもつながったが、基本的には販売先をめぐって需要家を争奪する「電力戦」に発展し、ことに五大電力の各社間では激しい競争がいくつか生じた。最初の五大電力間の紛争は、1923年に日本電力の名古屋進出によって生じた東邦電力・日本電力間の紛争であるとされる。以後1930年代初頭にかけて、関東・中京・関西の3地方を舞台に東京電灯対東邦電力・日本電力・大同電力、宇治川電気対大同電力・日本電力といった組み合わせで規模の大小はあるが紛争が相次いで生じた。
東邦電力では発足以降、五大電力間の競争にも加わりつつ事業規模を拡大していった。以後の沿革については、電源の推移、広域連系と周辺事業者の系列化、供給の推移、業績の推移の4事項に大別して記述していく。

## 電源の推移
以下、発足以降の発電設備の建設や購入電力の推移について記述する。発電所の一覧表については別記事「東邦電力の発電所一覧」を参照のこと。

### 成立当初の電源

#### 関西区域

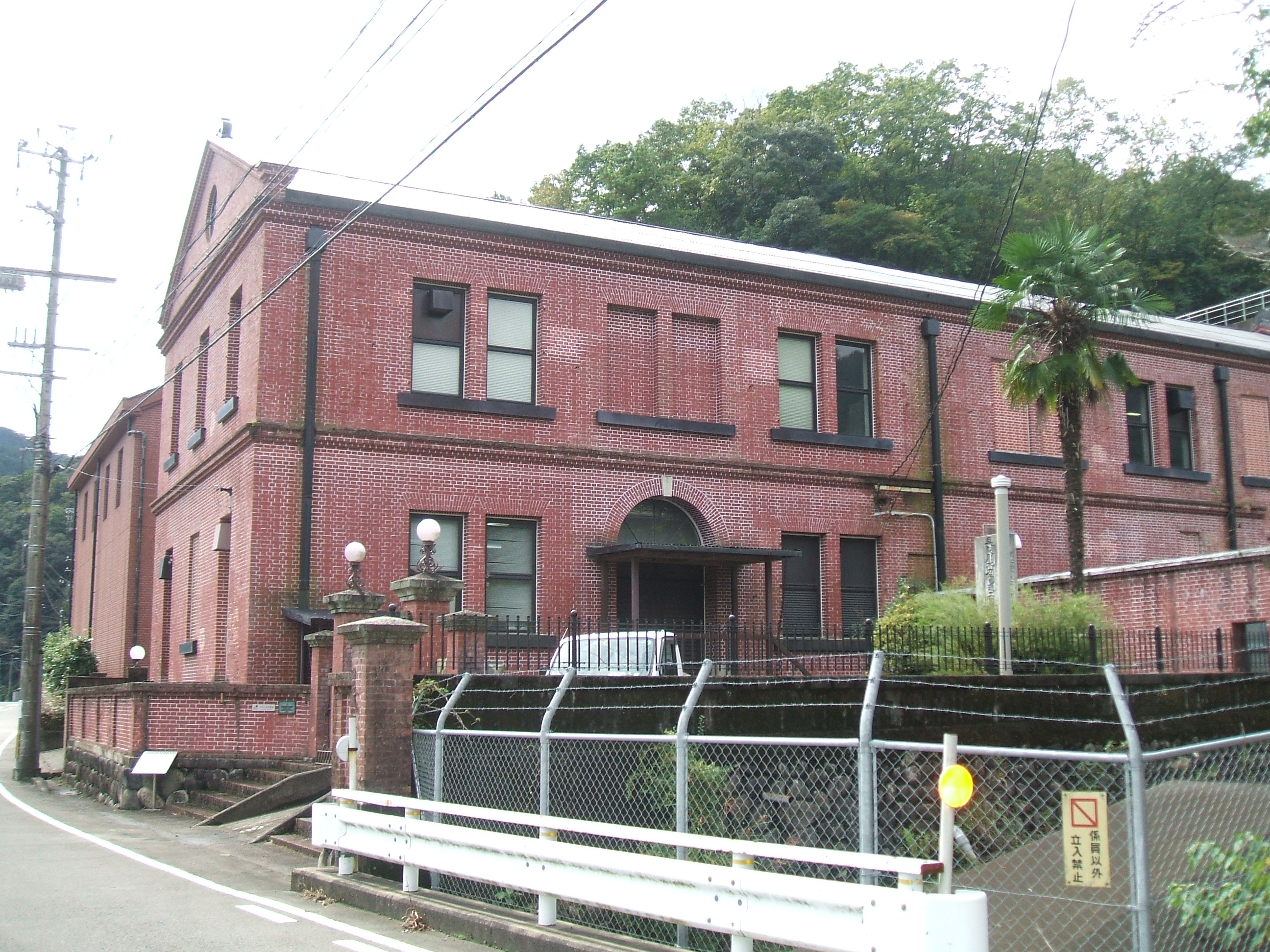
名古屋電灯が建設した長良川発電所（現・中部電力長良川発電所旧建屋）

前身各社のうち名古屋電灯と関西水力電気が合併した1921年（大正10年）10月の時点において、旧名古屋電灯より引き継いだ発電所および購入電力は以下の通りであった。
- 水力発電所：14か所、出力計19,958 kW
- 火力発電所：2か所、出力計11,000 kW
- 購入電力：5事業者より受電、計21,900 kW
- 合計：52,858 kW

自社の大容量電源としては岐阜県に長良川発電所（出力4,200 kW）と八百津発電所（放水口発電所とあわせて出力8,700 kW）があり、長良川発電所からは33キロボルト (kV) 送電線で、八百津発電所からは66kV送電線で、それぞれ名古屋市内へと送電されていた。姉妹会社大同電力に属する水力発電所からも送電されており、これは市内の変電所にて受電した（出力18,600 kW）。これらの水力発電所は渇水期になると発電量が減少するため渇水期の補給用として熱田火力発電所（出力10,000 kW）も建設され、以上の電力は主として名古屋市内および近郊での配電に充てられた。
名古屋方面以外の供給区域のうち、一宮方面および岐阜方面は長良川送電線の途中から33kV送電線を分岐させ供給していた。大垣・岐阜方面の電源としては粕川の自社発電所（3か所、出力計2,950 kW）と揖斐川電気（現・イビデン）からの受電（1,000 kW）があり、ほかに三重県北部には富田まで名古屋市内から66kV送電線が伸びていた。一方、名古屋・一宮方面と同じ愛知県内でも豊橋方面は独立した電力系統であり、送電線は繋がっていなかった。豊橋方面の電源としては豊川の自社発電所（3か所で出力計2,050 kW、うち出力800kWの横川発電所は1922年2月運転開始）と矢作水力からの受電があった。
上記に加え、1921年末から翌年にかけて合併した各社のうち天竜川水力電気・北勢電気・愛岐電気興業・時水力電気・八幡水力電気から水力発電所を、北勢電気から火力発電所を継承した。このうち天竜川水力電気から継承した天竜川の豊根発電所（出力3,450 kW）からは久根鉱山や浜松方面へ供給が行われた。また1923年（大正12年）1月には旧北勢電気が三重県雲出川水系で建設していた竹原発電所（出力700kW）が運転を開始している。
豊橋方面と同様、旧関西水力電気区域の奈良方面も名古屋方面との送電線連絡のない地域で、発電所は水力発電所4か所（出力計1,495.7 kW）、火力発電所2か所（出力計1,800 kW）があった。水力発電所については山城水力電気からも1か所（出力185kW）を継承している。

#### 九州区域

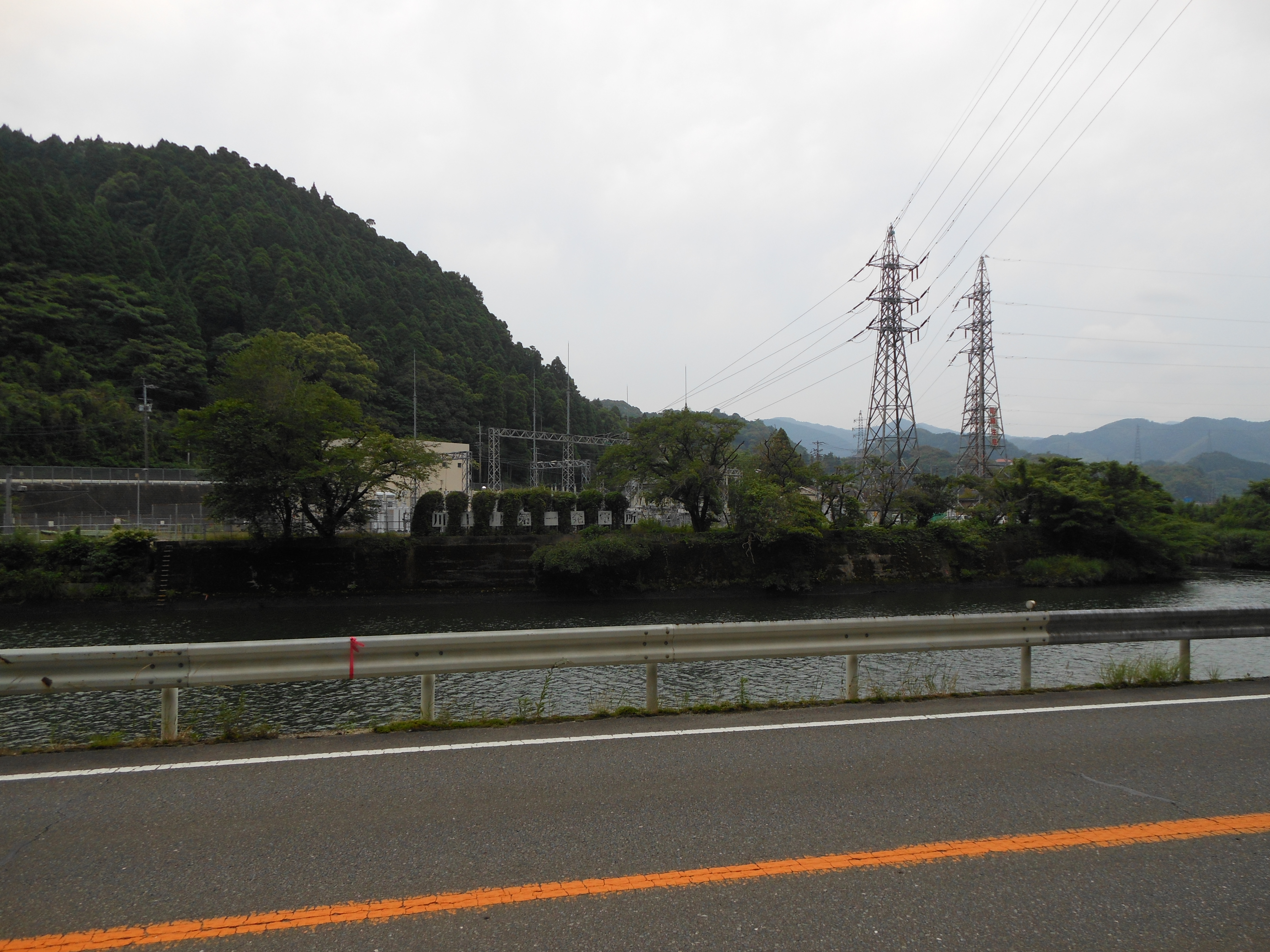
川上川第一発電所

九州電灯鉄道と関西電気が合併した直後の1922年（大正11年）6月末時点において、九州区域の電源は以下の通りになっていた。
- 水力発電所：4か所・出力計10,600 kW
- 火力発電所：5か所・出力計35,050 kW（うち2か所・7,050kWは下関区域）
- 購入電力：1,125 kW（うち900kWは下関区域）
- 合計：46,775 kW

下関支店区域を除く九州区域における自社電源としては、福岡市の名島火力発電所（出力20,000 kW）と長崎市の長崎火力発電所（同4,000 kW）が電力系統の両翼にあり、両者の中間、佐賀県を流れる嘉瀬川上流部の川上川に3か所（出力計9,100 kW）、筑後川水系城原川に1か所（広滝発電所、出力1,500 kW）の水力発電所があった。川上川では1922年9月さらに川上川第三発電所（出力1,450 kW）も完成している。加えて福岡方面の予備発電所として住吉火力発電所（出力4,000 kW）もあった。主要送電線として名島火力発電所と川上川第一発電所を連絡する66kV送電線があり、ほかにも川上川第一発電所より南は佐賀・大川へ、西は長崎・佐世保へと至る66kV送電線が存在した。
下関支店区域の自社電源は下関火力発電所（出力2,050 kW）と前田火力発電所（同5,000 kW）であった。関門海峡を越える送電線はこの時代存在しない。

### 関西区域における受電増加
東邦電力は成立初期、特に関西区域において自社電源の増強に先駆けて購入電力が増大していった。受電電力が大きかった大同電力・白山水力・日本電力の3社からの受電状況について詳述する。なお、九州区域は関西区域と比べ電源の推移が限定的なため、関西区域と区別して下記#九州区域の動向にて一括して記述するものとする。

#### 大同電力からの受電

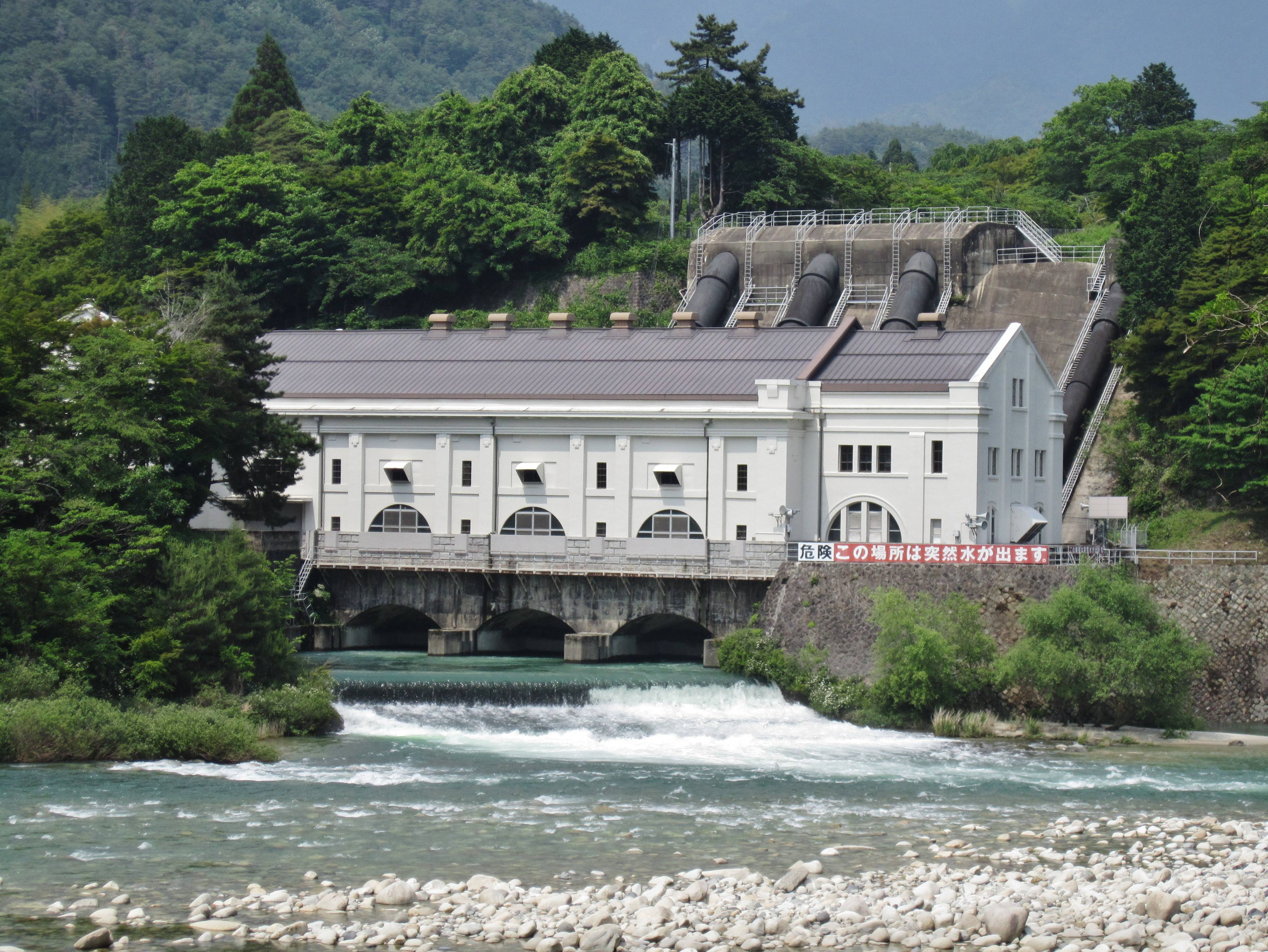
大同電力賤母発電所
（現・関西電力賤母発電所）

旧名古屋電灯から開発部門を分離し発足した木曽電気製鉄は、1921年2月再編によって大同電力となった。そして同年10月までに木曽川に賤母（しずも）発電所（出力12,600 kW）と大桑発電所（同11,000 kW）、矢作川に串原発電所（同6,000 kW）をそれぞれ完成させていた。発生電力は名古屋市内の2か所の自社変電所へ送電されており、須原・賤母発電所と串原発電所からそれぞれ77kV送電線が建設された。東邦電力は両変電所にて大同電力から受電し、前述の通りその他の電源とともに主として名古屋市一帯の配電に充てていた。その後大同電力による木曽川開発が進展するとともに東邦電力への電力供給も増加し、最大で33,000kWまで伸長した。
大同電力は名古屋方面へと送電する一方で、東海地方を越えて大阪府に至る送電線を1922年7月に建設し、関西地方への送電を開始した。その後関西方面への送電は増加するが、反対に東邦電力への供給は増加しなくなった。東邦電力は不足分を自社発電所の建設や他社からの受電によって補う方針を採ったことから、大同電力から東邦電力名古屋方面への電力供給は28,000kWに削減の上以後据え置かれた。供給を28,000kWとする契約は1924年（大正13年）2月に締結され、供給地点は大同電力の変電所2か所と東邦電力の変電所1か所、料金は1キロワット時 (kWh) あたり2銭と取り決められた。
また1923年11月からは奈良方面における大同電力からの受電も始まった。受電電力は初め2,500kWで、以降随時増加していった。

#### 白山水力からの受電

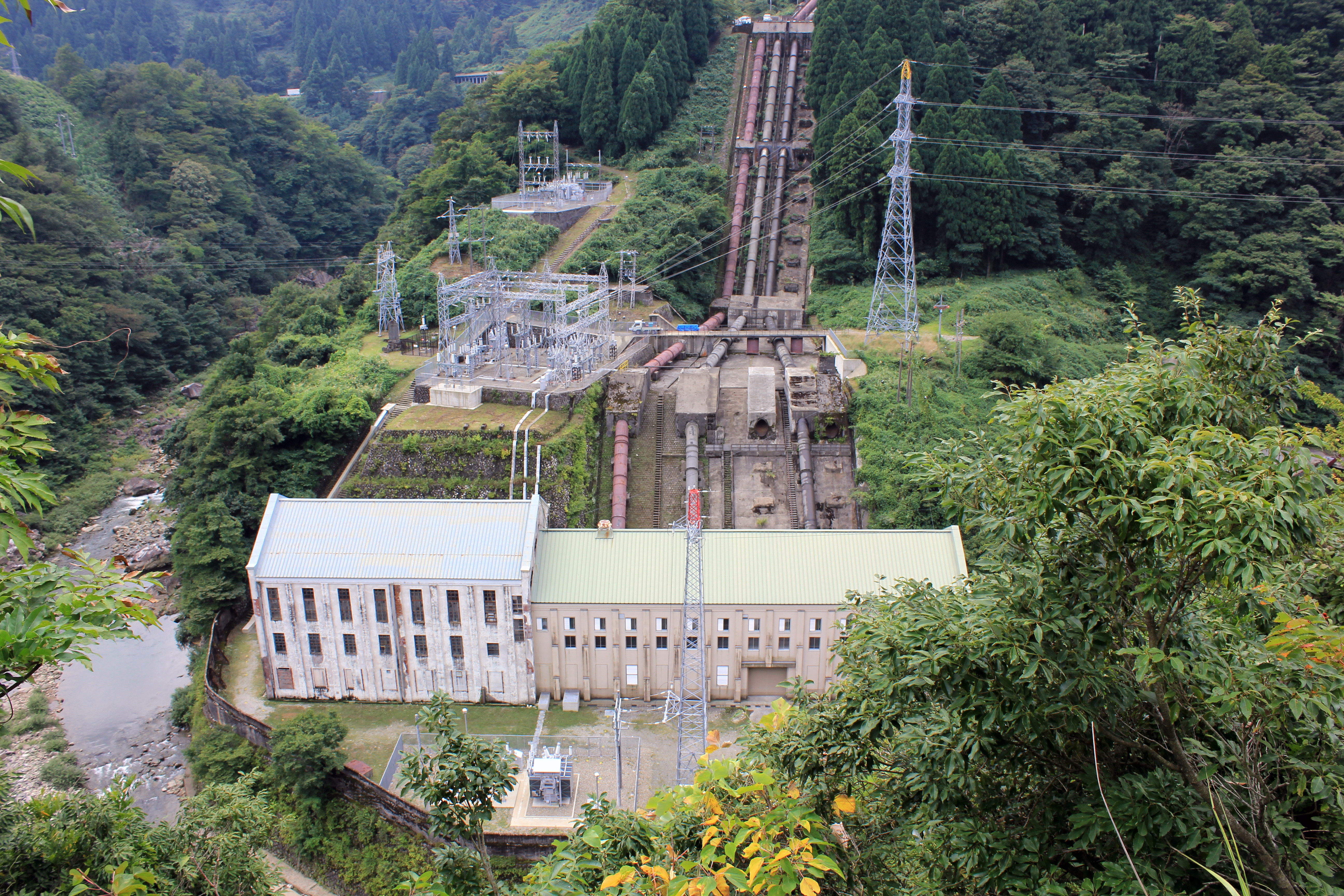
白山水力西勝原発電所
（現・北陸電力西勝原第一発電所）

福井県を流れる九頭竜川にて白山水力西勝原（にしかどはら）発電所が完成したのに伴い、東邦電力は1923年11月より同社からの受電を開始する（当初8,000 kW）。受電設備として名古屋市内の烏森に変電所を新設するとともに、西勝原発電所から関（岐阜県）まで白山水力、関から清洲（愛知県）まで大同電力、清洲から烏森変電所まで東邦電力、という具合に3社で分割して77kV送電線を建設した。
これに前後する1922年8月から1924年9月にかけて、東邦電力八百津発電所では水車の取り替え、発電機の改造などの改善工事が実施され、あわせて送電電圧が66kVから77kVへ昇圧された。これを受けて愛知県北部の羽黒（現・犬山市）に変電所が新設され、八百津・長良川両発電所と白山水力からの電力を集めて名古屋・一宮・岐阜各方面へと分配する拠点とされた。このうち羽黒から名古屋方面は大同電力から同社が清洲まで建設していた77kV送電線を譲り受け、さらに烏森変電所の建設予定地であった名古屋市の岩塚にも変電所を建設して羽黒から岩塚まで送電線を整備するとともに、岩塚から三重県北部の富田・四日市まで77kV送電線を新設、従来からの66kV送電線をすべて淘汰している。
1926年（大正15年）、白山水力吉野谷発電所（石川県、出力12,500 kW）と濃飛電気平瀬発電所（岐阜県、出力10,000 kW）が相次いで完成した。どちらも西勝原発電所と羽黒変電所を繋ぐ77kV送電線に接続する発電所であり、東邦電力では両発電所からの受電も始めている。

#### 日本電力からの受電
1919年、関西の宇治川電気を中心とする大阪商船系列の電源開発会社として日本電力が設立された。同社は1923年12月に富山県から岐阜県を経て大阪府へと至る300km超の154kV送電線の「大阪送電幹線」を完成させ、翌1924年3月には岐阜県の飛騨川に瀬戸発電所（出力27,000 kW）を建設するなど、岐阜県北部や富山県において積極的な電源開発を展開していく。関西地方以外に岐阜県内でも電力供給権を取得していたのが同社の特徴で、大阪送電幹線完成後、岐阜方面への送電のために同線から分岐する岐阜支線の建設にも着手した。
さらに日本電力は、1923年8月、名古屋市内への送電線建設許可と名古屋市周辺での電力供給権を獲得した。同社が設立以来許可を得た供給区域は岐阜県では岐阜市・稲葉郡・安八郡、愛知県では名古屋市・愛知郡・西春日井郡、三重県では四日市市・三重郡・桑名郡であり、1構内あたり50馬力ないし100馬力以上の電力供給に限られるという制限付き電力供給区域ではあったが、東邦電力の既存電灯・電力供給区域と重複するものであった。同年9月、日本電力は名古屋営業所を設置して供給の募集を開始する。すると東邦電力からの乗り換えを含めて短期間に大口需要家を多数獲得し、契約高は合計1万kWに及んだ。短期間での浸透は、旧名古屋電灯時代に福澤ら「電政派」の排撃を主張していた財界人らが日本電力の後援に回ったことが一因という。送電線の建設を待って翌1924年10月から順次名古屋方面にて供給を開始した。
こうした日本電力の進出を前に東邦電力では競争を回避する方向に動き、自社電源開発計画が進行中で新規の受電を要する状況ではなかったのにもかかわらず、1924年3月30日、日本電力との間に大規模な電力供給契約を締結した。1924年10月よりまず5,000kWで受電を開始し、毎年累増して10年目の1933年10月以降は100,000kWを受電するという大規模受電契約で、料金は1kWhにつき2銭1厘とされた。1924年10月、日本電力によって関西送電線岐阜支線と、支線岐阜変電所から名古屋市内の熱田変電所に至る77kV送電線が完成。16日より東邦電力は日本電力熱田変電所からの受電を開始した。受電は初め5,000kWで、翌年3月から10,000kWへと増加し、以後毎年10月に10,000kWずつ増加していった。日本電力からの大量受電に伴い、以後しばらく東邦電力は毎年着実に増加する受電電力の販売に追われることとなる。
東邦電力では日本電力からの受電を名古屋市内への配電にあてたほか、1925年（大正14年）10月からは日本電力岐阜変電所からの受電も開始して岐阜・大垣方面への電源に加えている。受電地点は1926年10月からは上記の東邦電力岩塚変電所も追加。さらに1928年12月、供給増加に伴い日本電力側で154kV送電線の終端として名古屋近郊の岩倉に名古屋変電所が新設されると、東邦電力では同時に同変電所から一宮近郊の起まで77kV送電線を架設した。

### 前期の飛騨川開発
東邦電力は前身の名古屋電灯から木曽川の八百津発電所を引き継いだが、同社はかつて八百津より上流でも木曽川の水利権を獲得していた。だが賤母発電所を着工した段階の1918年に開発部門を木曽電気製鉄（後の大同電力）として独立させ水利権を移しており、結果として東邦電力は成立時関西区域において有力な水利地点を保有していなかった。そこで東邦電力では、木曽川本流に比べて落差が少ないが水量豊富であり水力発電の適地として注目されていた木曽川水系飛騨川での水利権獲得に動き出した。
その飛騨川では、1919年6月、岐阜電気社長岡本太右衛門らにより「岐阜興業株式会社」の名で水利権許可が申請されていた。飛騨川にて3か所の水力発電所の建設（出力計45,000 kW）し、発生電力を岐阜電気に供給するとともに余剰電力で化学工業を起こすという計画に基づくもので、1920年（大正9年）4月までに3地点すべてで水利権を取得、翌1921年11月には会社設立へと進んだ（資本金500万円）。本社は東京で、製紙会社の王子製紙と提携していたことから社長には同社の藤原銀次郎が就いた。岐阜電気を吸収した名古屋電灯の後身である東邦電力では、成立早々岐阜興業の経営を掌握するべく動き出し、1922年6月、岐阜興業の株式のうち6割を取得する。その上で岐阜興業から「岐阜電力株式会社」と社名を改め、代表取締役に成瀬正行、常務に進藤甲兵を就けるなど役員を送って同社の実権を握った。その後経済的に開発すべく計画を見直し、水路式発電所3か所としていた計画を調整池を持つ5か所の発電所に分割するよう改め、順次開発に着手した。そのうち1920年代に建設されたのは七宗・上麻生・金山の3発電所である。

#### 七宗発電所
1920年4月に水利権を得た「飛騨川第一発電所」（3地点のうち中央）の計画は一つの発電所で12,420kWを発電するというものであったが、分割された上で取水位置・発電所位置を改めて開発された。その上流側が七宗発電所で、小容量だが短期間で開発できるという理由で岐阜電力最初の発電所に選ばれ1923年1月に着工された。しかし同年9月の関東大震災の影響で主要機器の納入が遅れ、加えて竣工間際に水路に補強工事を施したことから完成は1年4か月遅延、1925年11月6日竣工、25日発電開始となった。
七宗発電所の所在地は岐阜県加茂郡西白川村大字白山（現・白川町白山）。飛騨川に調整池を持つ水路式発電所で、発電所には電業社製フランシス水車・芝浦製作所製発電機各3台を設置。発電所出力は5,650 kW。送電線は発電所完成とともに八百津発電所への77kV線が新設されたが、1930年（昭和5年）2月から上麻生発電所への77kV送電線に切り替えられている。

#### 上麻生発電所

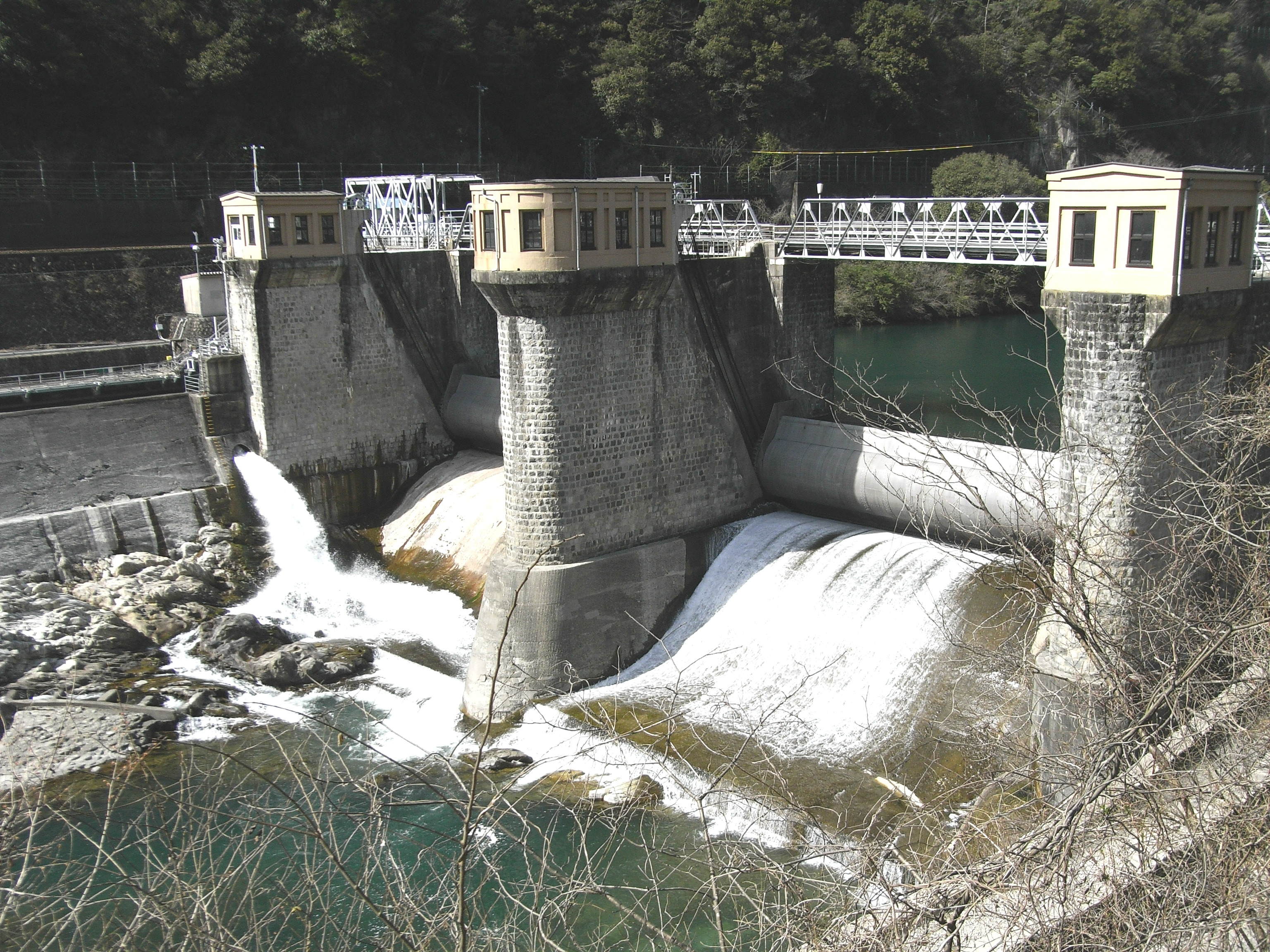
上麻生ダム

1920年4月に水利権を得た「飛騨川第二発電所」（3地点のうち下流側）の計画を変更し、水路の位置を飛騨川左岸から右岸へ、発電所建設地を上流側へと移して開発されたのが上麻生発電所である。高山本線上麻生駅延伸をうけて1924年4月に着工。鉄道開通で物資の運搬が円滑になり工事が順調に進んだため予定より1年4か月工期が短縮され、1926年11月14日に竣工し発電を開始した。
上麻生発電所の所在地は岐阜県武儀郡上麻生村（現・七宗町上麻生）。飛騨川と水路の途中の細尾谷の2か所に調整池を持つ水路式発電所で、発電所には米国IPモーリス (I. P. Morris) 製フランシス水車とゼネラル・エレクトリック (GE) 製発電機各3台を備える。発電所出力は24,300 kW。発生電力は77kV送電線で羽黒変電所へと送電。羽黒から名古屋方面へ至る送電線には岩塚変電所との間を結ぶものがすでにあったが、名古屋方面の給電拠点を分散させるため、1926年8月羽黒岩塚線の途中（清州開閉所）から分岐線を伸ばし枇杷島変電所を新設した。
建設中の1926年4月、東邦電力は岐阜電力との合併契約を締結し、同年10月2日合併手続きを完了した。合併に伴い七宗・上麻生両発電所は東邦電力へと引き継がれている。

#### 金山発電所
1920年3月に水利権を得た「金山発電所」（3地点のうち上流側）の計画は一つの発電所で11,700kWを発電するというものであったが、開発にあたっては2つの発電所に分割された。そのうち下流側はそのまま金山発電所の名称で開発され、1927年（昭和2年）10月着工、1929年（昭和4年）10月19日に竣工し28日より発電を開始した。
金山発電所の所在地は岐阜県益田郡下原村大字大船渡（現・下呂市金山町大船渡）。飛騨川に調整池を持つ水路式発電所で、発電所には日立製作所製のフランシス水車・発電機各2台を備える。発電所出力は6,400 kW。送電線は七宗発電所との間に77kV線が新設された。
なお金山発電所をはじめとする東邦電力の飛騨川における未開発地点の開発受託を目的に、1926年11月に岐阜電力（通称「第二岐阜電力」）が再度設立された。新会社による開発という形をとったのは建設利息配当についての優遇措置を受けるためである。金山発電所が完成した1929年10月、東邦電力はこの第二岐阜電力の事業一切を譲り受けている。

### 名古屋火力発電所の建設

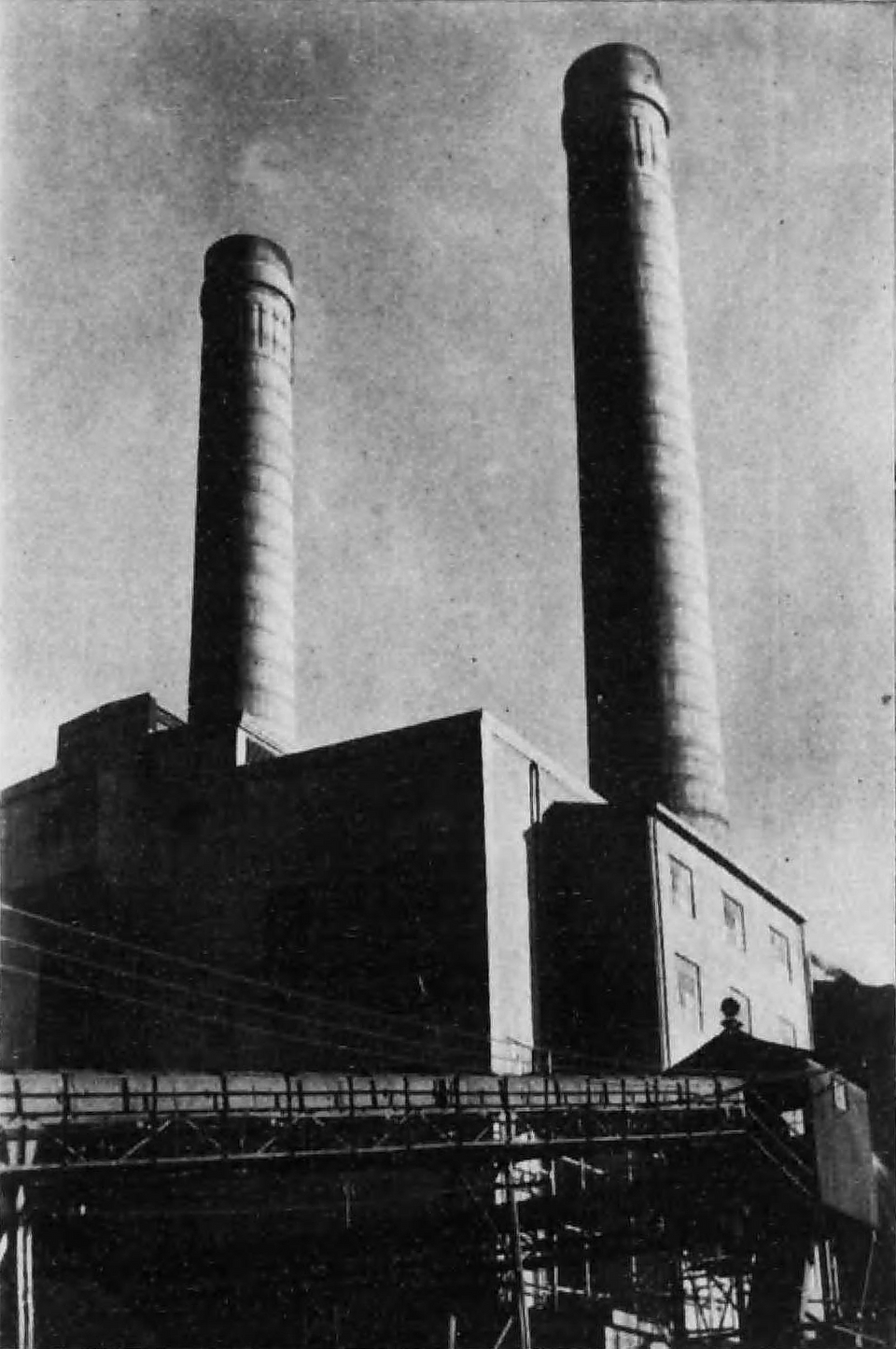
東邦電力時代の名古屋火力発電所

関西区域における東邦電力の電源は、上で見たように購入電力も含め水力発電によるものが主力をなしたため、成立当初は冬の渇水期になると名古屋方面において供給電力が不足し、停電発生の原因となっていた。この対策として名古屋市内に大型火力発電所を新設する方針を固め、1924年4月社内に名古屋火力建設所を立ち上げ、飛騨川開発に並行して名古屋火力発電所の建設に取り掛かった。所在地は名古屋市南部の大江町。水力発電重視から「水火併用」の発電体制へと転換する当時の電力業界の潮流を踏まえ、渇水期における補給用発電所としての役割を担う。欧米における大容量・高性能火力発電所建設にならい最新式の大型設備が採用された点が特徴で、出力35,000kWと当時の日本では最大規模のタービン発電機（GE製）が2台設置された。
着工は1924年6月。発電機1台を設置する第1期工事が同年10月16日に竣工、もう1台の発電機を設置する第2期工事も翌1926年12月6日に完成し、設備容量70,000kWの大型発電所が竣工した。大型ではあるが渇水期の補給を使命とするため年間を通じて連続稼働するものではなく、稼働後6年間の年間稼働日数は多くて122日（1926年度）、少ない場合はわずか11日（1931年度、稼働時間で見ると51時間10分）であった。従って極力建設費を圧縮するよう送電の安定にかかわる部分以外では簡素な設計とされている。送電線は、水力発電の電力系統と繋ぐべく岩塚変電所との間に77kV送電線が架設された。
下記#広域連系と周辺事業者の系列化にて詳述するが、1925年7月、東邦電力は名古屋方面の余剰電力を送電すべく名古屋火力発電所から浜松変電所へと至る浜松送電線を完成させた。2年後の1927年8月にはその途中に豊橋変電所を新設し、豊橋方面の電力系統との連絡も成立させる。さらに1927年12月、同じく名古屋方面の電源から送電させるべく四日市止まりの送電線を奈良県の高田変電所まで伸ばし、奈良方面の系統とも繋げた。こうして東は浜松、西は奈良へと広がる送電線網が出現するが、その一方で飛騨川以外の水力発電所建設は限定的であった。この時期の飛騨川以外の新規水力発電所には、旧北勢電気の計画を引き継ぎ1928年に完成させた木津川の木津発電所（京都府、出力1,007 kW）がある。
また岐阜電力の統合に加え、1925年5月に静岡県内の発電専業事業者引佐電力（1923年11月開業）から事業を買収し、2か所の発電所（出力計230kW）を引き継いだが、翌年には地元の都田水電へと両発電所を譲渡している。
1929年6月末時点での東邦電力関西区域（奈良支店区域除く）の発電力は水力24か所56,778 kW、火力6か所66,250 kW（うち名古屋火力発電所52,000 kW）であり、他に計144,420 kW（うち日本電力からは50,000 kW）の受電があった。また奈良支店区域の発電力は水力6か所2,957.7 kW、火力2か所1,800kWで、受電は計7,500 kW（うち大同電力6,000 kW）であった。

### 受電料金問題

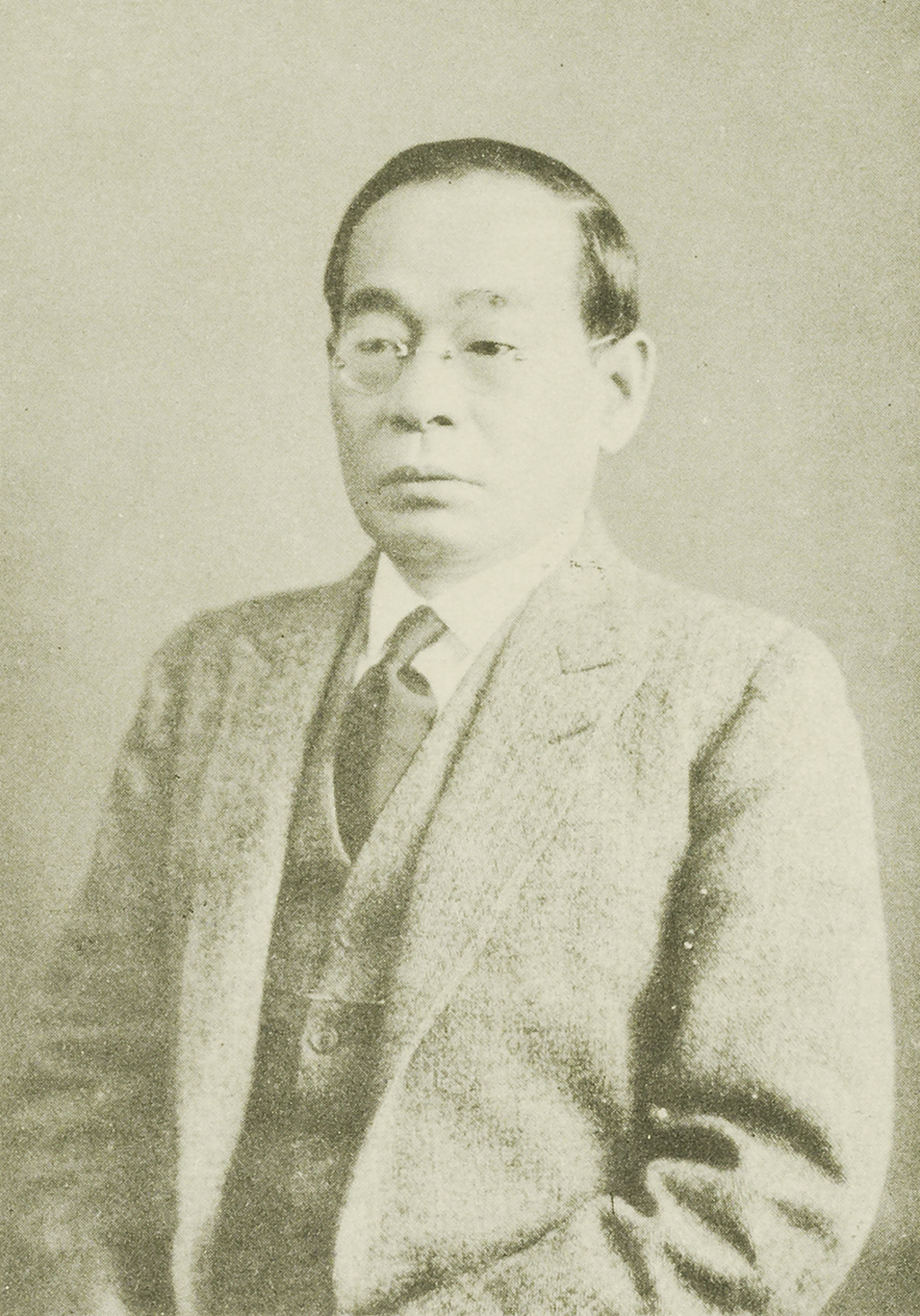
各務鎌吉

1920年代後半に不況が深刻化すると、電力業界では電気を小売りする受電者側と、過剰な発電力を抱える卸売り会社との間で対立が生じ、小売り会社側が受電料金の値下げを要求し卸売り会社側がこれを拒否するという構図で料金更改をめぐる紛争が各地で多発した。東邦電力でも同時期、大同電力と日本電力の2社との間に同様の問題を抱えた。
日本電力からの受電契約は前述の通り1924年に契約。受電電力は毎年1万kWずつ増加し続け、また受電地点は日本電力熱田・岐阜両変電所と自社岩塚変電所の3か所に1928年12月以降は日本電力名古屋変電所も加わっていた。料金は1kWhにつき2銭1厘（責任負荷率＝最低使用量超過分は1銭2厘）、1kWあたりでは責任負荷率は契約電力の70%のため年間128円77銭2厘であった。最初の料金更改日は1931年（昭和6年）6月10日と定められており、同年4月ごろから交渉が始まったが、両社間で値下げ幅に大きな隔たりがあり更改日を過ぎても妥協に至らなかった。そのため両社で三井銀行の池田成彬と東京海上火災保険の各務鎌吉に裁定を依頼。12月22日付で言い渡されたその裁定に従い、料金は1kWhあたり2銭1毛（最低使用量超過分は1銭2厘に据え置き）・責任負荷率60%・1kWあたり年105円65銭と改められた。なお日本電力からの受電電力は、契約通り1933年（昭和8年）10月1日以降10万kWとなっている。
日本電力と同様1924年に締結されていた大同電力からの受電契約は1929年11月1日に更改日を迎えた。料金は1kWhにつき2銭（責任負荷率70%・1kWあたり年122円64銭）であったが、更改にあたり東邦電力側が大幅な料金引き下げを要求したため交渉は難航し、2年経っても決着しなかった。日本電力との紛争解決を機に早期解決を目指すこととなり、1931年12月再び池田・各務の両名に裁定を依頼。翌1932年（昭和7年）2月25日、料金は1kWhあたり1銭9厘7毛、責任負荷率60%（超過分の料金は1kWhあたり1銭2厘）、1kW換算で年103円54銭余りとする、という裁定が下された。

### 火力発電所の新増設
1933年10月に日本電力からの受電電力が契約通り10万kWに到達したため、それ以降の需要増加には飛騨川開発を中心とする自社開発で対応することとなったが、さしあたり工期の短い火力発電所を増設する方針が採られた。当時、火力の主力である名古屋火力発電所は35,000kW発電機2台の設置に対し認可出力が52,000kWであったため、まずボイラー1台の追加工事を1935年（昭和10年）6月に完成させて出力を70,000kWへと引き上げた。
次いでボイラー3台と3号35,000kW発電機を増設する工事に着手し、翌1936年（昭和11年）12月に完成させた。1937年（昭和12年）12月には4号35,000kW発電機の増設工事も竣工する。以後名古屋火力発電所は認可出力129,000 kW（うち4,000kWは所内用）で運転されている。
1936年頃の需要予測では、増設完了後も需要増加によって1939年（昭和14年）頃の渇水期には追加の補給火力設備が必要になると想定されたが、当時逓信省では今後の火力発電所新増設は複数の電力会社が参加する共同火力方式に限り認可するという方針を打ち出していたため、第二火力発電所の新設計画は不可能であった。逓信省の慫慂に従い、東邦電力を含む中京地方の主要電力会社7社の共同出資によって共同火力発電計画のため中部共同火力発電株式会社が設立される。同社は名古屋市港区に名港火力発電所を建設、1939年1月にまず53,000 kW、同年12月より106,000kWにて運転を開始した。この名港発電所の発生電力は出資各社へと配分された。

### 後期の飛騨川開発
前述の通り、飛騨川では旧岐阜興業が取得した水利権を元に、1920年代までに上流側から金山・七宗・上麻生の3発電所が完成していた。その後しばらく飛騨川開発は中断されていたが、1930年代中盤になり名古屋火力発電所増設と並行して開発が再開された。5地点あった計画のうち残る2地点の開発が進められたほか、旧岐阜電力の時代に水利権を申請していた上麻生発電所下流側2地点における開発も行われ、1930年代末までに名倉・下原・川辺の3発電所と、大同電力との共同開発となった今渡発電所が相次いで竣工した。

#### 名倉発電所

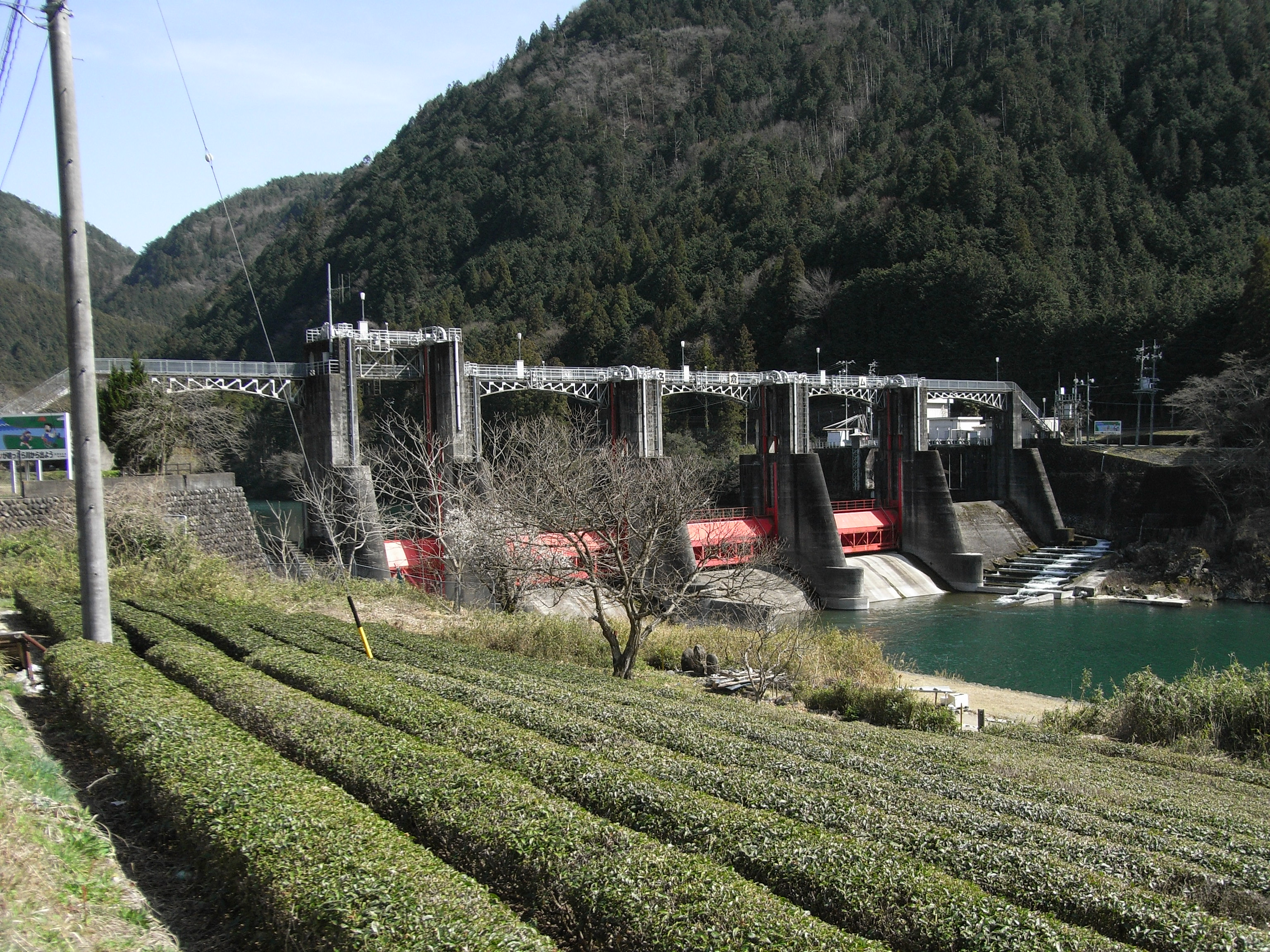
名倉ダム

1920年4月に旧岐阜興業が水利権を得た「飛騨川第一発電所」の計画を2分割したうちの下流側が名倉発電所で、上流側の七宗発電所建設から10年以上経ってからの開発実施となった。1934年（昭和9年）2月に着工され、1936年11月20日に竣工した。
名倉発電所の所在地は岐阜県加茂郡西白川村大字河岐（現・白川町河岐）。飛騨川に調整池を持つ水路式発電所で、発電所には電業社製フランシス水車・芝浦製作所製発電機各2台を設置する。発電所出力は初め19,700 kW、のち22,200kWである。送電線は七宗発電所と上麻生発電所を結ぶ既設77kV線が経由する。

#### 下原発電所

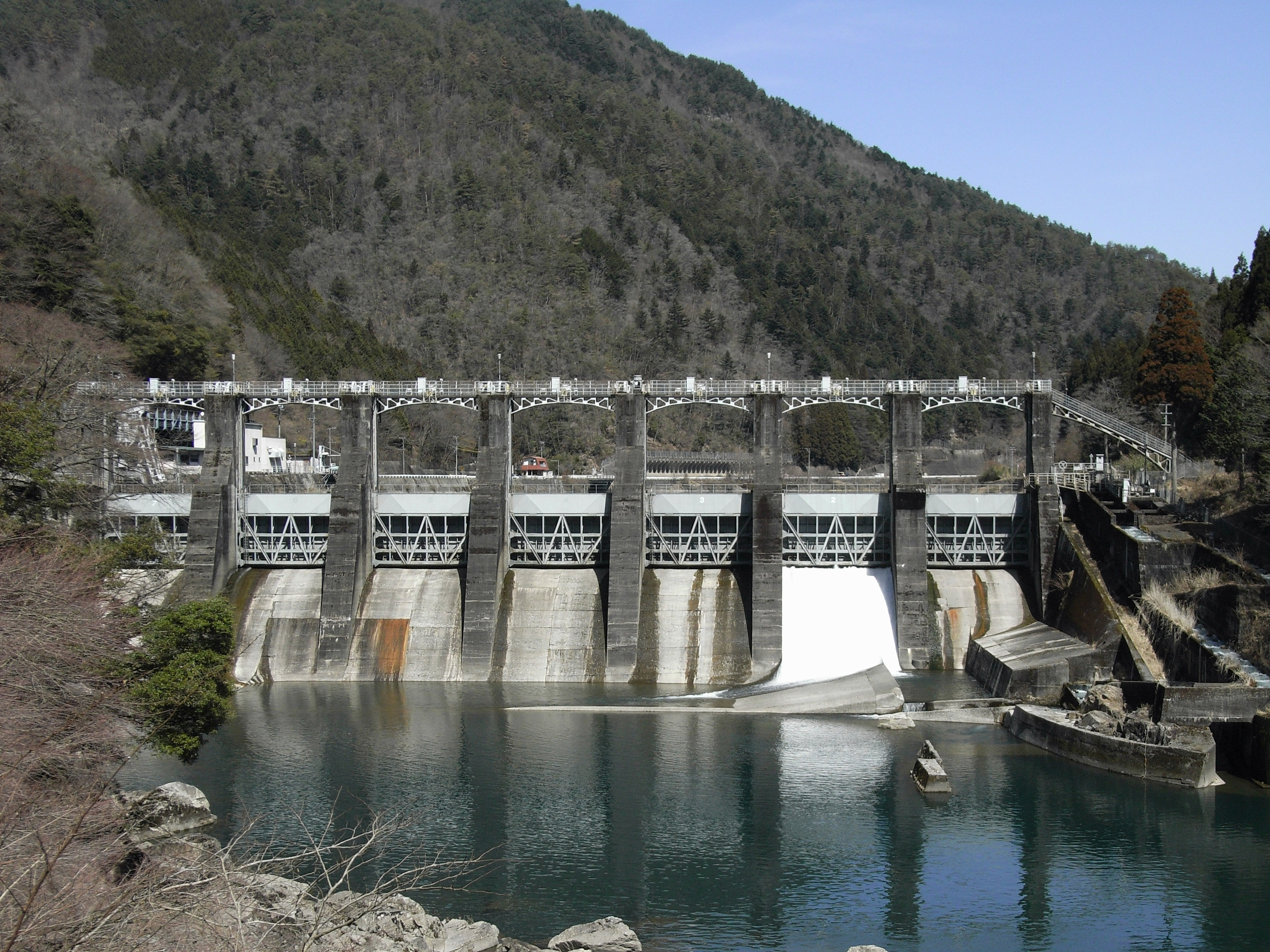
下原ダム

1920年3月に旧岐阜興業が水利権を得た「金山発電所」の計画を2分割したうちの上流側を下原発電所といい、東邦電力が建設した飛騨川の発電所では最上流部に位置する。1936年12月に着工され、1938年（昭和13年）12月25日に竣工した。
下原発電所の所在地は岐阜県益田郡下原村大字中切（現・下呂市金山町中切）。取水は飛騨川（馬瀬川との合流点の上流側で「益田川」とも）と支流の馬瀬川の2河川からで、取水の主体となる益田川に取水堰堤による調整池を設ける。主要設備は電業社製フランシス水車・芝浦製作所製発電機各2台で、発電所出力は22,000kWである。送電線は下流の金山発電所とを繋ぐ77kV線が新設された。

#### 川辺発電所

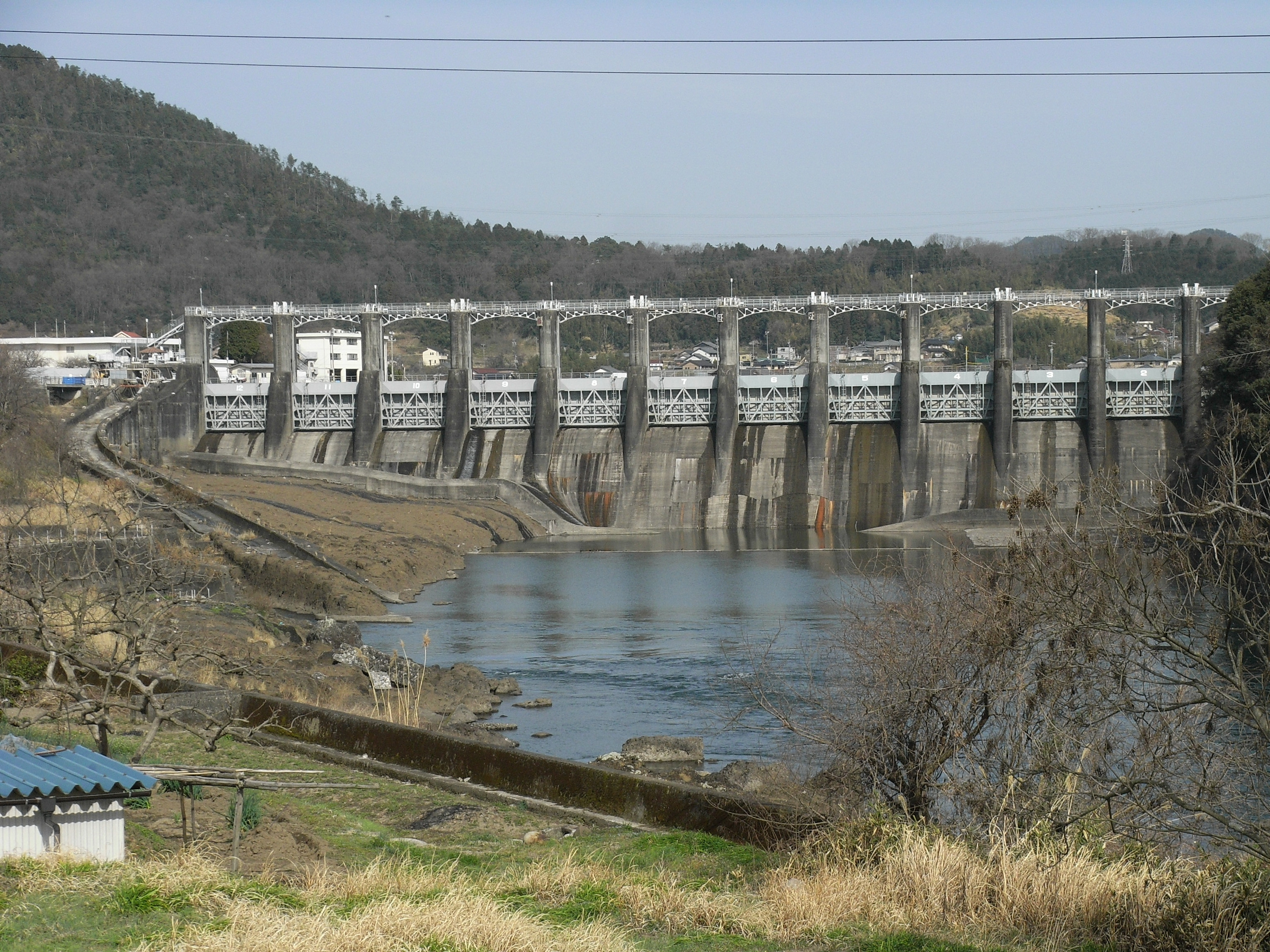
川辺ダム

岐阜電力時代の1922年6月、上麻生発電所よりも下流側の開発を目的に「米田」・「鵜沼」両発電所を計画して水利権を出願した。うち下流側の鵜沼発電所は木曽川合流点の下流約12km地点に設置する計画であったが、途中に景勝地日本ラインを含むことから再検討され、一部区間を捨てて「森山発電所」という一つの発電所計画にまとめられた。だが下流の水量に影響を与えるとして逆調整池の設備が必要となったため、1930年1月、分割され3つの発電所を置く計画に改められた。3地点のうち中央部が「森山第一発電所」改め川辺発電所であり、1935年8月に着工され、1937年（昭和12年）12月9日に竣工した。
川辺発電所の所在地は岐阜県加茂郡川辺町大字西栃井。高さ25.0mのダムにより落差を得て発電するダム式・調整池式発電所であり、主要設備として日立製作所製のフランシス水車・発電機各3台を備える。発電所出力は初め26,500 kW、のち30,000kWである。送電線は上麻生発電所と羽黒変電所を結ぶ既設77kV線が経由するほか、関西の木津変電所へ至る長距離154kV線（後述）が引き込まれその起点となった。
こうして3か所の発電所が相次ぎ完成したが、旧「森山発電所」を3分割したうちの上流地点に計画された「下麻生発電所」は、落差が少なく地形上水路建設に多額の費用を要するとして開発延期となった。

#### 愛岐水力今渡発電所

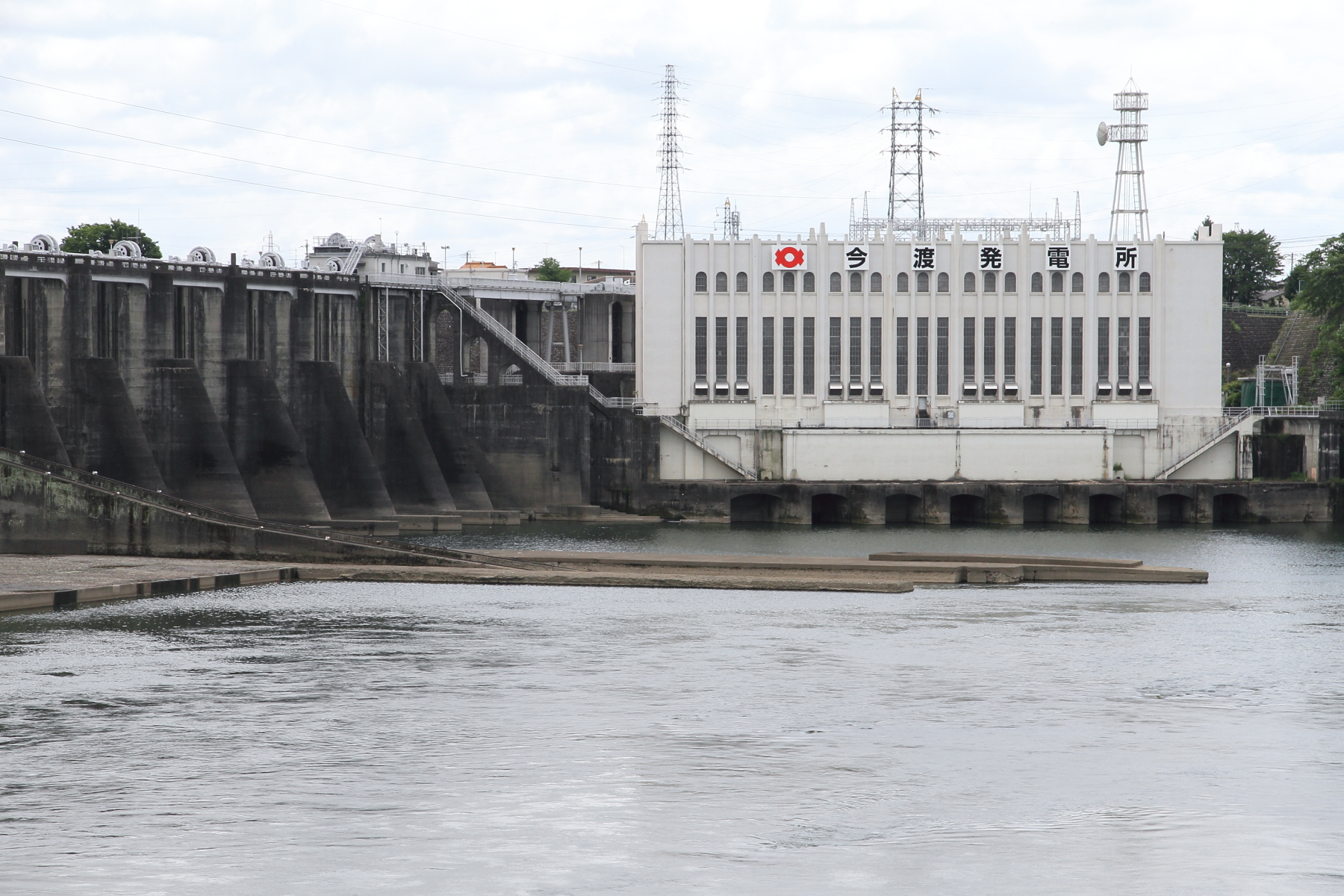
今渡発電所と今渡ダム

旧「森山発電所」の計画を3分割したうちの下流地点では、木曽川合流点直前に逆調整池を持つ「森山第二発電所」を建設するものとされた。一方、木曽川本流にてダム式発電所の建設を進める大同電力は、飛騨川との合流点直前に「今渡第二発電所」という同様に逆調整池を持つ逆調整発電所を建設する計画を別個に立てていた。両社とも需給状況に鑑みこれら逆調整発電所の建設を延期していたが、下流の用水組合との紛争もあって1933年に内務省と岐阜県は両社に計画を合同の上木曽川・飛騨川合流点直下に逆調整ダムを新設するよう要請した。要請を機に両社共同による開発計画がまとまり、1935年7月折半出資による新会社愛岐水力株式会社が設立された。
この愛岐水力によって今渡発電所が1936年6月に着工され、1939年（昭和14年）3月27日に竣工した。発電所出力は20,000 kW。木曽川・飛騨川合流点直下にダムを設けて自然流量に相当する水を放流しつつ発電する、というこの今渡発電所が完成したことで、上流側の発電所群は下流の水利関係に制限されることなく最大能力での発電が可能となった。

### 関西区域における電力国家管理の影響
1930年、東邦電力は供給区域や設備の整理を目的に、四日市・奈良両支店区域を合同電気（旧・三重合同電気）へ、豊橋営業所区域を中部電力（旧・岡崎電灯）へと譲渡していた。譲渡対象には発電所も含まれる（合同電気に対し13か所、中部電力に対し4か所を譲渡）。1937年になり、東邦電力ではこの2社を相次いで合併する。その結果、合同電気から水力31か所・火力9か所、中部電力から水力19か所・火力1か所の発電所をそれぞれ引き継いだ。合同電気の発電所には和歌山県・兵庫県（淡路島）・徳島県のものが含まれる。また1937年から1941年にかけて小規模事業者の統合を進める中で、多数の小規模発電所を取得している。
合同電気・中部電力合併後の1937年12月末時点における関西区域の発電力は、本州地域で水力63か所168,081.7 kW・火力11か所179,900 kW、徳島区域で水力6か所8,202 kW・火力2か所11,000 kW、淡路区域で火力1か所3,500kWであった。また他事業者からの購入電力については、本州地域では10社から合計214,984 kW、徳島区域では3事業者から合計7,200 kWをそれぞれ受電していた（いずれも融通電力を計算に含まず）。翌1938年、前述の飛騨川下原発電所（出力22,000 kW）のほか、旧中部電力時代から工事が進められていた静岡県・気田川の豊岡発電所（出力8,130 kW）が運転を開始する。この1938年度に関西区域における水力発電力は20万kWを超え、自社火力と購入電力を加えた発受電の合計も60万kWを突破して会社成立以来の最大値を記録した。
こうして各地に抱えた発電所のうち、一部は下記#電力国家管理と解散で詳述する電力国家管理の対象となり、解散を待たずに東邦電力の手を離れた。1939年4月1日付の国策会社日本発送電設立に際し同社への出資対象となったためであり、関西区域では名古屋火力発電所が該当する。また日本発送電設立と同時に、木曽川・飛騨川の八百津・八百津放水口・下原・金山・七宗・名倉・上麻生・川辺の8発電所と庄川水系の平瀬発電所、徳島県の祖谷発電所が同社の管理発電所、すなわち日本発送電が運転を指令し同社へ全出力を送電する発電所となっている。名古屋火力発電所が自社発電所ではなくなったものの、1939年12月末時点における東邦電力関西区域全体の発電力は水力75か所75,331 kW（他に日本発送電の管理発電所10か所131,730 kW）・火力6か所57,550kWを数え、購入電力も13事業者から計354,092 kW（融通電力を除外。日本発送電からの受電は299,800 kW）に上った。
その後1940年（昭和15年）6月に、岐阜県・板取川にて電力国家管理実施前より工事中であった洞戸発電所（出力10,600 kW）が完成した。続いて1941年から1943年にかけて、旧天竜川水力電気の計画を下敷きとする天竜川開発に着手する計画であったが、東邦電力では事業着手に至らなかった。

### 九州区域の動向
ここまで関西区域の動向に限って記述してきたが、以下では九州区域における電源の推移について詳述する。

#### 1920年代

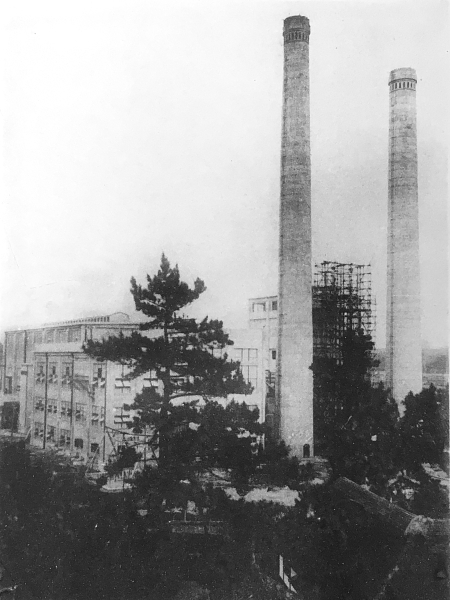
名島火力発電所（大正中頃）

飛騨川を擁する関西区域に対して九州区域には大きな未開発水力地点は存在せず、1920年代に完成した水力発電所は佐賀県の川上川第四発電所（出力1,100 kW、1923年5月運転開始）と川上川第五発電所（出力2,400 kW、1928年10月運転開始）の2か所にとどまる。1920年代後半に川上川第一・第二両発電所の出力が計2,400kW引き上げられ、水力発電所の総出力は7か所計17,950kWとなった。また水力開発では、福岡県三潴郡一帯に灌漑用水を供給する三潴郡耕地整理共同会（後の三潴郡北部普通水利組合）との共同事業として矢部川を開発し、1925年（大正14年）5月、八女郡大淵村大字大淵（現・八女市黒木町大淵）に矢部川発電所を建設した。東邦電力では同発電所の発生電力1,500kWを受電するとともに、組合に対して揚水施設の動力源として最大1,600kWを供給した。
九州区域では、水力発電では賄えない電力需要に対しては名島火力発電所によって補給していた。発足時、名島発電所には10,000kW発電機2台があったが、ボイラー出力の関係上実際の発電能力が抑えられていたため、1924年（大正13年）1月に3,000kWボイラー2台が増設された。その後需要増加に備えるため1925年8月に10,000kWボイラー2台と20,000kW発電機1台が増設されている。許可出力は1929年6月末時点において35,000kWであり、住吉・長崎両発電所をあわせた火力発電所の総出力は43,000kWとなった。
九州区域での購入電力は、九州電灯鉄道時代から福岡県の久留米にて九州水力電気より225kWを受電するだけであったが、供給力の不足を補うため1922年8月より大牟田にて熊本電気からの受電を開始した。受電量は当初2,500 kW、翌年以降4,000kWである。さらに九州水力電気からの受電も強化され、1924年2月より名島発電所隣接地に新設された多々良変電所にて5,000kWの受電を開始し、加えて翌1925年7月より久留米での受電も2,000kWに増加された。このとき受電地点とされた久留米変電所は、久留米方面への送電強化のため1923年5月に新設されたもので、川上川第一発電所・大川変電所間の送電線から分岐する66kV線で連系されていた。これらの結果、1929年6月末時点における購入電力は、耕地整理組合からの受電1,500kWもあわせて合計12,500kWとなった。1929年12月21日には、宮崎県にて電源開発を進める九州送電から（ただし送電の都合上実質的には九州水力電気から）の、久留米変電所における最大10,000kWの受電も始まった。
下関支店区域では、需要の増加に伴って2つの火力発電所のうち前田発電所が拡張され、1926年（大正15年）に6,250kW発電機1台の増設とボイラー改造で許可出力が5,000kWから9,000kWへ引き上げられた。同時に山口県電気局の系統に接続し、最大2,500kWの受電が可能となっている。

#### 1930年代前半
1929年より佐賀県内の玉島川・厳木川および既設広滝発電所の下流地点の計3か所にて水力発電所建設に着手し、1930年（昭和5年）11月に玉島発電所（出力2,000 kW）、同年12月に厳木発電所（同5,230 kW）、翌1931年（昭和6年）12月に広滝第二発電所（同1,000 kW）をそれぞれ竣工させた。3か所とも運転員が常駐しない自動発電所であることから、発電所建屋を省いた設計の屋外発電所とされた。また厳木発電所は上流に調整池を持ちピーク時の需要（尖頭負荷）に応じて発電する尖頭負荷発電所であるが、下流にも逆調整池を設置し下流側の河川流量に影響を与えないよう設計されている。加えて1931年11月、玉島水電から出力31kWの小水力発電所を譲り受けた。
水力開発に続き名島火力発電所の40,000kWに及ぶ増設計画を立てたが、宮崎県にて電気化学工業・大淀川水力電気が開発した大淀川の発電所から受電することとなり、増設を取りやめた。送電会社の九州電力が別に設立され同社によって大淀川発電所から熊本・大牟田を経て佐賀県武雄へ至る110kV送電線が建設されたことから、東邦電力では1932年（昭和7年）3月20日より武雄変電所にて九州電力からの受電を開始した。受電電力は最大で20,000kWであるが、その半分は共同で受電する九州水力電気の分であり、自社送電線を用いて同社分の電力輸送を受託した。受電開始に伴い、東邦電力から九州水力電気への送電に応じて元からある九州水力電気から東邦電力への送電が相殺される形となっている。
九州電力からの受電開始に先立つ1931年9月、武雄変電所が移設され、川上川第一発電所からの送電線と佐世保方面への送電線、長崎方面への送電線の3路線が集中する変電所とされた。その後1934年（昭和9年）に、東邦電力は九州電力より同社の110kV線のうち大牟田の三池変電所から武雄変電所までの区間を譲り受けている。
下関支店区域では、需要増加に伴って1931年に前田火力発電所を拡張し、ボイラー3台と12,500kW発電機1台を増設した。だが1933年（昭和8年）5月、下関支店区域の事業を山口県電気局へと譲渡したことで、前田・下関両発電所も東邦電力の手を離れた。
1934年12月末時点における東邦電力九州区域の発電所は水力発電が11か所・出力計26,211 kW、火力発電が3か所・出力計43,000kWで、受電（融通電力を除く）は九州送電・九州電力からがそれぞれ14,000 kW、熊本電気からが4,000 kW、耕地整理組合（矢部川発電所）からが1,500kWであった。

#### 1930年代後半以降
九州電力に続いて、三井鉱山を中心として設立された共同発電会社九州共同火力発電に参加し、同社港発電所（大牟田市）から受電することとなった。受電は1935年（昭和10年）10月20日より開始。受電に際し港発電所に隣接して港変電所を新設し、ここから三池変電所までの110kV送電線を架設して三池武雄線に連絡させた。受電電力は初年度は4,000 kW、第2年度は26,000kWとされたが、後者のうち13,000kWは九州水力電気の受電分であり、九州電力の場合と同様の関係にてこれを託送した。
続いて九州区域における最大の需要地長崎県での自社火力発電所新設に踏み切り、1937年（昭和12年）8月、相浦火力発電所の新設許可を得た。当時は需要増加著しく、冬季渇水期の電源確保に苦心していたため、建設中の需要増加対策として翌1938年（昭和13年）11月に関西区域の大浜火力発電所に設置する予定であった設備（10,000kW発電機1台など）を転用して名島火力発電所を増設した。相浦発電所は1939年（昭和14年）12月22日に1号機、翌1940年（昭和15年）3月26日に2号機がそれぞれ運転を開始して竣工。発電機はどちらも出力30,000kWである。また相浦発電所と武雄変電所をつなぐ110kV送電線も新設された。相浦発電所建設に伴い、福岡の住吉発電所が廃止されている。
九州区域における自社水力発電所の建設は1930年代初頭の3か所を最後に行われていないが、1930年代後半以降の中小事業統合に伴い、1937年10月統合の肥前電気と1940年8月統合の有浦電気よりそれぞれ出力170kWと60kWの水力発電所を継承した。九州区域においても1938年度に発受電が15万kW超と会社成立以来の最大値を記録している。
電力国家管理実施に伴う1939年4月1日付の日本発送電への出資に際し、対象となった発電所は九州区域では名島火力発電所のみであった。また1937年12月末時点では九州共同火力発電から26,000 kW、九州電力から20,000 kW、九州送電から5,000 kW、熊本電気から2,000kWを受電していた（いずれも融通電力を除く）が、これら受電に関連する送電線も日本発送電へ移管されたため、受電は同社へと集約された。1939年12月末時点における東邦電力九州区域の発電所は水力発電が12か所（出力計26,381 kW）、火力発電が長崎発電所（出力3,000 kW）および相浦発電所（同34,500 kW、ただし日本発送電の管理発電所）の2か所で、受電は日本発送電からが94,000 kW、三潴郡北部普通水利組合（矢部川発電所）からが1,500kWであった。

## 広域連系と周辺事業者の系列化
以下、関西区域における送電網の広域化と、それに関連して系列下した電力会社について記述する。ここで取り上げる傘下の電力会社は、傘下企業の中でも大規模であった東京電力（1925年設立）・合同電気・中部電力（岡崎）の3社である。

### 超電力連系の研究
関西電気時代の1922年（大正11年）2月24日、社内に社長直属の「臨時調査部」が設置された。「電気事業は科学的に経営されるべき」という持論を持つ副社長松永安左エ門肝いりの組織で、東邦電力成立後の同年7月1日より常設の「調査部」に昇格、以後1927年（昭和2年）6月の廃止まで電気事業に関して広範な調査・研究にあたった。その研究の一つに、国外の電力系統、特にアメリカ合衆国の超電力連系（スーパー・パワー・システム）に関する研究がある。アメリカでの研究成果は、北米各地の発電所を同一の電力系統に組込み高圧送電線で需要地へと送電する、というシステムを形成した場合、地区ごとに電気事業を独立経営する場合に比べて事業の効率運営が可能、というものであった。
調査部では欧米各地における超電力連系の調査を踏まえ、超電力連系の日本への応用を研究した。その結論は、本州のうち福島・新潟両県から兵庫県に至る広範な地域に送電電圧220kVの送電幹線を建設、各地の発電所を連系し、それぞれの発電特性を活かした効率的な発送電体制を実現する、というものであった。こうした研究を下敷きに、松永は1923年（大正12年）に具体的な送電会社を立案、翌年4月には福澤桃介を創立委員長に立てて福島から兵庫まで220kV送電線を建設し電力の卸売りをなすという「大日本送電株式会社」の創立案を発表した。
大日本送電の設立案は当時としては時期尚早であり、まったく実現しなかったが、1923年9月に関東大震災が発生すると、東邦電力では調査部の研究を元に、新たに「東京復興電気会社」の設立計画書を作成した。供給区域は東京の下町一帯を想定し、震災復興によって商工業が発展し震災前以上の電力需要が見込まれるとして向こう35年間の電力需要量とこれに対応する発受電設備を計画したものであった。この計画がそのまま実行されたわけではないが、東邦電力は震災以後、震災復興のための電力供給の充実という旗印を掲げて東京進出の動きを強化していくことになる。後年に松永が語るところによれば、東京を地盤とする既存事業者東京電灯は放漫・消極経営で電気事業の責任を果たしていないのでこれの是正のため、さらには理想実現を目指し電気事業を自身の手で統一したいという野心があったため、東京進出を目指したという。

### 東京電力設立と東京進出の試み

#### 東京における「電力戦」

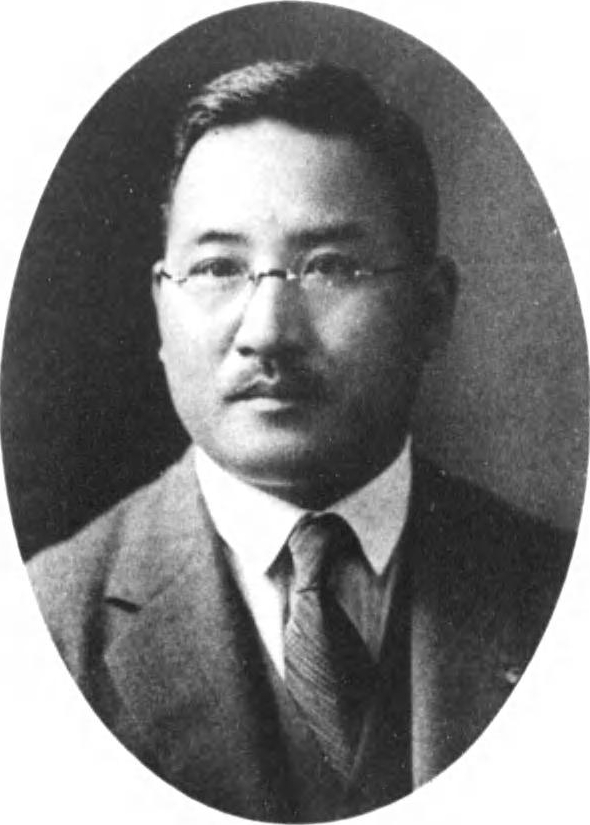
東京電力常務進藤甲兵

東京進出にあたり、東邦電力ではまず早川電力の経営掌握を目指した。同社は浜松市を中心とする静岡県西部（元日英水電区域）に供給しており、東邦電力の供給区域とは浜松市内で重複しているため、東邦電力では早くから早川電力との関係強化を狙っていたが、進展していなかった。静岡県内での供給とは別に、早川電力では東京市内と周辺5町村に対する電力供給許可を持っていたため、同社は起業目的である富士川水系早川（山梨県）での電源開発とともに神奈川県の川崎へ至る東京送電線の建設を進めたが、用地の取得や資金調達が円滑でなかったところに関東大震災が発生し、事業が行き詰ってしまう。東邦電力ではこれを好機と見て早川電力の掌握にかかり、1924年3月、早川電力の株式を引き受けて同社を支配下に置いた。さらに同社の内容充実を待って3年以内に合併するという契約も結んだ。
早川電力との交渉中、群馬電力もあわせて支配下に置くこととなり、早川電力よりも先の1923年12月に経営権を握った。同社は群馬県を流れる利根川水系吾妻川の電力開発を目的に設立された会社で、供給面では京浜電気鉄道（現・京浜急行電鉄）が川崎を中心とする沿線地域で兼営していた電気供給事業を買収していた。こうして相次いで東京方面への供給権を持つ電力会社を傘下に収めた東邦電力は、早川電力と群馬電力の合併を仲介し、1925年（大正14年）3月16日、両社合併による東京電力株式会社を新設させた。資本金は早川電力の3000万円と群馬電力の1225万円をあわせた4225万円で、全株式の4割を東邦電力が持った。社長には群馬電力社長の田島達策、副社長には松永安左エ門が就いた。
東京電力（早川電力）との提携に伴い、東邦電力では名古屋方面の余剰電力を東京電力の供給区域である浜松方面へと送電するため、1924年（大正13年）11月に浜松送電線の建設に着手した。名古屋火力発電所と新設の浜松変電所との間を結ぶ亘長100kmに及ぶ77kV送電線であり、翌1925年7月に完成してまず3,000kWの送電が開始された。送電電力はその後1927年7月より11,000kWへと引き上げられている。これとは別に、東京電力側では東京方面へ供給するための電源開発に努め、山梨県内に大規模水力発電所を相次いで完成させる。さらに東京への本格進出のため東京府内の工場地帯における電力供給を逓信省へ申請し、南葛飾郡・南足立郡全域と北豊島郡南千住町を電力供給区域に追加する許可を得た。この地域は東京電灯の地盤と言われていた土地で、東京電灯全体の電力需要のうち1割以上がこの地域に集中していたという。
東京電力が供給許可を得たのに伴い、東京電力対東京電灯の需要家争奪戦、いわゆる「電力戦」が始まった。対象となった地域は、新規許可の3郡と既許可の東京市内深川区・本所区方面、川崎・横浜方面で、電力料金の引き下げを伴う勧誘合戦により需要家争奪戦が展開された。東京電力は1927年1月1日を期して新規許可地域への電力供給を開始し、東京電灯から切り替えた需要家や新規需要家への供給を始めた。1927年11月末（下期末）時点における東京電力の大口電力供給実績は8万2986kW、うち東京方面は7万4820kWに達し、半年間で5割増という盛況であった。しかしながら投資水準に見合った収益を上げるには至らず業績は好調とはいえない状態で、配当率は年率8パーセント前後で停滞した。

#### 電力戦の終焉

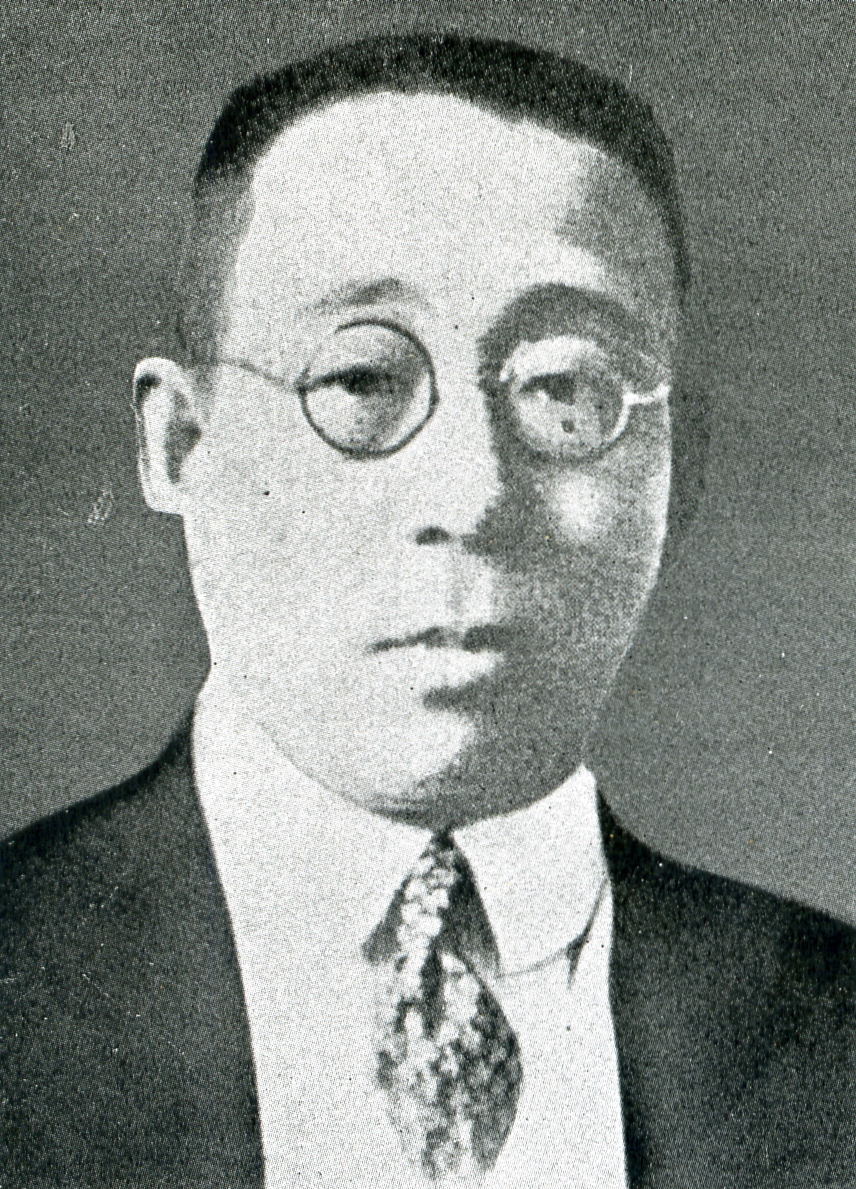
東京電灯社長若尾璋八

業績低迷は東京電灯でも同様で、「電力戦」の影響により関東大震災後順調に伸びていた電力料金収入は1927年上期に前年比4パーセント減となった。一方で「電力戦」以前から東京電灯では割高な購入電力の増加による事業費の高騰、社債・借入金増加による利息負担の増加に苦しんでおり、1926年下期に配当率を年率11パーセントから9パーセントへ引き下げ、1927年下期にはさらに8パーセントへ減配した。
電力戦による東京電力・東京電灯両社の経営悪化に、両社に対して巨額の融資をしていた三井銀行・安田銀行などの大手金融機関が危機感を抱くに至る。1927年春の昭和金融恐慌発生という状況下で、これ以上の競争激化は金融機関を巻き込んで日本の金融システムそのものを危機に陥れる可能性も生じたため、三井銀行筆頭常務池田成彬や安田銀行副頭取結城豊太郎が東京電力・東京電灯の和解・合併の斡旋に乗り出した。両社合併への動きは7月に始まるが、9月になっても意見の隔たりが大きく、合意に達することはなかった。
1927年12月になると、金融恐慌の影響により両社とも建設資金の調達に窮するようになったことから、合併に関して歩み寄りがみられた。最終的に同年12月24日、合併契約が締結されるに至る。その内容は、存続会社を東京電灯とし、合併比率は東京電力10株に対して東京電灯9株、東京電力側から松永安左エ門らが取締役として東京電灯に入る、といったものであった。合併は翌1928年（昭和3年）4月1日付で実施され、東京電力は消滅、東京電灯対東京電力の「電力戦」も完全に終結した。また合併の結果、東邦電力傘下の東邦証券保有（後述）が東京電灯の筆頭株主となり、東邦電力本体の持株とあわせて全株式のうち5パーセント余りを握ることになった。

### 合同電気との提携

#### 三重・奈良方面への送電線建設
上記の浜松送電線建設に続き、東邦電力では三重県や奈良県への送電網拡大を図っていた。
三重県内では、大正前期まで北勢電気（四日市）・津電灯（津）・松阪電気（松阪）・伊勢電気鉄道（宇治山田〈伊勢〉）など多数の事業者が県内に分立する状態であったが、東邦電力成立と同じ1922年5月に当時の三重県知事の提唱に基づき企業合同が成立、三重合同電気が発足していた。しかし上記4社のうち北勢電気のみ合同に参加せず東邦電力へと吸収されたため、北勢地方は東邦電力区域となった。1922年10月、東邦電力は三重県内での事業拡大を図るべく、津・松阪・宇治山田など三重合同電気区域を自社の電力供給区域に追加するよう当局に出願、翌年8月その許可を得た。そして1924年8月に名古屋市内の岩塚変電所から北勢の富田変電所まで伸びていた既設77kV送電線を四日市変電所まで延伸したのち、新許可区域への送電線建設に取り掛かり、1926年（大正15年）8月津・松坂経由で山田変電所へと至る区間を完成させた。こうして岩塚変電所から三重県を縦貫する亘長113kmに及ぶ77kV送電線が完成し、同年9月から東邦電力による供給も始まった。
また1927年12月には、四日市変電所を起点に奈良県内の奈良変電所を経て高田変電所へと至る亘長112.3kmの77kV送電線も完成した。従来、奈良・高田方面は東邦電力管内にありながら孤立した電力系統であったが、四日市高田送電線の完成により飛騨川開発や日本電力からの受電によって生じた名古屋方面の余剰電力を送電できるようになった。

#### 四日市・奈良区域の分離

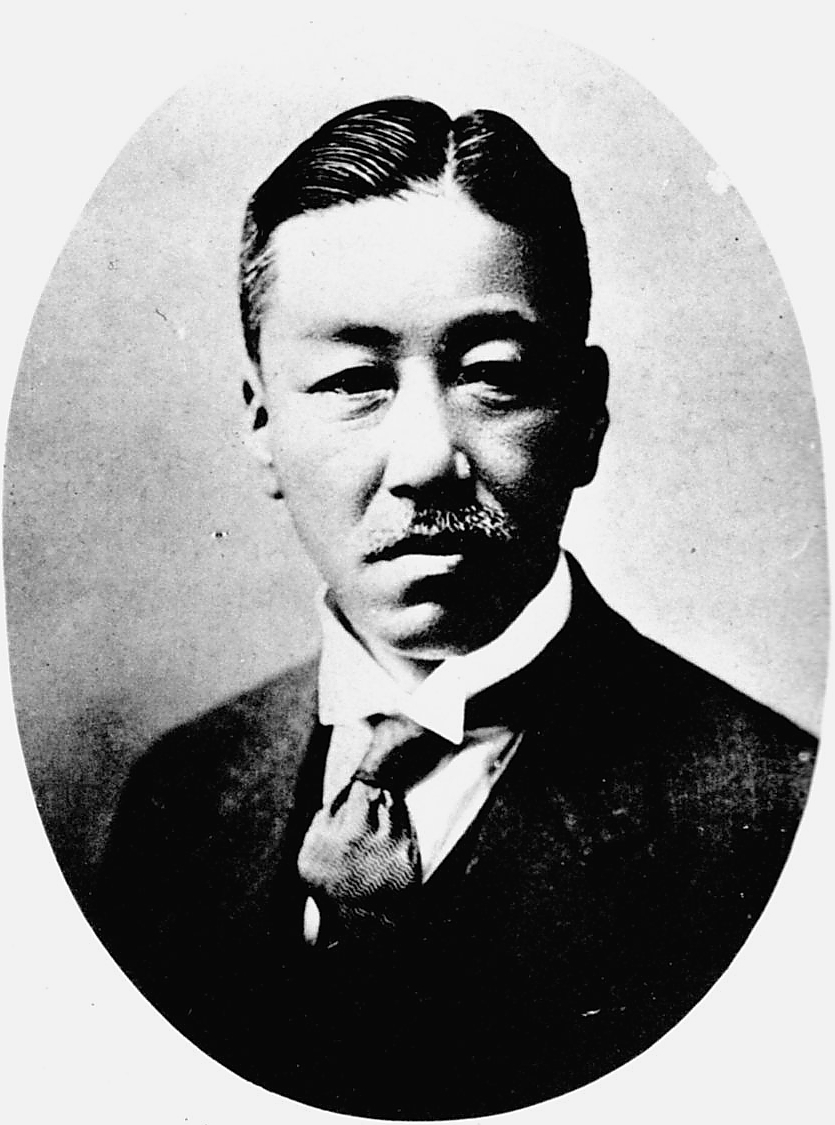
三重合同電気社長太田光熈

東京電力解散直後の1928年5月30日、東邦電力では社長の伊丹弥太郎が退任し、副社長の松永安左エ門が社長へと昇格した。その松永は同年5月1日『電力統制私見』を発表し、卸売り会社の小売り会社への統合（一区域一会社主義）や送電連系の拡大による発電力の過不足調整ならびに予備火力設備の共通化によって極力電力生産原価を切り下げ、その利益によって施設の改善を図って産業界発達に資するべき、と主張した。これら電力統制策のうち「一区域一会社」は当時実現性の低いものであったから、東邦電力では送電連系の拡大によって他の電力会社と供給力を相互補給する「電力プール」の形成を優先的に行うこととなった。そしてまず、三重合同電気との連携強化を狙った。
先に触れた通り、三重合同電気は北勢電気を除いた県下の主要電力会社3社を統合し1922年5月に発足。北勢地方には進出できなかったが、三重県内のその他地域、伊賀地方や尾鷲方面の事業者を相次いで統合し、1923年には徳島水力電気を合併して徳島県や兵庫県淡路島までも供給区域としていた。1928年には東邦電力への電力供給を行う岐阜県の濃飛電気を合併したが、一方で東邦電力から電力の供給を受けるという関係にあった。また東邦電力が北勢から南下したため、供給区域や送電設備が広い範囲で重複していた。
こうした状況の中、東邦電力では四日市・奈良両支店を分離、三重合同電気へと現物出資の形で移管するとともに同社の経営に参加し、これらの地域における送電連系の強化を図ることとなった。この提携により、両社は設備の共用が可能となり設備投資の重複が排除でき、加えて三重合同電気側としては火力設備の利用を含めた電源の安定化、東邦電力側としては余剰電力の販売に利があるとされた。1930年（昭和5年）1月6日、両社は事業譲渡契約を締結。内容は、東邦電力は四日市・奈良両支店所管の電気事業ならびに関連資産（簿価1800万円）を三重合同電気へと出資し、これを受けて三重合同電気は資本金を3603万4950円から7203万4950円へと増資、半額（25円）払込みの新株72万株を東邦電力へ交付するというものであった。同年1月31日に開催された株主総会にて、三重合同電気は契約の承認を受けるとともに地名を削って合同電気株式会社へと改称した。
1930年5月1日、東邦電力四日市・奈良両支店の事業は合同電気へと継承された。移管された設備には発電所13か所のほか変電所21か所（桑名・富田・四日市・津・松阪・山田・奈良・高田など）が含まれたが、77kV送電線は四日市 - 山田間に限られた。対象外の岩塚 - 四日市 - 高田間の送電線は合同電気との連系用に東邦電力の手に残されており、事業移管とともに桑名・富田・四日市・奈良・高田の5変電所において東邦電力から合同電気に対する計38,000kWの電力供給が開始されている。また四日市・奈良両支店の取得と同時に合同電気は京阪電気鉄道から同社和歌山支店の事業・財産を買収して和歌山県にも進出した。京阪和歌山支店は旧和歌山水力電気・日高川水力電気区域で、供給区域は和歌山市や御坊・田辺方面であった。

#### 154kV送電線の建設
奈良・和歌山方面への送電増加に伴い既設岩塚 - 四日市間送電線の容量が不足することから、東邦電力では四日市 - 高田間送電線の途中に桜開閉所を設け、日本電力が名古屋郊外の岩倉に設置していた名古屋変電所との間を直接つなぐ77kV送電線を新設した。この岩倉 - 桜間77kV線の完成は合同電気への四日市・奈良両支店移管に先立つ1930年4月である。また翌1931年（昭和6年）5月には、飛騨川の発電所などからの電力が集まる犬山の羽黒変電所と日本電力名古屋変電所を繋ぐ77kV送電線も新設されている。
上記のうち、羽黒 - 岩倉線と岩倉 - 桜線は送電量増加を見込んで154kV送電線として設計された。また既設四日市 - 高田線についてもあらかじめ一部区間が154kV昇圧が可能な設計とされていた。これらの設計を活かした154kV昇圧は、関西方面の需要増加に対応するため1933年（昭和8年）6月に実施された。77kVから154kVへと昇圧する昇圧変電所は日本電力名古屋変電所に隣接して岩倉変電所として設置。反対に関西側には77kV降圧用に木津変電所（京都府相楽郡相楽村〈現・木津川市〉所在）を新設した。昇圧の結果、岩倉変電所は岩塚変電所にかわる名古屋方面における配給上の拠点となり、木津変電所は奈良・和歌山方面への送電拠点となった。
また1937年12月に飛騨川下流に川辺発電所が完成すると、川辺発電所から羽黒変電所付近まで154kV送電線が新設され、羽黒変電所と岩倉変電所を結ぶ既設送電線も77kV線から154kV線に昇圧された。その結果、154kV送電線は川辺発電所より岩倉変電所を経由し木津変電所へと至る送電線として整備が完了した。

### 中部電力の設立
1927年8月、名古屋火力発電所と浜松変電所を結ぶ77kV送電線の途中に豊橋変電所が新設され、同じ愛知県内にありながらも名古屋方面から孤立していた豊橋区域が連系された。この名古屋方面と豊橋方面に挟まれた、岡崎市を中心とする西三河には岡崎電灯という電力会社が存在した。しかしこの岡崎電灯区域は電源周波数が隣接する東邦電力区域と異なっており（東邦電力の60ヘルツに対し岡崎電灯は50ヘルツを採用）、送電連系の障害となっていた。
その岡崎電灯は地元岡崎の有志により設立され、1897年（明治30年）に開業した古い電力会社である。西三河を地盤とするほか、1920年代からは東三河（豊橋方面）や静岡県西部（浜松方面）でも工場や電気鉄道に対する大口電力供給も行っていた。周辺都市の主要電力会社が東邦電力へと合併されていく中でも独立を保ったが、そうした状況に不満を持つ一部重役が東邦電力との合併を推進、1925年（大正14年）11月に合併契約調印まで進んだものの重役会で反対多数となって合併は失敗した。
その後1929年（昭和4年）4月になり、東邦電力傘下の三河水力電気から岡崎電灯が電力を購入するという電力供給契約が成立したのを機に、岡崎電灯は60ヘルツへの周波数転換を決定した。さらに東邦電力との間で電力融通を行うこととなった。こうした連携強化の結果、両社合同への動きが再び進展し、合同電気に続いて提携が成立、岡崎電灯と東邦電力豊橋営業所区域を統合して新会社「中部電力株式会社」を設立するということで話がまとまった。
まず1930年2月19日、東邦電力側の出資（資本金1300万円・持株数26万株）で新会社中部電力を設立。東邦電力と中部電力の間で豊橋営業所管内の電気事業ならびに関連財産（906万円余り）の譲渡契約を結び、中部電力と岡崎電灯の間で合併契約を交わした。合併契約の内容は、中部電力が2645万円を増資し、解散する岡崎電灯（資本金2300万円）の株主に対しその持株1株につき中部電力新株1.15株を交付するというものであった。契約中の合併期日は同年7月1日付であったが、逓信省の合併認可が7月31日に遅れたため、8月1日付で中部電力と岡崎電灯の合併ならびに東邦電力豊橋営業所区域の統合が成立した。また8月25日には中部電力と岐阜県多治見にあった同名の中部電力（旧多治見電灯所）の合併も成立、同社の資本金は4385万円となった。
豊橋営業所区域の譲渡に伴い、東邦電力から中部電力には発電所4か所、変電所5か所と関連送電線であるが、77kV送電線とこれに接続する変電所（豊橋変電所など）は移管対象から外された。譲渡と同時に東邦電力から中部電力に対する7,500kWの電力供給が開始される。その後需給地点の増加により、中部電力の電力系統は東邦電力の系統との同一化が進んでいった。

### 合同電気・中部電力の合併
下記の#電力国家管理と解散で詳述するが、1936年（昭和11年）以後、逓信省で国家主導の電気事業再編、すなわち電力国家管理を目指す動きが表面化する。電力国家管理に対する反対運動の急先鋒となったのが松永安左エ門であったことから、東邦電力では、「業界の自主統制さえ進展すれば民営形態の方が豊富・低廉な電力供給を実現しうる」という松永の持論を証明すべく、業界統制について具体例を示す必要に迫られた。そこで松永の「一区域一会社」論に近づけるべく、1937年（昭和12年）、傘下の合同電気・中部電力の合併に踏み切った。
合同電気との合併契約は1936年11月28日に締結。合併時の資本金は7203万4950円で、大株主の東邦電力（全144万699株のうち70万7365株 (49%) を持つ）を除外した株主に対し、合同電気株式10株につき東邦電力新株9株を交付するという合併条件であった。従って東邦電力は資本金を2億円から2億3300万円としている。合併は翌1937年3月31日付で、これによって東邦電力は三重（津）・奈良・和歌山・淡路・徳島の5地域にわたる広大な供給区域を引き継いだ。
中部電力との合併契約は1937年5月13日に締結。合併時の資本金は4635万円で、大株主の東邦電力（全92万7000株のうち26万7000株 (29%) を持つ）を除く株主に対して1対1の割合で東邦電力新株を交付するという合併条件であった。従って東邦電力の増資幅は合同電気の場合と同じ3300万円である。合併は同年8月31日付で実施された。
合同電気・中部電力の合併に伴い東邦電力の送電網はさらに拡大し、特に西は木津変電所から先、奈良変電所を経て和歌山変電所へと至る77kV送電線も自社送電線となった。なおこの当時、和歌山から海を渡り淡路・徳島へと至る送電線は存在しない。

### 日本発送電への主要送電線出資
電力国家管理を規定した電力管理法が1938年（昭和13年）に公布されたのに伴い、同年6月、発送電部門を管理する国策会社日本発送電に対する送電電圧100kV以上の送電線とその他主要送電線、ならびにこれらに接続する変電所の出資が決定された。
東邦電力における出資対象設備は、川辺発電所から木津変電所へ至る送電線（川辺岩倉線・岩倉木津線の2路線）、川辺発電所から羽黒変電所を経て岩倉変電所へ至る送電線、木津変電所と奈良変電所を結ぶ送電線、四国・九州内の送電線など、計16路線であった。また変電所では羽黒・岩倉・木津の3変電所が出資対象となった。これらの設備は1939年（昭和14年）4月1日付の日本発送電設立に伴い同社へと引き継がれた。
出資された送電線のうち川辺木津間送電線は日本発送電では「美濃幹線」と称する。1942年4月になり、同社による電力潮流改善によって木津変電所から先大阪府内の古川橋変電所（旧・大同電力大阪変電所）まで延伸された。

## 供給の推移
以下、発足以降の供給に関する事項について記述する。供給区域の一覧表については別記事「東邦電力の供給区域一覧」を参照のこと。

### 名古屋での「電力戦」
東邦電力の管内で最大の需要地は旧名古屋電灯が存在した愛知県名古屋市であった。ただし名古屋市内への供給を東邦電力が独占したわけではなく、矢作水力・日本電力の2社も名古屋市内に供給区域を設定し、東京電灯も名古屋市内供給に参加した時期があった。年代ごとの供給動向を記す前に、これら競合電力会社との関係について記述する。

#### 矢作水力・日本電力の供給
長く名古屋電灯の独占的供給区域であった名古屋市内へ最初に新規参入したのは矢作水力であった。1921年（大正10年）6月、名古屋市内と同年8月に市へ編入される周辺の13町村を1構内100馬力以上の供給に限る制限付電力供給区域とする許可を得たのである。ただ同社は名古屋電灯社長の福澤桃介が創業した電力会社であり、こうした電力供給区域の設定も名古屋電灯の了解を得たものであった。同社の市内における大口需要家には、1939年末時点では港区の矢作工業・昭和曹達（どちらも東亞合成の前身）と矢作製鉄があった。なお3社とも矢作水力の子会社にあたる。
次いで1923年（大正12年）8月、すでに岐阜県岐阜市とその周辺を電力供給区域としていた日本電力が、愛知県でも名古屋市・愛知郡・西春日井郡を1構内50馬力以上の供給に限る制限付き電力供給区域とする許可を得た。許可後の同年9月、日本電力は名古屋市に営業所を開設し需要家獲得に乗り出す。東邦電力の需要家の中に日本電力への契約切り替えを図るものも出現したことから、東邦電力では日本電力の進出を脅威ととらえ、東京進出の計画を立案中の折でもあることから日本電力との競争を避ける道を選んだ。その結果、翌1924年（大正13年）3月、前述の通り東邦電力は日本電力から10万kWに及ぶ大量受電契約を締結。日本電力は契約成立または商談済みのものを除き、愛知・岐阜両県下における東邦電力の既契約を侵さないという市場分割が成立した。
その後設備の完成を待って、日本電力は1924年10月から順次服部商店・愛知時計電機などへの供給を始めた。供給契約はすべての需要家をあわせて1万kWであった。1939年末時点では、矢作水力と異なり名古屋市内において3,000kW以上を供給する大口需要家は存在しない。

#### 東京電灯の名古屋進出
東邦電力が東京電力を設立して東京進出を図るころ、それを迎え撃つ東京電灯では報復手段として東邦電力の地盤への進出を計画し、1926年（大正15年）5月に名古屋方面での電力供給を出願する挙に出た。奈川渡発電所（長野県）から愛知県の小牧まで154kV送電線を建設して供給するという計画で、6月には名古屋出張所の設置も済ませたが、翌1927年4月6日、この申請は逓信省に却下された。当時逓信大臣は憲政会・第1次若槻内閣の安達謙蔵であったが、直後に若槻内閣が倒れて立憲政友会の田中義一内閣が成立して逓信大臣に望月圭介が就くと、東京電灯は同年12月5日に名古屋方面における電力供給を再度申請した。そしてこの申請は3週間後の12月28日付で許可された。一度却下された申請が年内に一転許可となったのは、社長の若尾璋八と政友会の密接な関係によるものといわれる。
東京電灯が許可を得た電力供給区域は名古屋市を含む愛知県尾張地方と三重県北部の四日市市・三重郡・桑名郡であった。東京電灯がこの供給権を行使して実際に供給を始めるのは1929年（昭和4年）のことで、東京電力との「電力戦」が終わった後になって東邦電力の地盤への侵入を試みた理由は明らかでないが、社長の若尾が強硬にこれを推し進めたとされる。1929年10月、東京電灯は名古屋営業所を開設。矢作川の白瀬発電所（元は東京電力の発電所である）から名古屋方面へ送電線を架設し、12月より送電を開始した。また送電開始と同じ同年12月、東京電灯は愛知・三重県境地域の小事業者海部岬電気（あまざきでんき）から事業を買収した。同社は海部郡飛島村の配電事業者で、資本金は11万円であった。
こうして名古屋方面への進出を果たした東京電灯であったが、実際には供給電力は800kW程度とごくわずかであり、翌1930年（昭和5年）6月に若尾が社長を解任されると名古屋進出を中断、東邦電力へ名古屋営業所の事業を売却することとなった。この結果、1930年12月26日付で東京電灯は発電所以外の設備を351万円で東邦電力へと売却した。その対象設備は、白瀬発電所を起点に鳴海・熱田を経て三重県北部の富田へ至る33kV送電線と、鳴海で分岐して知多半島の岡田へ伸びる分岐線、それに各変電所で、発電所自体は対象外であったが白瀬・巴川両発電所の発生電力2,619kWを東邦電力で受電することとなった。買収設備はその後、四日市方面への送電容量増加などに活用されている。

### 供給区域の拡大
既述のように1921年から翌年にかけて多数の電力会社の統合によって成立した東邦電力であるが、1942年の会社解散の直前に至るまでの約20年間で、それ以上に多数の電気事業者を統合し続けた。被統合事業者には、先に触れた1937年合併の合同電気・中部電力のような大規模電力会社から、ごく小規模な事業者まで様々である。

#### 1920年代の事業統合
1923年以降の事業統合の第一号は、鉄道沿線で電気供給事業を兼営していた愛知電気鉄道（名古屋鉄道〈名鉄〉の前身の一つ）からの一部事業の買収である。同社の供給区域のうち愛知県愛知郡笠寺村は1921年に名古屋市へ編入されたが、市内の供給事業を東邦電力に統一するためその部分のみ引き取ることになったもの。1924年（大正13年）1月に10万円にて事業権と設備を買収する契約を締結し、4月に譲受認可を得た。この時点での旧笠寺村での供給は電灯2000灯余りとごくわずかな動力用電力であった。
これ以後も1920年代には以下の2事業を統合している。
奥宇陀水力電気株式会社
1929年8月30日、奥宇陀水力電気という資本金10万円の小事業者から事業を買収した。同社は奈良県宇陀郡曽爾村にあり、1924年3月に設立。曽爾村と隣の御杖村を供給区域とし、東邦電力奈良支店からの受電により当時電灯3000灯余りとごくわずかな動力用電力を供給していた。
五島電灯株式会社（一部）
1929年8月1日、五島電灯から事業の一部を買収した。
長崎県佐世保市の西方、北松浦郡小佐々村は東邦電力（九州区域）の供給区域に含まれていたが、五島列島福江島に供給する五島電灯の供給区域でもあり、五島電灯では東邦電力から受電して村内の炭鉱などへ配電していた。東邦電力はこの小佐々村での事業を買収し直営化した。

#### 1930年代前半の事業整理
すでに記したように、1930年（昭和5年）3月に四日市・奈良両支店管内の事業を合同電気へ、同年8月に豊橋営業所管内の事業を中部電力へとそれぞれ譲渡したが、その3年後の1933年（昭和8年）には山口県の下関支店管内の事業を県へと譲渡した。
山口県においては、錦川における県営水力開発に着手した県当局が分立する県内電気事業の統一を志向し、その第一歩として1924年4月1日、山陽電気・宇部電気・中外電気の3社を統合して山口県営電気事業を始動させた。県は次なる統合計画の萩電灯・防府電灯の事業買収作業が進展する（1927年11月統合に至る）と、その次の統合対象として東邦電力下関支店区域の買収を計画、1926年（大正15年）1月より会社側との交渉を開始した。下関市を中心とする東邦電力下関支店区域は、県内でも有数の需要地であった。
1926年に始まった東邦電力と山口県の交渉は、国から県に対する財政緊縮要求や会社側の交渉担当者の交代などで自然消滅となった。その後県は事業買収の機会を待ち続け、1930年代初頭に発生した外債問題（後述）で東邦電力が資金難に陥った際にすぐさま事業買収の話を持ち掛けた。東邦電力は直ちに応諾、価格交渉の結果1530万円で事業を県へ売却すると決定し、1932年11月24日付で譲渡契約を締結した。譲渡対象は東邦電力が山口県内に持つ事業と財産の一切で、前田火力発電所も含まれる。東邦電力から県への事業の引き渡しは翌1933年（昭和8年）5月1日付で完了した。
東邦電力の電気事業のうち公営化されたのはこの下関支店管内のみである。公営化の動きは名古屋市や佐世保市でもあり、どちらも前身会社時代に締結されていた報償契約の規定を元に事業の市営化を主張したが、公営化は実現していない。

#### 1930年代前半の事業統合
大規模な事業譲渡が行われた1930年代前半ではあるが、並行して事業統合も続けられていた。そのうち大規模なものは、先に触れた愛知電気鉄道からの事業買収である。
愛知電気鉄道は知多半島西海岸への鉄道敷設（現在の名鉄常滑線にあたる）を目的として1910年（明治43年）に設立。1912年（明治45年）2月、鉄道開通に先駆けて鳴海や常滑など名古屋電灯の供給区域外にあった地域にて電気の供給を始めた。その後同社は順次供給区域を拡大し、半田周辺の旧知多電気区域は東邦電力に吸収された ため区域外であったが、それ以外の知多半島の大部分に供給区域を広げたほか、名古屋市郊外の東部や西三河（西加茂郡の一部）にも進出した。
1927年末に東京電灯が名古屋へ進出する際、知多郡も電力供給区域に加えていたが、その後同社が知多への送電を決定すると、自社電源を一切持たず大部分を東邦電力からの受電に依存する愛知電気鉄道は、料金面で東京電灯に対抗できないことが明らかなため、東邦電力か東京電灯のどちらかとの統合を図るようになったという。結局事業統合を進める東邦電力へと兼営供給事業を譲渡することとなり、1929年6月25日の株主総会で譲渡を決定。手続き上、一旦受け皿となる愛知電力株式会社を資本金350万円で設立し、1930年4月30日付で新会社へと電灯・電力供給事業を譲渡した。そして翌1931年（昭和6年）11月2日、東邦電力が愛知電力から351万円余りでその事業を買収した。
1930年代前半に実施されたそれ以外の事業統合は以下の2つであった。
玉島水電株式会社からの事業買収
1931年11月、玉島水電という資本金15万円の小事業者から事業を買収した。同社は佐賀県東松浦郡玉島村（現・唐津市）にあり、1921年6月に設立。小水力発電所を持ち玉島村ほか2村へ電灯2000灯余りを供給していた。
合同電気との供給区域交換
1932年（昭和7年）9月12日、合同電気から岐阜県の旧濃飛電気区域（稲葉郡・山県郡・本巣郡・揖斐郡の各一部）における事業・財産を65万円余りで買収した。同時に合同電気に対し、東京電灯から引き継いだ供給区域のうち三重県内の部分における事業・財産を16万円で譲渡した。この供給区域交換によって、岐阜県内の事業は東邦電力側へ、三重県内の事業は合同電気側へと集約された。

#### 1930年代後半以降の事業統合
東邦電力は1937年（昭和12年）3月に合同電気を、同年8月に中部電力をそれぞれ合併し、供給区域を一挙に拡大した。その1937年は、逓信省でも事業統合の方針を打ち出した年でもあった。発電・送電事業の国家管理と並んで配電統制強化の方針を打ち出し、同年6月、全国の主要電気事業者に対して隣接する小規模電気事業を統合して経営を合理化し、設備の拡充・強化と村落の電気料金引き下げによる都市部との料金平準化を図るよう勧奨したのである。東邦電力もその対象とされ、特に岐阜県内に散在する小規模事業者を統合するよう求められた。この逓信省の方針に基づき全国的に小規模事業者の統合が活発化し、東邦電力でもまた事業統合を推進した。
1937年以降に統合した事業者は鉄道兼営の名古屋鉄道を除いて33社に及ぶが、そのうち供給力1000キロワットの中規模事業者は肥前電気、稲沢電灯、豊橋電気の3社に限られる。3社の概要は以下の通りで、名古屋鉄道から引き継いだ供給事業についてもここで併記する。
肥前電気株式会社
1937年10月31日付で事業を買収。
1911年（明治44年）2月の設立で、佐賀県藤津郡嬉野町（現・嬉野市）に所在。元は「肥前電気鉄道」と称し鉄道事業を兼営していたが1931年（昭和6年）に供給専業となっていた。1930年（昭和5年）より東邦電力が出資する。買収時の資本金は100万円、供給区域は佐賀県藤津郡・杵島郡および長崎県東彼杵郡。
稲沢電灯株式会社
1939年8月1日付で事業を買収。
愛知県中島郡稲沢町（現・稲沢市）所在。前身の稲沢電気は1912年（大正元年）12月に設立。1920年（大正9年）7月、名古屋電灯が設立した稲沢電機との新設合併によって稲沢電灯となった。東邦電力に全株式を集めた上で事業を統合している。買収時の資本金は100万円（うち60万円払込）、供給区域は中島郡・西春日井郡・丹羽郡。
豊橋電気株式会社
1939年11月1日付で事業を買収。
愛知県豊橋市に所在。名古屋電灯へ合併された旧豊橋電気の経営陣が1921年（大正10年）11月独自に設立した会社で、渥美半島にあった事業者2社を統合して開業した。買収時の資本金は200万円（うち50万円払込）、供給区域は愛知県渥美郡。
名古屋鉄道株式会社
1937年4月30日付で電気供給事業を買収。
名古屋鉄道の供給事業は、元は合併会社の一つである美濃電気軌道が経営していたもので、1918年5月に開業。1930年8月の合併で名古屋鉄道に引き継がれた。供給区域は岐阜県岐阜市の一部と稲葉郡・武儀郡で、買収価格は47万5000円。
以上に挙げた事業者以外の、1937年から1941年にかけて統合した30に及ぶ小規模事業者は以下の通りであった。
| 買収日 | 買収日  | 事業者名             | 資本金額   | 所在地                 | 供給区域                             |
| ------ | ------- | -------------------- | ---------- | ---------------------- | ------------------------------------ |
| 1937年 | 4月1日  | 諫早電灯（株）       | 20万円     | 長崎県長崎市           | 長崎県北高来郡・佐賀県藤津郡         |
| 1937年 | 4月1日  | 平戸電灯製氷（株）   | 30万円     | 長崎県北松浦郡平戸町   | 長崎県北松浦郡                       |
| 1937年 | 10月1日 | 海部水力電気（株）   | 30万円     | 徳島県徳島市           | 徳島県海部郡                         |
| 1937年 | 10月1日 | 周参見水力電気（株） | 29万円     | 和歌山県西牟婁郡田辺町 | 和歌山県西牟婁郡・日高郡             |
| 1937年 | 12月1日 | 富野水力電気（株）   | 7万円      | 岐阜県武儀郡富野村     | 同左                                 |
| 1938年 | 3月1日  | 三濃電気（株）       | 6万5500円  | 岐阜県恵那郡三濃村     | 岐阜県恵那郡                         |
| 1938年 | 4月1日  | 小原電灯（株）       | 10万円     | 愛知県西加茂郡小原村   | 愛知県西加茂郡                       |
| 1938年 | 5月1日  | 氷坂電気（株）       | 10万円     | 岐阜県加茂郡伊深村     | 岐阜県加茂郡・武儀郡                 |
| 1938年 | 6月1日  | 美濃電力（株）       | 20万円     | 岐阜県武儀郡美濃町     | 岐阜県郡上郡                         |
| 1938年 | 8月1日  | 十社電気（株）       | 12万5000円 | 三重県員弁郡十社村     | 三重県員弁郡                         |
| 1938年 | 12月1日 | 白鳥電気（株）       | 20万円     | 岐阜県郡上郡白鳥町     | 岐阜県郡上郡                         |
| 1938年 | 12月1日 | 馬野川水電（株）     | 20万円     | 三重県阿山郡布引村     | 三重県阿山郡                         |
| 1939年 | 2月1日  | 濃飛電力（株）       | 20万円     | 岐阜県武儀郡金山町     | 岐阜県武儀郡・加茂郡・益田郡         |
| 1939年 | 4月1日  | 和良水力電気（株）   | 9万1000円  | 岐阜県郡上郡和良村     | 岐阜県郡上郡                         |
| 1939年 | 5月1日  | 旭電気（株）         | 6万5000円  | 愛知県東加茂郡旭村     | 愛知県東加茂郡・額田郡               |
| 1939年 | 5月1日  | 潮南電力（名）       | 2万円      | 岐阜県加茂郡潮南村     | 岐阜県加茂郡・可児郡                 |
| 1939年 | 6月1日  | 乙川電力（株）       | 10万円     | 愛知県額田郡河合村     | 愛知県額田郡                         |
| 1939年 | 6月1日  | 市場水力電気（資）   | 4万円      | 岐阜県揖斐郡小島村     | 岐阜県揖斐郡                         |
| 1939年 | 6月1日  | 佐見水力電気（株）   | 2万2500円  | 岐阜県加茂郡佐見村     | 同左                                 |
| 1939年 | 7月1日  | 介木電灯（株）       | 7万6200円  | 愛知県東加茂郡旭村     | 愛知県東加茂郡                       |
| 1939年 | 10月1日 | 平戸島電灯（株）     | 15万円     | 長崎県佐世保市         | 長崎県北松浦郡                       |
| 1939年 | 11月1日 | 大垣瓦斯電気（株）   | 50万円     | 岐阜県大垣市           | 岐阜県安八郡・羽島郡・海津郡・稲葉郡 |
| 1939年 | 11月1日 | 上之保電気（株）     | 9万4500円  | 岐阜県武儀郡上之保村   | 岐阜県武儀郡・郡上郡                 |
| 1939年 | 11月1日 | 神淵川水力電気（株） | 10万円     | 岐阜県武儀郡神淵村     | 同左                                 |
| 1939年 | 12月1日 | 東村電力（株）       | 2万円      | 岐阜県郡上郡東村       | 同左                                 |
| 1939年 | 12月1日 | 赤川電気（株）       | 5万円      | 岐阜県加茂郡蘇原村     | 同左                                 |
| 1939年 | 12月1日 | 大沼電灯（資）       | 5万2360円  | 愛知県東加茂郡下山村   | 愛知県東加茂郡・額田郡               |
| 1940年 | 8月1日  | 有浦電気（株）       | 20万円     | 佐賀県東松浦郡有浦村   | 佐賀県東松浦郡                       |
| 1941年 | 4月1日  | 知多湾電気（株）     | 3万5000円  | 愛知県幡豆郡佐久島村   | 佐久島・日間賀島                     |
| 1941年 | 8月1日  | 篠島電気（株）       | 4万円      | 愛知県知多郡篠島村     | 篠島                                 |

- 上記のうち大垣瓦斯電気はガス供給事業との兼営であったが、ガス事業については統合対象から外れており、会社はその後も大垣瓦斯（現・大垣ガス）として存続している[176]。

#### 関係会社を通じた統合
東邦電力の関係会社の一つで、新城町（現・新城市）を中心に愛知県南設楽郡・八名郡や静岡県磐田郡山間部などに供給する三河水力電気は、1938年（昭和13年）8月、長野県下伊那郡に供給する南信電気ほか1社と合併し、中央電力株式会社となった。この中央電力は設立以後翌1939年（昭和14年）にかけて、隣接する小事業者6社を相次いで統合する。東邦電力でも1939年3月1日付で供給区域のうち愛知県北設楽郡豊根村の部分を譲渡した。
1937年9月、東邦電力は関係会社の中部合同電気との間に、中部電力から継承した多治見営業所管内（旧多治見電灯所区域）の事業を譲渡する契約を締結した。その供給区域は岐阜県土岐郡多治見町（現・多治見市）をはじめとする土岐郡・可児郡・恵那郡・愛知県西加茂郡の計17町村で、譲渡事業・資産の譲渡額は222万円余りとされた。この中部合同電気は岐阜県内から長野県西筑摩郡にかけての中央本線沿線地域における電気事業を統合するために同年設立された会社であり、1938年8月1日に東邦電力多治見区域ほか6事業を引き継いで開業した。
中部合同電気に関しては、1941年2月にその供給事業と財産を買収する契約を締結したが、結局東邦電力への再統合は実施されないまま後述の配電統制実施を迎えている。

### 供給動向
続いて、全社的な供給実績の推移について年代別に詳述する。

#### 1920年代

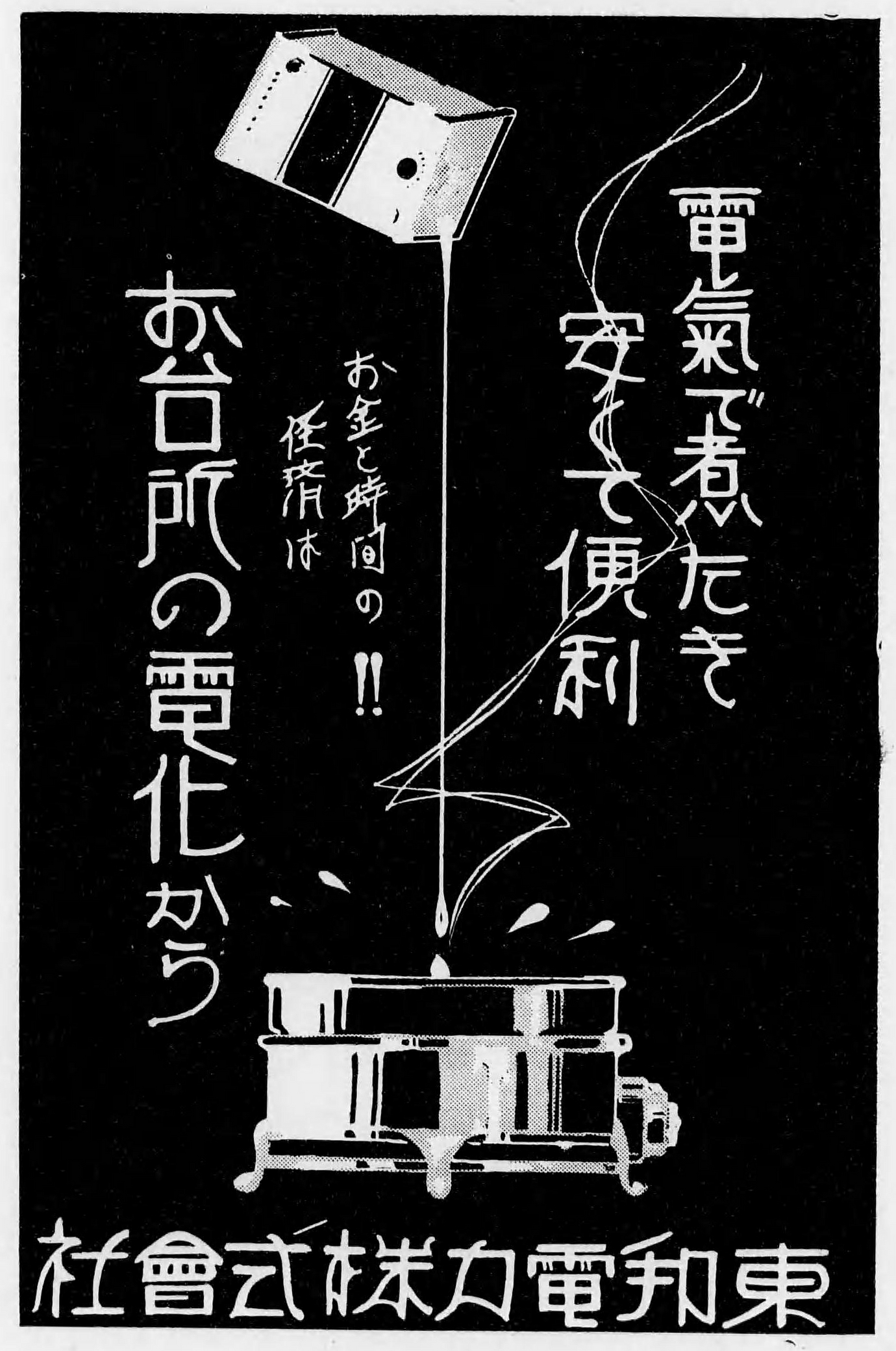
東邦電力による家庭電化の宣伝広告（1928年）

東邦電力成立直後の1922年10月末時点における供給実績は、電灯数201万4904灯・電力供給12万952馬力（約9万194kW）であった。区域別にみると関西区域は電灯数119万2126灯・電力供給8万3644馬力（約6万2,373 kW）、九州馬力は電灯数82万2778灯・電力供給3万7308馬力（約2万7,821 kW）であり、関西区域と九州区域の需要の割合はおおむね電灯で6対4、電力で7対3といえる。
発足初期に力を入れられた分野が、42万灯余りの電灯需要が集中する名古屋市内における供給改善工事である。名古屋電灯が関西電気へと再編された当時、名古屋市街の急激な膨張に供給設備の拡充が追い付いておらず、無理な供給によって停電が頻発していた。その応急処置として関西電気では、副社長の松永安左エ門が陣頭指揮をとって配電線の改良や変圧器の取り換え、購入電力の増強などを実施し、約1年で停電事故をほぼ解消させた。東邦電力となった後も施設改善は続けられ、市内配電線の昇圧工事（2,200Vから3,500Vへ）や送電線改善工事、渇水期の火力発電設備増強といった工事が続けられている。
全社的な課題としては、統合会社が多数に及ぶために生じた、地区ごとに異なる電気料金や制度の整理・統一が挙げられる。同じ会社であるにもかかわらず地域によって料金が異なるというのは需要家の理解が得られないためできるだけ早期に料金を統一すべきであるが、一方で、料金の値上げは困難であり料金を単に平均化するのは不可能であることから、料金・制度の統一は全社的な料金値下げを意味する。だが料金を一挙に統一するとなれば減収幅が大きく事業成績に打撃を与えるため、段階的に統一していくという方法が採られ、料金改定は会社解散までの約20年間で40件以上に及んだ。
上記値下げによる減収の対策、さらには戦後恐慌以来続く不況への対策として、東邦電力では成立以来積極的な勧誘商戦を展開し、需要増加による増収を図った。全社的な勧誘商戦は1923年（大正12年）が最初で、特に翌1924年（大正13年）の勧誘商戦では増灯19万灯・増燭715万燭という成果を上げた。家庭向けでは電灯のほか電熱器具（電気七輪・アイロン・ストーブ・こたつなど）の普及にも力が入れられており、1923年4月には従量電灯と500W以下の小型機器を併用できるという新料金制を取り入れている。家庭以外の工職業電力需要の開拓活動では特に農事電化が盛んで、灌漑・排水用を筆頭に各分野の電化促進を試みた。
1929年（昭和4年）10月末での供給成績は電灯数331万5991灯、電力供給33万3723馬力（約24万8857kW）であり、7年前に比して電灯は約1.6倍、電力は約2.8倍に増加していた。支店別の内訳は以下の通り。
| 支店名     | 電灯取付数 | 電力供給馬力数 | 支店名     | 電灯取付数 | 電力供給馬力数 |
| ---------- | ---------- | -------------- | ---------- | ---------- | -------------- |
| 名古屋     | 1,288,116  | 169,725        | 福岡       | 311,003    | 17,813         |
| 岐阜       | 355,441    | 26,950         | 久留米     | 137,651    | 11,285         |
| 四日市     | 189,540    | 29,701         | 大牟田     | 80,191     | 2,034          |
| 奈良       | 258,811    | 19,971         | 佐賀       | 245,926    | 18,704         |
|            |            |                | 長崎       | 201,916    | 20,965         |
| 佐世保     | 100,545    | 4,761          |            |            |                |
| 下関       | 146,851    | 11,814         |            |            |                |
| 関西区域計 | 2,091,908  | 246,347        | 九州区域計 | 1,224,083  | 87,376         |

#### 1930年代前・中期
1930年代に入ると、関西区域では金輸出再禁止（1931年12月）に伴う景気好転によって紡績・毛織工業などの輸出産業が活発化して電力需要が増加傾向となり、九州区域でも1930年代半ばより長崎県内を中心に重工業・炭鉱業が発展して電力需要が増加した。こうした景気回復による需要増と並行し、会社でも引き続き電灯・電熱・電力の各方面で積極的な営業活動を実施して家庭電化や工職業電化、農事電化などで新規需要の喚起に努めた。また1936年（昭和11年）8月、名古屋電灯創立から数えて50周年を迎えた記念として、営利観念から離れて中小工業者の指導活動や農山漁村振興、輸入代替産業の助長に努める目的で社内に「新興産業部」が設置された。
1936年（昭和11年）10月末での供給成績は電灯数347万9417灯・電力供給49万2138馬力（約36万6987kW）で、その支店別の内訳は以下の通りであった。事業整理のため支店が3か所減少しているが、7年前に比して電灯は約1.05倍、電力は約1.5倍になっている。
| 支店名     | 電灯取付数 | 電力供給馬力数 | 支店名     | 電灯取付数 | 電力供給馬力数 |
| ---------- | ---------- | -------------- | ---------- | ---------- | -------------- |
| 名古屋     | 1,681,356  | 305,970        | 福岡       | 404,751    | 27,388         |
| 岐阜       | 435,295    | 50,389         | 久留米     | 175,185    | 15,115         |
|            |            |                | 大牟田     | 102,487    | 3,274          |
| 佐賀       | 283,701    | 26,181         |            |            |                |
| 長崎       | 242,604    | 34,726         |            |            |                |
| 佐世保     | 154,038    | 29,095         |            |            |                |
| 関西区域計 | 2,116,651  | 356,359        | 九州区域計 | 1,362,766  | 135,779        |

#### 1930年代後期
1937年になり、東邦電力は合同電気と中部電力を相次いで合併して規模を拡大した。両社の合併以外にも中小事業者の統合が同年以降繰り返されたのは前述の通りであるが、電気事業への統制強化により、並行して政府による電気料金の地域格差是正が強行された。具体的には、1937年12月からの電気料金認可制移行に際し、一事業内の料金統一・整理や全般的な値下げを求められたのである。東邦電力側は年額260万円の値下げ案を逓信省に示したが、省側は600万円近い値下げを要求した。最終的に年額約350万円（一般電灯・電力料金収入の6.2%に相当）の収入減となる料金で認可が得られた。
日中戦争勃発翌年にあたる1938年（昭和13年）10月末時点での供給成績は電灯数615万1688灯・電力供給82万8976馬力（約61万8167kW）に達し、2年前に比して電灯数は約1.8倍、電力供給は約1.7倍に増加している。支店別の内訳は以下の通り。
| 支店名     | 電灯取付数 | 電力供給馬力数 | 支店名     | 電灯取付数 | 電力供給馬力数 |
| ---------- | ---------- | -------------- | ---------- | ---------- | -------------- |
| 名古屋     | 1,669,658  | 247,507        | 福岡       | 435,608    | 37,380         |
| 一宮       | 211,137    | 36,970         | 久留米     | 188,340    | 20,362         |
| 岡崎       | 328,086    | 62,545         | 大牟田     | 116,376    | 4,708          |
| 豊橋       | 178,427    | 33,753         | 佐賀       | 343,296    | 35,976         |
| 岐阜       | 488,494    | 59,510         | 長崎       | 280,556    | 51,309         |
| 津         | 628,549    | 79,139         | 佐世保     | 177,664    | 37,505         |
| 奈良       | 315,490    | 27,792         |            |            |                |
| 和歌山     | 374,963    | 60,943         |            |            |                |
| 徳島       | 318,326    | 29,165         |            |            |                |
| 淡路       | 96,718     | 4,412          |            |            |                |
| 関西区域計 | 4,609,848  | 641,736        | 九州区域計 | 1,541,840  | 187,240        |

供給拡大はその後も続き、翌1939年（昭和14年）上期には電力供給が100万馬力を突破している。
電力需要の主体は、関西区域では愛知・岐阜・三重の3県に大規模な紡績工場が集中することから紡績業が4割近くを占める、九州区域では三菱重工業長崎造船所・佐世保海軍工廠に代表される重工業や北松炭田などの炭鉱を抱えることから機械工業・鉱業の2種で5割近くを占める、という特徴があった。ただし関西区域の繊維業は戦時下で退潮し、大同製鋼（現・大同特殊鋼）や三菱重工業など軍需産業への供給が増加している。供給先の具体例として、逓信省の資料に見える1939年12月末時点での大口供給先（単独で3,000kW以上を供給）を下表に示した。
| 工場・鉱山                                         | 工場・鉱山           | 工場・鉱山 |
| 需要家名                                           | 所在地               | 供給kW数   |
| -------------------------------------------------- | -------------------- | ---------- |
| 日清紡績浜松工場                                   | 静岡県浜名郡北浜村   | 4,300      |
| 日本レイヨン岡崎工場                               | 愛知県岡崎市         | 6,000      |
| 日清紡績岡崎工場                                   | 愛知県岡崎市         | 4,500      |
| トヨタ自動車工業挙母工場                           | 愛知県西加茂郡挙母町 | 8,500      |
| 大同製鋼 築地・熱田・星崎工場                      | 愛知県名古屋市       | 21,400     |
| 三菱重工業名古屋航空機製作所                       | 愛知県名古屋市       | 4,500      |
| 三菱重工業名古屋発動機製作所                       | 愛知県名古屋市       | 6,500      |
| 日本車輌製造                                       | 愛知県名古屋市       | 4,400      |
| 東海電極製造名古屋工場                             | 愛知県名古屋市       | 3,515      |
| 東洋紡績知多工場                                   | 愛知県半田市         | 3,300      |
| 大日本紡績一宮工場                                 | 愛知県一宮市         | 3,500      |
| 大日本紡績西大垣工場                               | 岐阜県大垣市         | 3,500      |
| 揖斐川電気工業河間工場                             | 岐阜県大垣市         | 3,300      |
| 東洋紡績富田工場                                   | 三重県三重郡富田町   | 3,500      |
| 大日本紡績高田工場                                 | 奈良県北葛城郡高田町 | 3,000      |
| 杵島炭礦                                           | 佐賀県杵島郡大町町   | 4,300      |
| 三菱重工業長崎造船所・ 長崎製作所・長崎製鋼所      | 長崎県長崎市         | 25,000     |
| 電気供給事業者・電気鉄道事業者（日本発送電を除く） |                      |            |
| 需要家名                                           | 受電地点             | 供給kW数   |
| 中部合同電気                                       | 岐阜県内             | 5,000      |
| 揖斐川電気工業                                     | 岐阜県内             | 18,850     |
| 名古屋鉄道                                         | 愛知・岐阜県内       | 7,210      |
| 名古屋市電                                         | 愛知県内             | 5,150      |
| 参宮急行電鉄                                       | 愛知・三重県内       | 9,700      |
| 大阪電気軌道                                       | 奈良県内             | 4,000      |
| 南海鉄道                                           | 和歌山県内           | 4,500      |
| 九州鉄道                                           | 福岡県内             | 3,160      |

#### 1940年代前期
日中戦争の長期化に伴い、発送電部門で国策会社日本発送電が設立された以外にも配電部門の規制も段階的に強化され、東邦電力を含む電気事業者はいずれも自主的経営の範囲が縮小されていった。特に1940年（昭和15年）1月、戦争遂行に必要な電力供給の確保を目的とする電力調整令が発動され、ネオンサイン・電飾・広告灯・屋外投光器・庭園灯・多灯街路灯の電力消費禁止措置、および電気風呂・電気暖房・調理用電熱器・冷蔵庫・庭園用揚水ポンプ・エレベーター・エスカレーターへの供給禁止措置が採られた。
電力調整令実施に呼応し、東邦電力では1940年3月1日から料金制度の一部改訂を実施した。電力節約の徹底を図るためのもので、一般電灯・電力供給について、定額制で供給中の電灯10灯以上・電力10馬力以上の需要についてすべて従量制に統一するという点が主たる変更であった。また1942年（昭和17年）1月に至り、東邦電力成立以来段階的に行われていた料金整理・統一が終了し、初めて全社的な統一が完成した。
配電統制は最終的に配電統制令の施行に至り、1942年4月、東邦電力の供給区域は国策配電会社4社（中部配電・関西配電・四国配電・九州配電）へと分割された。

### 供給実績推移表
最後に、1921年から1939年までの電灯供給実績および電力供給実績の推移を表にまとめた。数値は各期末のものであり、その決算期は毎年4月（上期）・10月（下期）の2回である。ただし関西電気から東邦電力への社名変更と同時（1922年6月）に決算期が変更されるまで、すなわち1922年上期までの決算期は5月（上期）・11月（下期）であった。
| 年度   | 電灯      | 電灯      | 電力     | 電力    | 出典    |
| 年度   | 需要家数  | 電灯数    | 需要家数 | 馬力数  | 出典    |
| ------ | --------- | --------- | -------- | ------- | ------- |
| 1921下 | -         | 896,214   | -        | 68,159  | [ 197 ] |
| 1922上 | -         | 1,880,146 | -        | 114,923 | [ 180 ] |
| 1922下 | 772,004   | 2,014,904 | 13,878   | 120,952 | [ 180 ] |
| 1923上 | 804,979   | 2,131,099 | 15,034   | 137,900 | [ 180 ] |
| 1923下 | 838,535   | 2,252,571 | 16,432   | 147,004 | [ 180 ] |
| 1924上 | 859,659   | 2,400,852 | 18,482   | 160,345 | [ 180 ] |
| 1924下 | 877,871   | 2,483,818 | 21,543   | 175,666 | [ 180 ] |
| 1925上 | 900,105   | 2,588,532 | 25,815   | 185,433 | [ 180 ] |
| 1925下 | 916,775   | 2,669,411 | 28,761   | 194,179 | [ 180 ] |
| 1926上 | 930,638   | 2,759,515 | 30,241   | 210,427 | [ 180 ] |
| 1926下 | 944,756   | 2,832,713 | 33,769   | 230,129 | [ 180 ] |
| 1927上 | 957,386   | 2,919,301 | 36,246   | 249,968 | [ 190 ] |
| 1927下 | 968,433   | 2,987,708 | 41,653   | 283,283 | [ 190 ] |
| 1928上 | 976,456   | 3,069,283 | 45,051   | 309,159 | [ 190 ] |
| 1928下 | 988,304   | 3,139,636 | 49,072   | 317,630 | [ 190 ] |
| 1929上 | 998,077   | 3,231,757 | 52,334   | 335,705 | [ 190 ] |
| 1929下 | 1,017,323 | 3,315,991 | 49,823   | 333,723 | [ 190 ] |
| 1930上 | 1,029,319 | 3,382,012 | 58,897   | 357,461 | [ 190 ] |
| 1930下 | 831,895   | 2,814,887 | 54,992   | 347,812 | [ 190 ] |
| 1931上 | 836,704   | 2,854,248 | 66,387   | 350,925 | [ 190 ] |
| 1931下 | 845,060   | 2,887,143 | 74,884   | 352,463 | [ 190 ] |
| 1932上 | 888,403   | 3,010,700 | 85,685   | 356,894 | [ 190 ] |
| 1932下 | 905,021   | 3,055,762 | 92,185   | 359,814 | [ 190 ] |
| 1933上 | 911,113   | 3,135,665 | 101,034  | 371,980 | [ 190 ] |
| 1933下 | 875,244   | 3,030,392 | 103,673  | 370,004 | [ 190 ] |
| 1934上 | 882,030   | 3,093,801 | 109,390  | 396,954 | [ 190 ] |
| 1934下 | 891,047   | 3,155,144 | 112,845  | 422,982 | [ 190 ] |
| 1935上 | 898,231   | 3,232,686 | 116,922  | 440,601 | [ 190 ] |
| 1935下 | 908,110   | 3,305,081 | 119,965  | 454,555 | [ 190 ] |
| 1936上 | 916,208   | 3,388,803 | 121,590  | 473,510 | [ 190 ] |
| 1936下 | 927,289   | 3,479,417 | 123,010  | 492,138 | [ 190 ] |
| 1937上 | 1,526,959 | 5,322,824 | 200,360  | 645,867 | [ 190 ] |
| 1937下 | 1,727,364 | 6,010,591 | 248,614  | 735,313 | [ 190 ] |
| 1938上 | 1,734,545 | 6,111,814 | 265,361  | 786,042 | [ 190 ] |
| 1938下 | 1,729,883 | 6,151,688 | 262,427  | 828,976 | [ 190 ] |

## 業績の推移
以下、発足以来の経営の推移について記述する。

### 発足初期の業績
関西電気から東邦電力となる過程での一連の合併が終了した1922年（大正11年）10月末時点で、東邦電力の資本金は公称1億3982万1200円・払込9999万585円であった。以後1920年代を通じて、増資は電源開発に関連した傘下企業岐阜電力の合併に伴うもの（1926年5月合併を株主総会で議決、450万円の増資）の1件に限られる。払込金徴収は関西電気時代以降、1922年2月・1923年（大正12年）4月・1926年（大正15年）12月の3度にわたって実施されており、1927年（昭和2年）10月末時点で資本金は公称1億4432万1200円・払込1億2551万2712円50銭となった。
下記の#業績推移表に示すように、1922年度に3157万円であった年間収入は、毎年増収が続き4年後の1926年度にはその1.5倍の4816万円へと拡大した。利益金も順調に伸びており、対平均払込資本金利益率は1923年度から1927年上期にかけて年率14パーセント前後を維持し、この期間は年率12パーセントの配当を継続している。この利益率・配当率は同時期の五大電力各社の中で最も高いものであった。比較的安定した業績を維持できた要因に、積極的な需要開拓策に一定の成果があった点が挙げられる。

### 「科学的経営」と金融
先にも触れたが、東邦電力では1922年2月から1927年6月まで、社内に「調査部」（発足当初は「臨時調査部」）という部署を置き、技術方面と業務方面を中心として電気事業に関する研究を実施していた。この調査部の活動以外にも、同時期には役員・社員による海外視察や海外実習にも積極的であった。東邦電力では、こうした調査研究活動の成果に基づく経営、すなわち「科学的経営」を経営方針として掲げた。この「科学的経営」がとりわけ効果を発揮したのは金融面であった。
電気事業は代表的な資本集約型産業であり、多額の資金を固定する必要があるため、その資金問題は電気事業にとって最重要課題である、というのが会社を主宰する松永安左エ門の一貫した持論であり、その方針は会社にも反映された。松永は、社債や借入金の利子に株式配当も加えた広義の「金利」が電力原価のうち6割から8割を占めており、この「金利」の高低が電力原価を左右するものであるから、「金利」の低い資金を多く調達することが重要である、と主張していた。従って東邦電力では、積極的な電源開発に必要な資金をいかに低コストで調達するかという点を重視し経営を推進した。
東邦電力がこの資金コストの低減策として採用したのが社債による資金調達であり、社債発行額は1922年から1927年の間で計10口・1億1058万円（外債含む）に及ぶ。社債の発行利率は6.2から8.5パーセントであり、同時期の配当率に比して著しく低率である。その上、これよりも1パーセント以上も低利な外貨建社債、すなわち外債の発行にも踏み切った。外債発行は松永が九州電灯鉄道常務時代の1919年（大正8年）に行った欧米視察で着想したもので、1923年より準備を始め、1925年（大正14年）4月15日付で発行が実現した。この第1回外債は7分利付き米貨債で発行額は1500万米ドル（日本円換算3009万円）。第2回外債は同年6月23日に発行され、これは5分利付き英貨債で発行額は30万英ポンド（日本円換算293万円）であった。この2つの外債は償還期間が30年および20年の長期債であるが、1926年7月発行の第3回外債6分利付き米貨債（発行額1000万米ドル・日本円換算2006万円）は利率が有利であるとして償還期間3年間の短期債となった。
外債発行を柱とする社債中心の資金調達に並行して、資金コスト低減策として同時期には配当の抑制も試みた。その一つが固定資産償却の優先で、償却費の複利積立てを行う全額出資による貯蓄会社の設立（1922年10月「東邦貯蓄株式会社」の名で設立）を独自に考案した。またアメリカの電力会社が行っていた、需要家から株式出資を募るという制度の導入も目指した。しかしながら配当抑制の試みは時期尚早で、前者は東邦貯蓄に積み立てられた償却費は年間で固定資産額の1パーセントという最低水準に留まり、後者は需要家からの社債募集という形で導入されたものの成果はなかった。当時、社債の発行限度額は商法により払込資本金額以内と定められており（第200条）、コスト面で有利な社債をより多く発行するには払込金徴収を実施しなければならず、これには高水準の配当を維持する必要があるというのが配当抑制に失敗した理由であった。

### 業績下降期
上記の社債発行限度額の問題は、松永らの運動によって1927年3月電気事業法改正による規制緩和が実現し、電力会社に限り限度額が払込資本金の2倍に引き上げられた。1931年（昭和6年）にかけて、電源開発が一段落したにもかかわらず関係会社への投融資のため大規模な資金調達が続けられたが、社債発行が容易となり高配当の維持が必須でなくなったため、利益率減という事情もあって1927年下期より年率2パーセントの減配に踏み切っている。
1920年代末より深刻化した不況は、長期社債の金利低下という副産物があったものの、1930年（昭和5年）になると世界恐慌の波及と金解禁が重なって未曾有の恐慌となり、しばらく新規の社債発行は困難となった。社債発行に失敗した東邦電力では、九州区域での拡張工事資金などを調達するため、同年6月1663万円の払込金徴収を余儀なくされた。利益率が低下傾向にある中での払込金徴収による配当金増加は経営上大きな負担であるため、これに前後して2つの配当抑制策を実施している。1つ目は減資で、貯蓄会社の東邦貯蓄を同年5月に解散させ、同社が持っていた自社株28万6424株を消却した。この減資で資本金は1億3000万円となった。配当抑制策の2つ目は減配で、払込金徴収の終了と明らかな業績低下で減配に対する株主の抵抗が弱まったため、6期続いた年率10パーセントの配当を1930年下期より8パーセントへ引き下げた。なお減配後、東邦電力では償却費の拡大に努めた。
恐慌の影響により、1931年度の営業成績は大幅に減少し、電灯料収入は前年度比9パーセント減、電力料収入は6パーセント減となった。毎年拡大を続けていた年間の総収入は同年度初めて減少し、1930年度の5880万円から5246万円へと縮小した。結果、対平均払込金利益率は1931年下期には11パーセントへと後退。配当率も年率7パーセントへとさらに引き下げられた。ただしこうした業績下降期にあっても五大電力各社の中では安定した業績であり、1931年下期には年率3パーセントの配当率に低迷していた東京電灯とは対照的である。

### 外債問題の処理
1925年に第1回外債1500万米ドルを発行した当時、為替相場は100円＝40.87ドルと円安であったが、その後円高傾向となったため、元利金支払いにつき為替差益が生じた。同時期の第2回外債30万英ポンドについても同様であり、この為替差益を狙うという点が外債発行に踏み切った動機の一つになっていた。1926年に第3回外債1000万米ドルを発行した後、1929年（昭和4年）7月にこれを償還するため第4回外債6分利付き米貨債（発行額1145万米ドル・日本円換算2297万円）を追加発行している。東邦電力による外債発行はこの4回であった。
1930年1月、濱口内閣により金解禁が実施された。以後しばらく法定平価（100円＝49.845米ドル）に近い為替相場が維持されたが、翌1931年12月に犬養内閣が金輸出再禁止に踏み切ると急速に円安が進んだ。そのため外債を発行していた東邦電力を含む五大電力各社では元利金支払いの負担が急増するという「電力外債問題」が発生した。外債問題により、五大電力のうち東京電灯・宇治川電気・大同電力の3社は一時期無配に転落する。一方で東邦電力と日本電力は減配はあったものの無配は免れた（東邦電力の配当率は1932年下期より年率5パーセント）。特に東邦電力は外債問題を五大電力中で最も素早く処理し業績を維持できたと評された。
外債問題処理の第一歩は第4回外債1145万米ドルの処分であった。これは第3回外債と同様の短期債であり1932年7月が償還期限とされていた。社長の松永は、1931年9月にイギリスが日本より先に金輸出再禁止に踏み切ったのを見て日本の金輸出再禁止を予測し、円安となるのを見越してただちに第4回外債償還用のドル資金調達に取り掛かった。結果、日本の金輸出再禁止までに約600万ドルを確保し、1932年春ごろまでには資金調達をほぼ完了した。償還期限の同年7月1日時点での為替相場は大幅な円安で100円＝27.375米ドルとなっていたが、東邦電力では平均100円＝36.58米ドルの相場で償還を終えた。発行時の相場と比較すると償還に際して720万円の為替差損が生じたが、それでも早期の資金調達で差損を1055万円も縮小している。償還費用3130万円は金融機関からの借入れによった。
1932年10月末時点での未償還外債残高は第1回外債が1237万5000米ドル、第2回外債が22万9000英ポンドであり、この時点で100円＝20米ドルまで円安が進行していたから、法定平価と比べて年間で合計約268万利払い負担が増す計算になる。この負担を圧縮すべく東邦電力では外債の償却に努めた。第1回・第2回外債とも減債基金による毎期一定額の償還が定められていたが、後者については規定外の任意償却が認められていなかったため、特に第1回外債の任意買入消却に集中した。1932年から1934年（昭和9年）にかけての3年間の第1回外債償還高は565万ドル（うち任意償却によるもの400万ドル）に及んでおり、1934年末の未償還高は727万5000ドルに低下、ここから買戻し済みの手持ち高を差し引いた実流通高は439万7000ドルまで圧縮された。一連の操作による負担低下と1934年以降の為替相場の持ち直し（100円＝30ドルで安定した）により外債問題は解決へと向かった。
外債を含む社債償還費の確保や借入金返済のため、1933年9月から翌年3月にかけて、3回に分けて計6000万円の社債を発行している。これらの社債は金融緩和による低金利と法改正で新たに認められたオープンエンド・モーゲージ（開放式担保）制の2点による長期かつ低利（利率4.5 - 5パーセント）な会社側に有利なものであった。加えて1933年5月には下関支店区域を1530万円で山口県へ売却するという思い切った資金調達措置も採っている。

### 業績回復期
業績は1934年に入ると持ち直し、1935年度には年間総収入が6000万円台に到達した。外債問題期には9パーセント前後に低迷していた対平均払込金利益率についても回復し、1934年以降は14パーセント前後で推移している。業績回復により配当率は1934年上期に年率5パーセントから6パーセントへ、次いで同年下期に7パーセントへ引き上げられ、翌1935年下期からは年率8パーセントとなった。
1934年11月、7000万円の増資を決定し、資本金を1億3000万円から2億円へと引き上げた。増資新株の払込金徴収は1935年4月から1937年（昭和12年）7月にかけて4度に分割して行われている。この時期、8パーセントの配当率に対し社債は年利4パーセント台と低コストで発行可能であったが、起債は1937年3月まで行われていない。1920年代の社債中心の資金調達とは対照的であるが、これは松永が金融面での混乱の反省から自己資本比率の向上を志向するようになったためという。また固定資産の償却を充実し業績・内容ともに安定したため若干の負担増は問題とならない状況となったことも理由であった。
その後資本金は、1937年の合同電気・中部電力の合併に伴い3300万円ずつ増加し2億6600万円となった。この間の1937年4月、重役会で半額増資（1億1650万円の増資）の方針が決められたが、電力国家管理政策の進展による株価急落のため実現していない。2社の合併で営業規模はより拡大し、1937年下期の総収入は半期だけで4562万円となり、翌1938年度の年間総収入は9723万円に達した。
1939年以降の電力国家管理期も下表の通り収入は拡大傾向にあり、1941年度の年間総収入は1億2388万円となった。一方で純利益額は伸びず1938年上期が最高値であった。利益率の低迷は、物価が上昇する中で国策により電気料金が低位で固定化されたことによる。この間の1939年6月、傘下の東邦証券保有を合併した際、自社株を消却したため資本金は500万円減少し2億6100万円（全額払込済み）となった。以後、解散までこの資本金額が維持された。

### 業績推移表
1921年から1942年までの、払込資本金額・収入（利益）・支出（損失）・利益金（純利益）・年率配当率の推移は以下の通り。決算期は#供給実績推移表にある通り上期は毎年4月（1922年上期までは5月）、下期は毎年10月（同11月）である。
| 年度   | 払込資本金 | 収入   | 支出   | 利益金 | 配当率 |
| ------ | ---------- | ------ | ------ | ------ | ------ |
| 1921下 | 44,595     | 9,618  | 6,067  | 3,551  | 14%    |
| 1922上 | 95,094     | 16,812 | 9,916  | 6,896  | 13%    |
| 1922下 | 99,990     | 14,754 | 8,575  | 6,179  | 13%    |
| 1923上 | 102,191    | 18,787 | 11,710 | 7,078  | 12%    |
| 1923下 | 102,204    | 20,054 | 12,931 | 7,123  | 12%    |
| 1924上 | 102,204    | 21,480 | 14,208 | 7,272  | 12%    |
| 1924下 | 102,204    | 22,209 | 15,095 | 7,114  | 12%    |
| 1925上 | 102,204    | 23,013 | 15,926 | 7,087  | 12%    |
| 1925下 | 102,204    | 22,956 | 15,855 | 7,101  | 12%    |
| 1926上 | 102,204    | 24,007 | 16,763 | 7,244  | 12%    |
| 1926下 | 106,704    | 24,152 | 16,574 | 7,577  | 12%    |
| 1927上 | 125,508    | 26,211 | 17,628 | 8,583  | 12%    |
| 1927下 | 125,512    | 26,375 | 18,213 | 8,162  | 10%    |
| 1928上 | 125,512    | 26,990 | 19,329 | 7,661  | 10%    |
| 1928下 | 125,512    | 27,046 | 19,452 | 7,594  | 10%    |
| 1929上 | 125,512    | 28,594 | 20,916 | 7,678  | 10%    |
| 1929下 | 125,512    | 27,917 | 20,187 | 7,730  | 10%    |
| 1930上 | 125,512    | 29,218 | 21,241 | 7,977  | 10%    |
| 1930下 | 129,995    | 29,582 | 22,689 | 6,893  | 8%     |
| 1931上 | 130,000    | 26,697 | 21,006 | 5,690  | 8%     |
| 1931下 | 130,000    | 25,759 | 20,706 | 5,053  | 7%     |
| 1932上 | 130,000    | 27,588 | 22,681 | 4,908  | 7%     |
| 1932下 | 130,000    | 26,059 | 21,989 | 4,070  | 5%     |
| 1933上 | 130,000    | 33,219 | 29,700 | 3,518  | 5%     |
| 1933下 | 130,000    | 25,974 | 22,274 | 3,700  | 5%     |
| 年度   | 払込資本金 | 利益   | 損失   | 純利益 | 配当率 |
| 1934上 | 130,000    | 28,526 | 23,686 | 4,840  | 6%     |
| 1934下 | 130,000    | 28,431 | 23,136 | 5,294  | 7%     |
| 1935上 | 147,500    | 31,189 | 25,586 | 5,603  | 7%     |
| 1935下 | 147,500    | 29,363 | 22,518 | 6,845  | 8%     |
| 1936上 | 165,000    | 31,594 | 24,026 | 7,567  | 8%     |
| 1936下 | 165,000    | 30,977 | 23,375 | 7,601  | 8%     |
| 1937上 | 215,329    | 36,578 | 27,400 | 9,177  | 8%     |
| 1937下 | 266,000    | 45,620 | 36,047 | 9,573  | 8%     |
| 1938上 | 266,000    | 49,263 | 37,137 | 12,126 | 8%     |
| 1938下 | 266,000    | 47,968 | 36,288 | 11,681 | 8%     |
| 1939上 | 266,000    | 60,805 | 49,069 | 11,735 | 8%     |
| 1939下 | 261,000    | 57,601 | 46,061 | 11,540 | 8%     |
| 1940上 | 261,000    | 58,990 | 47,591 | 11,399 | 8%     |
| 1940下 | 261,000    | 59,715 | 48,364 | 11,351 | 8%     |
| 1941上 | 261,000    | 61,674 | 49,781 | 11,893 | 8%     |
| 1941下 | 261,000    | 62,202 | 50,567 | 11,635 | 8%     |
| 1942上 | -          | 55,558 | 54,930 | -      | -      |

## 電力国家管理と解散
以下、沿革のうち1942年の会社解散に至る経緯について記述する。

### 電力国家管理実現と日本発送電設立

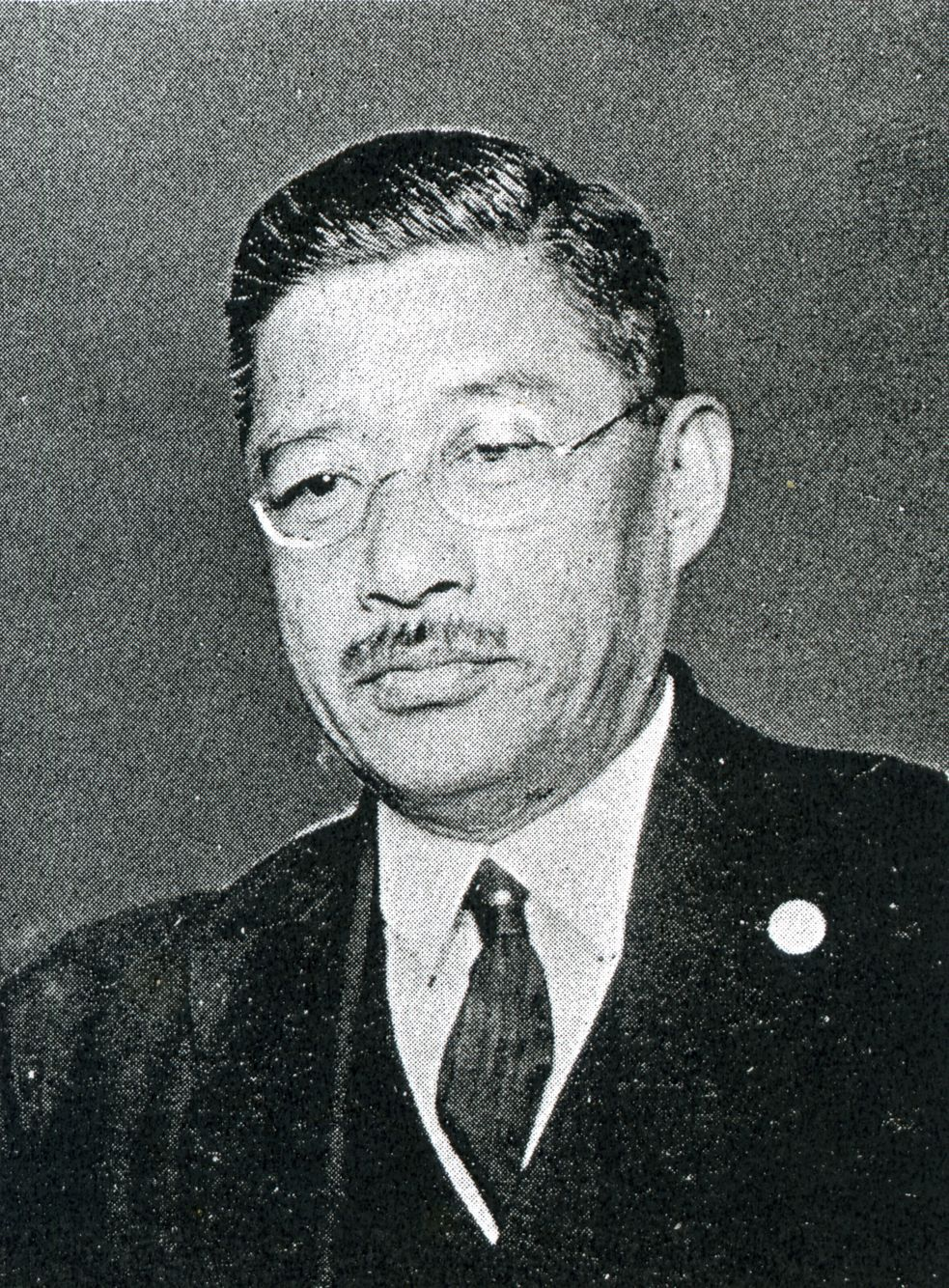
第39代逓信大臣頼母木桂吉

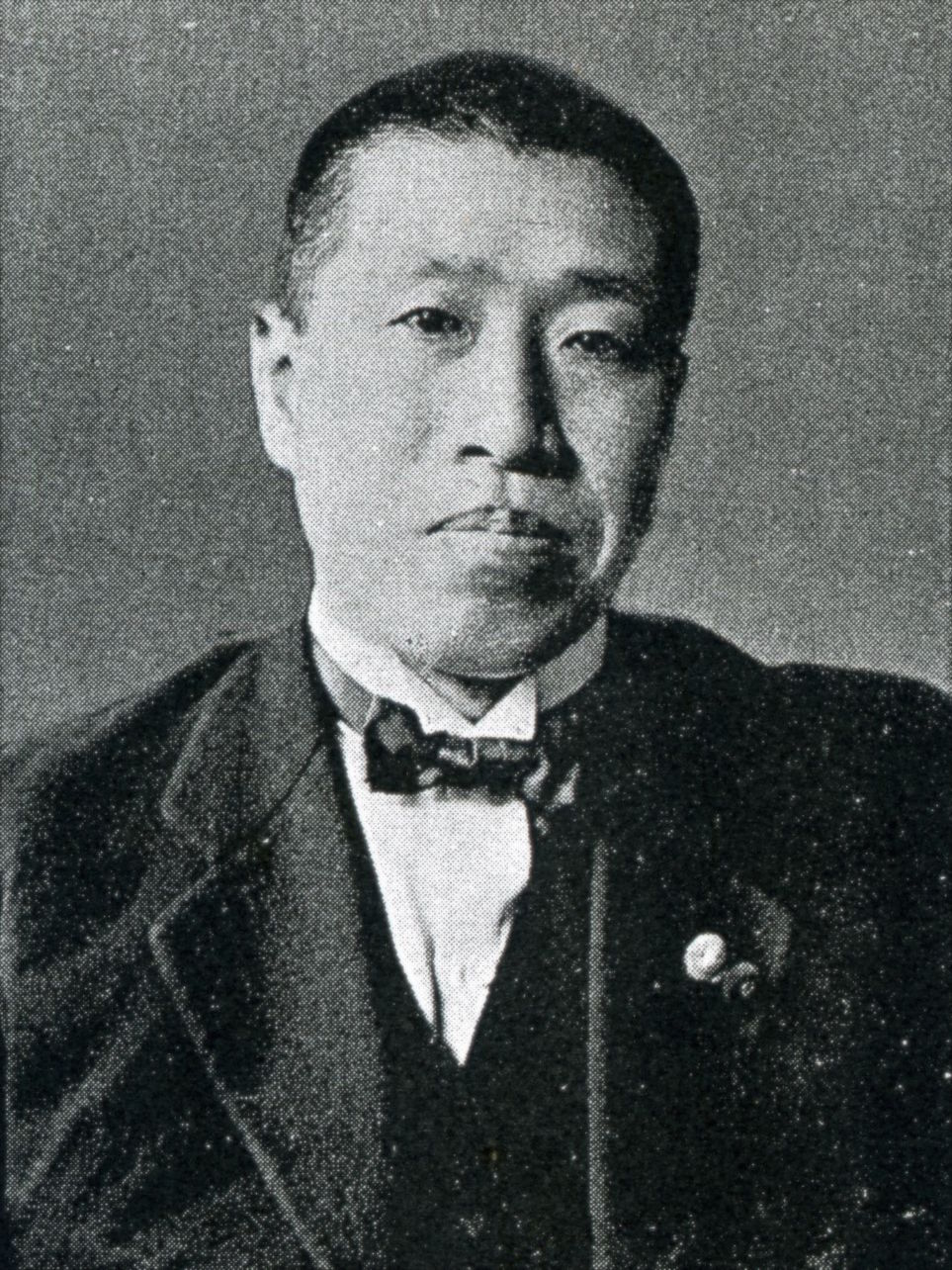
第42代逓信大臣永井柳太郎

1930年代後半以降、国家による電気事業の管理、すなわち「電力国家管理」を目指す動きが進行した。東邦電力を率いる松永安左エ門は反対派の急先鋒として知られたが、電力国家管理の進展を止めるには及ばず、1942年（昭和17年）に東邦電力解体へと至った。
この電力国家管理政策の起源は「電力国営論」である。すでに明治末期ごろから存在し、1918年（大正7年）前後には時の逓信大臣野田卯太郎によって提唱されるなど、しばしば争点となっていたが、そのたびに現実化に至ることはなかった。時代が下って昭和に入ると、国営論は台頭しつつあった軍部や革新官僚によって脚光を浴びるようになる。1935年（昭和10年）から翌年にかけて、岡田啓介内閣が設置した内閣審議会・内閣調査局（後の企画院）で推進に向けた動きがあり、岡田内閣の後1936年（昭和11年）3月に広田弘毅内閣が発足すると、逓信大臣に国営論者の頼母木桂吉が入って逓信省が国営論改め電力国家管理政策を主導するようになった。民間電力会社に発送電設備を出資させて特殊会社を新設し、同社を通じて政府自ら発送電事業を経営する、という「民有国営」の方向で国家管理政策は具体化され、10月には逓信大臣より提案された「電力国策要綱」が閣議決定されるところまで進んだ。
電力国策要綱を法案化した「電力管理法」など5法案が1937年（昭和12年）1月に帝国議会へと上程されたが、直後に広田内閣が総辞職したため中断、代わって発足した林銑十郎内閣は上程中の全案件を撤回して電力国営案を再上程しない方針を決めたため、またしても実現は見送られる結果となった。しかし同年6月、林内閣にかわって第1次近衛文麿内閣が成立すると、逓信大臣に就任した永井柳太郎により電力国家管理政策は再び前進し始める。頼母木案と異なり永井案は発送電設備のうち水力発電所を出資から除外する方針となるなど修正が加えられ、新しい「電力国策要綱」が12月に閣議決定された。
翌1938年（昭和13年）1月、要綱に基づく「電力管理法」など4法案が議会に上程され、3月26日に可決、1935年以来の電力国家管理問題がここに決着した。正式決定された電力国家管理政策は、
- 既存の電気事業者から火力発電所と主要送電線を現物出資させて国策会社「日本発送電株式会社」を設立する。
- 発電事業者からの発生電力の買い上げ料金、配電事業者への電力卸売り料金、発送電設備の建設方針など、日本発送電の重要な経営政策決定を政府が規制することによって、電気事業を政府が管理する。

という内容であった。4月5日に電力管理法および関連法が公布されて以降、国家管理の実施に向けた準備が進められる。その中で、1938年6月、電気事業者が日本発送電に出資すべき設備の範囲が (1) 最大電圧100kV以上の送電線とその他の主要送電線、(2) 左記送電線に接続する変電所、(3) 出力1万kW超の火力発電所、と決定された。
この決定に基づき、同年11月24日、五大電力各社を含む33の事業者を対象に送電線亘長約7,200キロメートル・変電所95か所・火力発電所34か所に及ぶ発送電設備の現物出資が指示された。東邦電力の対象設備は発電所2か所（名古屋・名島）、送電線16路線、変電所5か所で、その評価額は4063万258円50銭とされた。水力発電所を出資対象に含む1937年の「頼母木案」では総資産の55パーセントの出資を要すると予想され経営に支障をきたすとみられたが、実際には総資産の約10パーセントの出資で済み、影響はほとんどなかった。翌1939年（昭和14年）4月1日の日本発送電設立と同時に出資が実行に移され、その対価として日本発送電の株式81万2605株（額面50円払込済み、払込総額4063万250円）と現金8円50銭の交付を受けた。交付株数は東京電灯・大同電力・日本電力・関西共同火力発電に次いで33事業者中5番目に多い（五大電力中では宇治川電気に次いで少ない）。なお五大電力の中で電力国家管理の影響が最も大きかった大同電力は、この段階で会社の存続を断念し、同年4月2日付で解散した。

### 電力国家管理強化の動きと反対運動

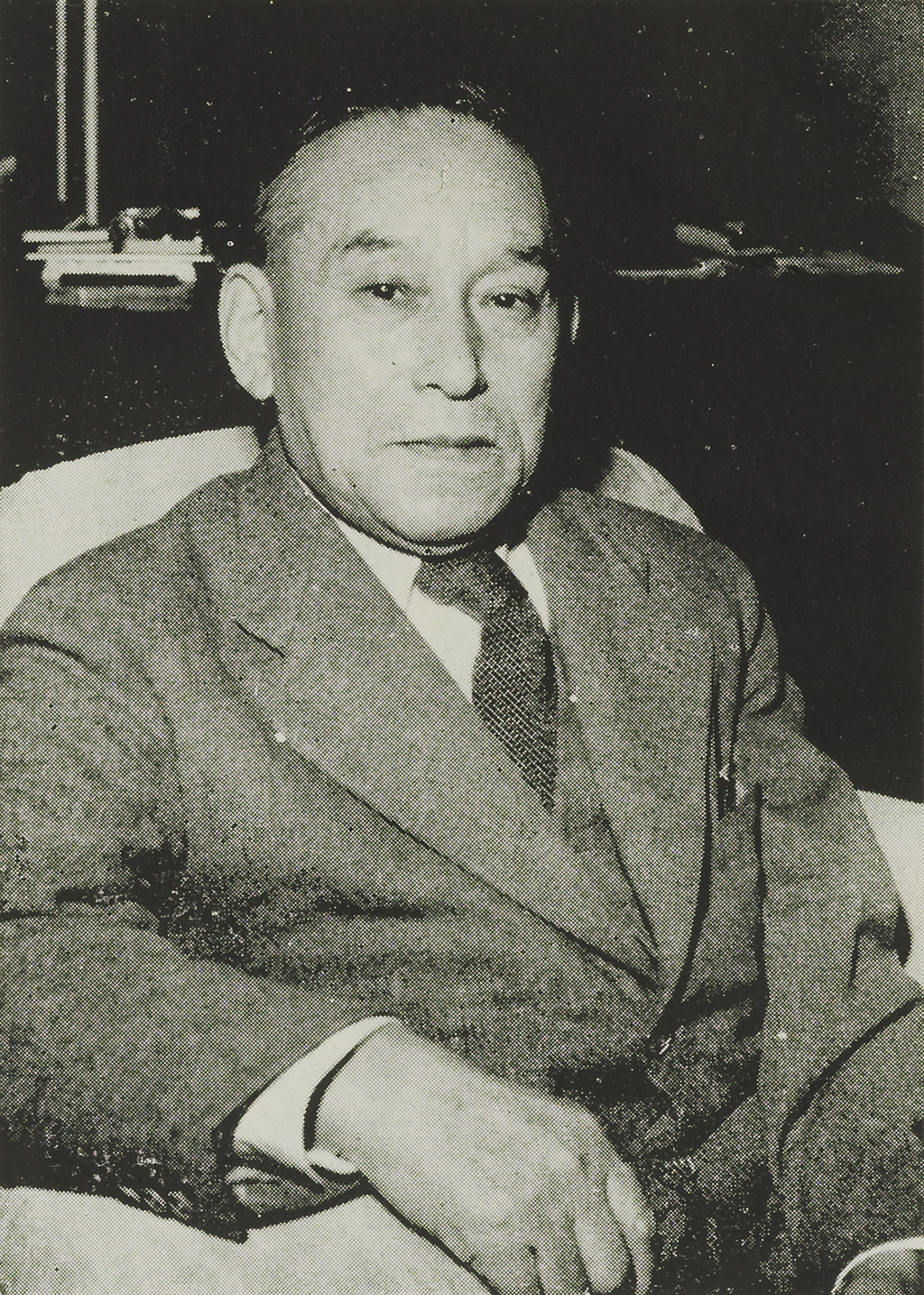
第47代逓信大臣村田省蔵

電力国家管理の中心として1939年4月に発足した日本発送電であったが、発足早々に異常な渇水が襲い、戦時下の石炭不足・炭質低下も重なって深刻な発電力不足に陥った。結果、同年8月から配電事業者への供給割当制限が始まり、10月には国家総動員法に基づき電力消費を制限する「電力調整令」が施行されるという状況に至った。豊富かつ低廉な電力供給をうたって始まった電力国家管理体制が早々に躓いた形となったが、日中戦争が長期化する中で「新体制」への移行が進められる当時の状況下にあっては国家管理政策の見直しではなく政策をより強化することによって電力問題を解決しようとする動きに結び付いた。
1940年（昭和15年）7月、第2次近衛内閣が成立すると関西財界出身の村田省蔵が逓信大臣に就任した。以後政府は、日本発送電へ水力・火力発電設備を一元的に掌握させるという電力国家管理の強化（第2次電力国家管理）と、地域別に特殊会社を新設し全配電事業を統合するという配電統制の実施の2点を急速に具体化させ、9月27日にその旨を盛り込んだ新しい「電力国策要綱」を閣議決定した。要綱に基づき逓信省は「配電管理法」「配電株式会社法」などの法案を準備したが、翌1941年（昭和16年）1月に政府が審議長期化が見込まれる法案の国会提出を避ける方針を決めたため法案は撤回、これらは国家総動員法の適用によって実施されることとなった。
こうして電力国家管理の強化へと流れる中、東邦電力社長の松永安左エ門は反対運動の急先鋒となった。松永は1937年の「頼母木案」・1938年の「永井案」時代から反対運動を展開しており、当時の反対論の要点は、水力発電・火力発電・送電線が一体となって機能している現状を無理に分割すれば電力会社の有機性を損ない、企業の資金調達を妨害して進行中の発電所建設に影響を与える恐れがある、そしてそれは電力飢饉を惹起し豊富・低廉な電力供給を目指すという電力国家管理体制の目的に反する結果を招く、というものであった。だが1937年7月に日中戦争が始まったという情勢の下では反対運動が広がるに至らなかった。次いで第2次電力国家管理の動きが強まると、松永は反対派の急先鋒として強硬な反対運動を展開した。松永の反対論は、電力飢饉が現実のものとなったことを踏まえ、配電業者を解体しようとすれば日本発送電と同様の事態に陥り国家の生産力を傷つける
、日本発送電の機能不全はそもそも民有国営体制が不適切なためであり民有民営を原則とすべき、というものであった。
第2次電力国家管理への反対論は松永以外からも唱えられたが、業界団体である電気協会内部でさえ多数派とはならなかった。そうした中、1940年11月13日、干渉・圧迫が表面化し自身の理想を実現できなくなった松永安左エ門は社長を辞して会長に退き、代表取締役副社長の竹岡陽一が後任の第3代社長に就任した。1941年1月、政府の国会審議長期化回避の決定を受けて、電気協会は政府案への反対姿勢を撤回し官民協力して生産拡充に努める方針を固めた。それでも松永は反対論を唱え続けたが、3月になって電気庁長官より「一部少数事業者」が電気協会の地位・設備を利用して国策に反対する策動を行っているのは遺憾であり善処するように、という旨の依命通牒が出されるに至り、電気協会では政府と協力する意向を再確認した。こうした政府の対応もあって松永の反対運動は失敗に終った。その後1941年8月25日、松永は東邦電力の代表取締役を辞任し単に取締役会長となった。

### 日本発送電への追加設備出資

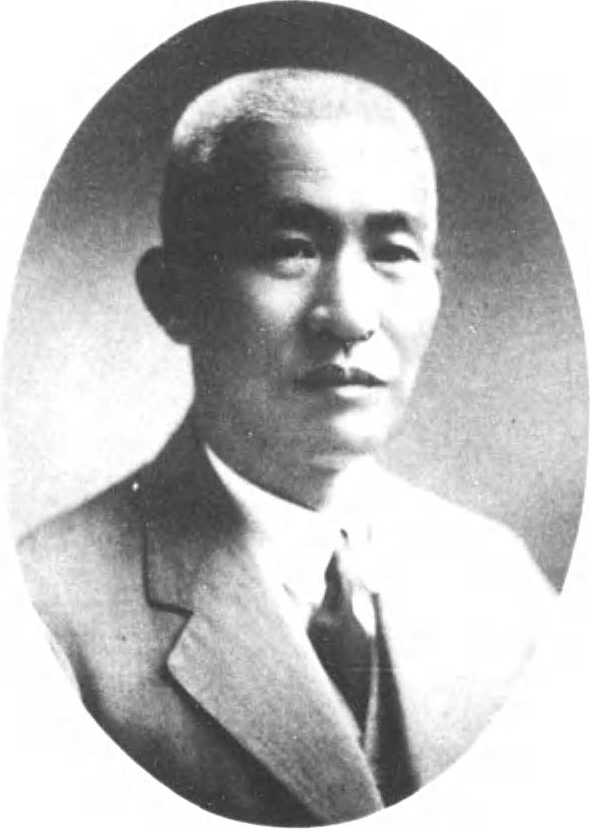
東邦電力第3代社長竹岡陽一

1941年4月22日、電力管理法施行令が改正され、日本発送電が管理すべき電力設備の範囲が拡大され、以下の設備も含むようになった。
- 出力5,000kW超の水力発電所（従来は既設・工事中のものは対象外）
- 対象発電所と運転上関連する発電所
- 対象送電線に送電を依存する発電所
- 最大電圧40kV以上の送電線のうち需要地で重要なもの以外

これによって同年5月27日・8月2日の2度にわたり、全国の電気事業者に対して日本発送電への設備追加出資が命ぜられた。出資期日は1941年10月1日付（＝第1次出資）と翌1942年（昭和17年）4月1日付（＝第2次出資）の2度に分割されており、東邦電力ではその双方での設備出資命令を受命している。
第1次出資の対象設備は以下の通り。
- 水力発電所10か所
  - 八百津・八百津放水口・下原・金山・七宗・名倉・上麻生・川辺・平瀬・祖谷（すべて日本発送電の管理発電所[112]）
- 火力発電所1か所
  - 相浦（日本発送電の管理発電所[124]）
- 送電線7路線

以上の設備の出資評価額は8178万9603円50銭とされ、その対価として日本発送電の株式163万5792株（額面50円払込済み、払込総額8178万9600円）と現金3円50銭の交付を受けた。評価額は対象の27事業者中東京電灯・日本電力・東信電気に次いで4番目に高い。
続く第2次出資の対象設備は以下の通り。
- 水力発電所19か所
  - 豊岡・気田・西渡・土場・豊根・明知川・小原・百月・阿摺・洞戸・金原・川上川第一・川上川第二・川上川第三・川上川第四・川上川第五・川上川・広滝第一・広滝第二
- 火力発電所2か所
  - 琴ノ浦・徳島
- 送電線39路線
- 変電所5か所

出資評価額は4859万9446円50銭であるが、出資と同時に社債8125万円を裸値7764万8781円29銭にて継承させたため、日本発送電の株式交付はなく、反対に差額2921万4709円24銭を同社へ支払った（所有する日本発送電株式を買い上げさせて決済）。なお評価額は対象の26事業者中大日本電力に次いで2番目に高い。
また第2次出資と同時に、上記社債とは別にこの時点まで残存していた1925年発行の第1回外債も日本発送電へ引き継がれた。残額は発行額1500万米ドルに対して58万2500ドルで、継承価格は249万9690円であった。

### 配電会社への設備出資
1941年8月30日、政府による配電統制や地域別の配電会社新設を規定した「配電統制令」が公布・施行された。これに基づき同年9月6日、政府は地域別の配電会社計9社についてその設立命令を全国の主要配電事業者に対し一斉に発令した。そのうち東邦電力が受命したのは、中部配電（配電区域：静岡・長野・愛知・岐阜・三重の5県）・関西配電（配電区域：滋賀・京都・大阪・奈良・和歌山・兵庫の6府県）・四国配電（配電区域：四国4県）・九州配電（九州7県および沖縄県）の4社にかかる設立命令である。供給区域が4つの地域に分割されたのは東邦電力と日本電力の2社に限られる（5分割以上はない）。
東邦電力はいずれの場合も特定の電気供給事業設備の出資を命ぜられ、1942年4月1日付で配電会社4社への設備出資を一斉に実施した。出資の概要は以下の通り。
中部配電への出資
- 出資設備 ： 水力発電所45か所、火力発電所6か所、送電線174路線、変電所107か所、および中部配電配電区域内の配電設備・需要者屋内設備・営業設備
- 出資設備評価額 ： 1億4744万4576円
- 被継承負債額 ： 4026万4969円23銭（社債2種）
- 取得株数 ： 214万3592株（額面50円払込済み、払込総額1億717万9600円）、ほかに現金6円77銭取得

関西配電への出資
- 出資設備 ： 水力発電所13か所、火力発電所1か所、送電線47路線、変電所22か所、および関西配電配電区域の配電設備・需要者屋内設備・営業設備
- 出資設備評価額 ： 3057万2104円
- 被継承負債額 ： 2992万6307円（社債3種）
- 取得株数 ： 1万2915株（額面50円払込済み、払込総額64万5750円）、ほかに現金47円取得

四国配電への出資
- 出資設備 ： 水力発電所5か所、送電線18路線、変電所10か所、および四国配電配電区域内の配電設備・需要者屋内設備・営業設備
- 出資設備評価額 ： 870万円
- 被継承負債額 ： 270万円（借入金）
- 取得株数 ： 12万株（額面50円払込済み、払込総額600万円）

九州配電への出資
- 出資設備 ： 水力発電所5か所、火力発電所1か所、送電線77路線、変電所57か所、および九州配電配電区域内の配電設備・需要者屋内設備・営業設備
- 出資設備評価額 ： 6452万4912円
- 被継承負債額 ： 1918万2382円98銭（社債1種）
- 取得株数 ： 90万6850株（額面50円払込済み、払込総額4534万2500円）、ほかに現金29円2銭取得

上記記載の被継承負債とは別に、中部配電へ1925年発行の第2回外債も継承されている。残高は発行額30万英ポンドに対して7万576ポンド（日本円換算101万1594円）であった。

### 会社解散

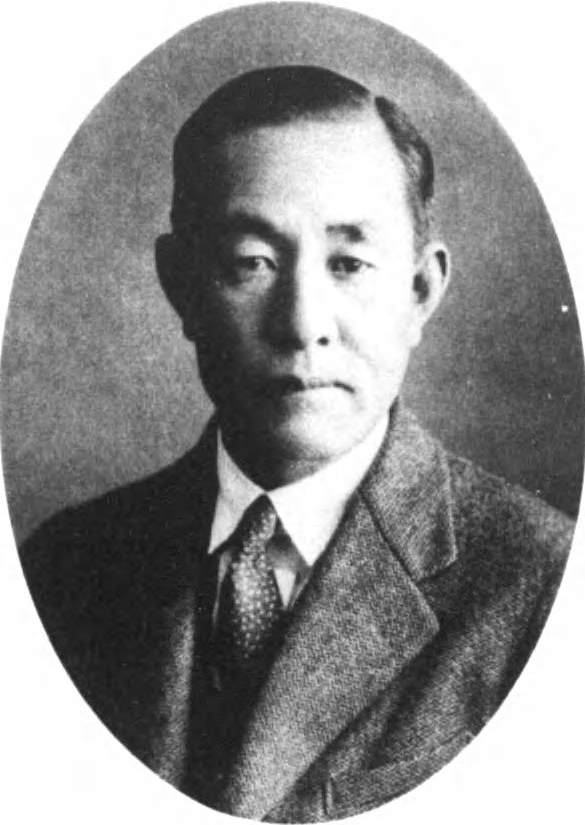
東邦電力副社長から四国配電社長へ転じた清水収吉

第2次電力国家管理と配電統制の実施に伴い、先に消滅した大同電力を除く五大電力のうち、東京電灯は関東配電へ、宇治川電気は関西配電へそれぞれ統合されて消滅した。一方日本電力は電気事業を失ったが軍需産業を担う多数の子会社を束ねる持株会社日電興業として存続した。東邦電力も東邦瓦斯や東邦重工業などを傘下に持っていたが、日本電力と異なり会社存続を断念し、子会社の持株を適宜処分し解散する道を選択した。
1942年3月5日、東邦電力の臨時株主総会は、日本発送電および配電会社4社への設備出資と同時に会社を解散する件を議決。これに従って4月1日付で東邦電力は解散し、以後清算事務に移った。清算時の残余資産分配では、株主に対し持株1株につき現金2円と日本発送電・中部配電・関西配電・四国配電・九州配電・関東配電の株式が適宜分配された。
東邦電力の解散に伴い、経営陣のうち元副社長の海東要造が中部配電社長、副社長の清水収吉が四国配電社長へと転じたが、会長の松永安左エ門と社長の竹岡陽一は電気事業から一時退いた。うち松永が電力業界に復帰するのは、7年後、太平洋戦争後の占領下で日本発送電と9配電会社の処理を検討する電気事業再編成審議会の会長に就任する1949年（昭和24年）のことである。

## 年表
- 1887年（明治20年）9月20日 - 名古屋電灯会社（後の名古屋電灯株式会社）設立。
- 1896年（明治29年）3月26日 - 博多電灯株式会社（後の九州電灯鉄道株式会社）設立。
- 1905年（明治38年）11月29日 - 関西水力電気株式会社設立。
- 1921年（大正10年）
  - 10月18日 - 関西水力電気、名古屋電灯を合併し関西電気株式会社に社名変更。社長福澤桃介、副社長下出民義。本店を奈良市から名古屋市へと移転[17]。
  - 12月23日 - 知多電気を合併[29]。社長に伊丹弥太郎、副社長に松永安左エ門が就任[21]。
- 1922年（大正11年）
  - 2月1日 - 天竜川水力電気を合併[29]。
  - 2月24日 - 社内に「臨時調査部」設置[131]。
  - 6月 - 岐阜電力を関連会社化[73]。
  - 6月26日 - 東邦電力株式会社に社名変更し、本店を名古屋市から東京市へと移転[41]。九州電灯鉄道・山城水力電気・北勢電気・愛岐電気興業・時水力電気・八幡水力電気・尾州電気・名古屋瓦斯を合併[25]。この時点で資本金1億3982万1200円[40]。関連事業部門を分社化し東邦瓦斯および東邦電機工作所を設立[26]。
  - 7月1日 - 臨時調査部を格上げし「調査部」設置[131]。支社制を採用し関西支社・九州支社設置[41]。長崎地区におけるガス事業の西部合同瓦斯への経営委託開始[229]。
  - 10月25日 - 関係会社東邦貯蓄を設立[230]。
- 1923年（大正12年）
  - 1月25日 - カーバイド工場を電気興業所へ経営委託[231]。
  - 3月1日 - 一宮・津島・半田・四日市の4地区におけるガス事業を東邦瓦斯へ譲渡[232]。
  - 11月1日 - 白山水力からの受電開始[61]。
  - 12月25日 - 群馬電力を関係会社化[133]。
- 1924年（大正13年）
  - 3月15日 - 早川電力を関係会社化[133]。支社制廃止[41]。
  - 3月30日 - 日本電力との間で100,000kW受電契約締結[69]。
  - 4月18日 - 愛知電気鉄道からの一部事業（名古屋市内旧笠寺村域）譲受け認可[88]。
  - 10月16日 - 日本電力からの受電開始[61]。
- 1925年（大正14年）
  - 3月16日 - 早川電力・群馬電力の合併により東京電力を設立[134]。
  - 4月15日 - 第1回外債1500万米ドル発行[202]。
  - 6月1日 - 関係会社東邦証券（後の東邦証券保有）を設立[233]。
  - 6月23日 - 第2回外債30万英ポンド発行[202]。
  - 8月 - 名島火力発電所3号発電機20,000kW増設[118]。
  - 10月16日 - 名古屋火力発電所2号機35,000kW竣工[84]。
  - 11月6日 - 七宗発電所竣工[74]。
- 1926年（大正15年／昭和元年）
  - 1月 - 前田火力発電所2号機6,250kW竣工[82]。
  - 7月15日 - 第3回外債1000万米ドル発行[202]。
  - 10月2日 - 岐阜電力を合併[80]。合併後の資本金は1億4432万1200円[40]。
  - 11月18日 - 岐阜電力（第二岐阜電力）設立[234]。
  - 11月14日 - 上麻生発電所竣工[75]。
  - 12月6日 - 名古屋火力発電所1号機35,000kW竣工[84]。
- 1927年（昭和2年）
  - 6月1日 - 組織改正で調査部廃止、査業部調査課に格下げ[131]。
  - 9月30日 - 長崎地区におけるガス事業を西部合同瓦斯を合併した東邦瓦斯へ譲渡[235]。
- 1928年（昭和3年）
  - 4月1日 - 東京電力は東京電灯と合併し解散[137]。
  - 5月30日 - 副社長の松永安左エ門が2代目社長に就任[44]。
- 1929年（昭和4年）
  - 7月1日 - 第4回外債1145万米ドル発行[202]。
  - 8月1日 - 五島電灯より小佐々区域の事業を買収[88]。
  - 8月30日 - 奥宇陀水力電気より事業を買収[88]。
  - 10月 - 岐阜電力（第二岐阜電力）の事業を買収[73]。
  - 10月19日 - 金山発電所竣工[75]。
  - 12月21日 - 九州送電からの受電開始[119]。
- 1930年（昭和5年）
  - 2月 - 関係会社東邦電機工作所を解散[236]。
  - 2月19日 - 関係会社中部電力を設立[143]。
  - 5月1日 - 四日市・奈良両支店管内の事業を合同電気（旧・三重合同電気）へ譲渡。同時に同社を関係会社化[105]。
  - 5月30日 - 東邦貯蓄解散に伴う減資を議決、資本金1億3000万円に[40]。
  - 5月31日 - 関係会社東邦貯蓄を解散[230]。
  - 8月1日 - 豊橋営業所管内の事業を中部電力へ譲渡。中部電力は岡崎電灯を合併[148]。
  - 11月28日 - 唐津軌道廃止[237]。
  - 12月26日 - 東京電灯より同社名古屋営業所の事業を買収[122]。
- 1931年（昭和6年）
  - 11月 - 玉島水電より事業を買収[88]。
  - 11月2日 - 愛知電力（愛知電気鉄道の電灯電力供給事業が独立）より事業を買収[122]。
  - 12月 - 前田火力発電所3号機12,500kW竣工[82]。
- 1932年（昭和7年）
  - 3月20日 - 九州電力からの受電開始[119]。
  - 9月12日 - 合同電気との間で供給区域を交換。岐阜県内の事業は東邦電力側、三重県内の事業は合同電気側へと集約[150]。
- 1933年（昭和8年）
  - 5月1日 - 下関支店管内の事業を山口県（電気局）へ譲渡[125]。
  - 9月30日 - オープンエンド・モーゲージ制による社債を初発行[202]。
- 1934年（昭和9年）
  - 11月1日 - 関係会社福博電車へ福岡市内の路面電車線を譲渡[237]。
  - 11月29日 - 7000万円の増資を議決、資本金2億円に[40]。
- 1935年（昭和10年）
  - 10月20日 - 九州共同火力発電からの受電開始[124]。
  - 12月31日 - 名古屋火力発電所3号機35,000kW竣工[84]。
- 1936年（昭和11年）
  - 8月 - 社内に「新興産業部」を設置[187]。
  - 11月20日 - 名倉発電所竣工[95]。
- 1937年（昭和12年）
  - 3月31日 - 合同電気を合併[150]、資本金2億3300万円に[40]。
  - 4月1日 - 諫早電灯・平戸電灯製氷より事業を買収。以後中小電気事業者の統合相次ぐ[106]。
  - 4月30日 - 名古屋鉄道の電気供給事業を買収[106]。
  - 8月31日 - 中部電力を合併[143]、資本金2億6600万円に[40]。
  - 9月1日 - 松阪・徳島両地区におけるガス事業を合同瓦斯へ譲渡（徳島地区の事業は18日さらに徳島瓦斯＝現・四国ガスへと移管）[238][239]。
  - 10月 - 財団法人東邦産業研究所を設立[240]。
  - 10月31日 - 肥前電気より事業を買収[106]。
  - 12月1日 - 名古屋火力発電所4号機35,000kW竣工[84]。
  - 12月9日 - 川辺発電所竣工[100]。
- 1938年（昭和13年）
  - 8月1日 - 多治見営業所管内の事業を中部合同電気へ譲渡[178]。
  - 11月29日 - 名島火力発電所4号発電機10,000kW竣工[82][124]。
  - 12月25日 - 下原発電所竣工[97]。
- 1939年（昭和14年）
  - 3月27日 - 愛岐水力今渡発電所竣工[103]。
  - 4月1日 - 一部設備を日本発送電へ出資[111]。
  - 6月1日 - 関係会社東邦証券保有を合併[233]、資本金2億6100万円に[40]。
  - 8月1日 - 稲沢電灯より事業を買収[106]。三重県の鉄軌道線（参宮二見線・朝熊山線）を神都交通（現・三重交通）へ譲渡[106]。
  - 11月1日 - 豊橋電気より事業を買収[106]。
  - 12月22日 - 相浦火力発電所1号機30,000kW運転開始[82][124]。
- 1940年（昭和15年）
  - 3月26日 - 相浦発電所2号機30,000kW運転開始[82][124]。
  - 11月1日 - 和歌山県内の軌道線（和歌山線）を和歌山電気軌道へ譲渡[106]。
  - 11月13日 - 松永安左エ門が会長に退き、第3代社長に竹岡陽一が就任[219]。
- 1941年（昭和16年）
  - 8月1日 - 篠島電気より事業を買収。これをもって中小電気事業者の統合終了[106]。
  - 10月1日 - 一部設備を日本発送電へ出資[221]。
- 1942年（昭和17年）
  - 4月1日 - 一部設備を日本発送電へ出資[221]。残る供給事業設備を中部配電・関西配電・四国配電・九州配電の4社へ出資[227]。出資と同時に会社解散[227]。

## 営業施設その他

### 本店・支店一覧

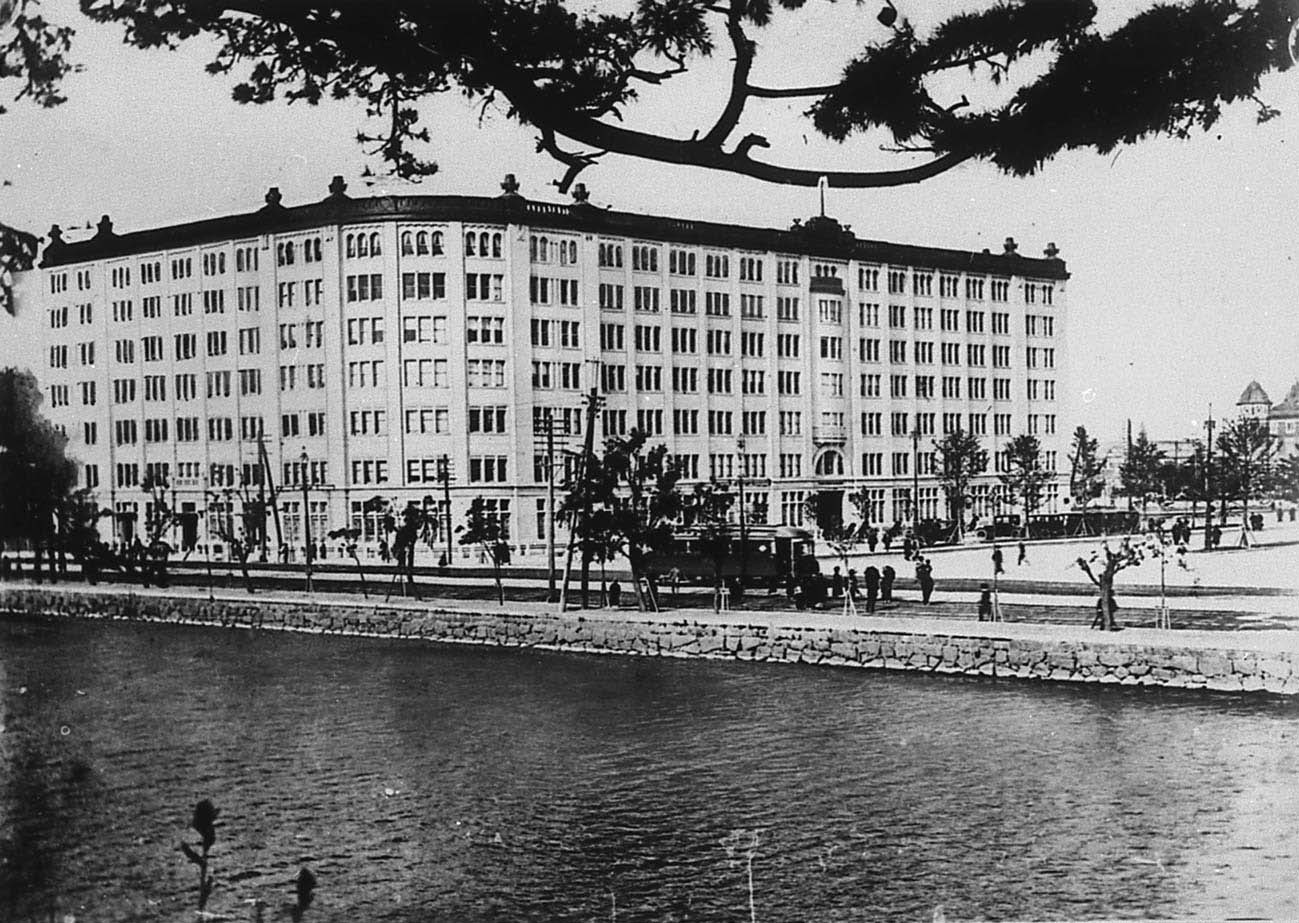
本社が入っていた東京海上ビル

1922年6月26日、関西電気から東邦電力へと社名を変更するのと同時に本店がこれまでの愛知県名古屋市中区新柳町6丁目4番地から東京府東京市麹町区永楽町1丁目1番地へと移された。本社社屋は東京海上ビルであり、実際の本社事務は同年10月中に移転している。以後本店は移転されていないが、1929年4月15日付で住所が麹町区丸ノ内1丁目6番地1に変更された。
支店は事業地の都市、計19か所に設置されていた。下表にて東邦電力成立時と1939年7月末時点における支店所在地、およびその間の推移について記した。
| 区域 | 支店名 | 1922年6月時点所在地            | 1939年7月時点所在地                                      | 備考                                                           |
| ---- | ------ | ------------------------------ | -------------------------------------------------------- | -------------------------------------------------------------- |
| 関西 | 名古屋 | 名古屋市中区新柳町6丁目4       | 名古屋市中区西松枝町1                                    | 1922年6月26日設置 1929年2月17日西松枝町へ移転                  |
| 関西 | 一宮   | （未設置）                     | 愛知県一宮市新柳通2丁目10 （設置時：一宮市石野町1丁目2） | 1936年11月30日設置 1937年8月10日新柳通へ移転                   |
| 関西 | 岡崎   | （未設置）                     | 愛知県岡崎市籠田町16                                     | 1937年8月31日設置                                              |
| 関西 | 豊橋   | （未設置）                     | 愛知県豊橋市松葉町141 （設置時：豊橋市関屋町18）         | 1937年8月31日設置 1939年3月6日松葉町へ移転                     |
| 関西 | 岐阜   | 岐阜県岐阜市今川町2丁目22      | 岐阜県岐阜市今川町2丁目22                                | 1921年12月23日設置                                             |
| 関西 | 大垣   | （未設置）                     | 岐阜県大垣市南高橋町字新地前73-4                         | 1939年7月31日設置                                              |
| 関西 | 四日市 | 三重県四日市市北条町54         | 三重県四日市市大字四日市字中幡2110                       | 1922年6月26日設置 1930年5月1日廃止 1939年7月31日四日市に再設置 |
| 関西 | 津     | （未設置）                     | 三重県津市大字古河237-1 （設置時：津市南堀端津2130）     | 1937年3月31日設置 1937年8月2日古河へ移転                       |
| 関西 | 奈良   | 奈良県奈良市高天町12           | 奈良県奈良市高天町12                                     | 1921年12月23日設置 1930年5月1日廃止 1937年3月31日再設置        |
| 関西 | 和歌山 | （未設置）                     | 和歌山県和歌山市岡山丁9                                  | 1937年3月31日設置                                              |
| 関西 | 淡路   | （未設置）                     | 兵庫県津名郡洲本町 大字汐見町字居屋敷甲759               | 1939年7月31日設置                                              |
| 関西 | 徳島   | （未設置）                     | 徳島県徳島市寺島町535                                    | 1937年3月31日設置                                              |
| 九州 | 下関   | 山口県下関市竹崎町97           | （廃止）                                                 | 1922年6月26日設置 1933年5月1日廃止                             |
| 九州 | 福岡   | 福岡県福岡市天神町58           | 福岡県福岡市天神町58                                     | 1922年6月26日設置                                              |
| 九州 | 久留米 | 福岡県久留米市日吉町69         | 福岡県久留米市梅満町字立石一1075-2                       | 1922年6月26日設置 1933年11月25日梅満町へ移転                   |
| 九州 | 大牟田 | 福岡県大牟田市有明町1          | 福岡県大牟田市不知火町2丁目9-1                           | 1922年6月26日設置 1931年7月16日不知火町へ移転                  |
| 九州 | 佐賀   | 佐賀県佐賀市大字唐人町144・145 | 佐賀県佐賀市大字唐人町144・145                           | 1922年6月26日開設                                              |
| 九州 | 長崎   | 長崎県長崎市袋町1              | 長崎県長崎市五島町30-9                                   | 1922年6月26日設置 1936年12月25日五島町へ移転                   |
| 九州 | 佐世保 | 長崎県佐世保市戸尾町80         | 長崎県佐世保市福石町123                                  | 1922年6月26日設置 1935年1月20日福石町へ移転                    |

### 電気百貨店

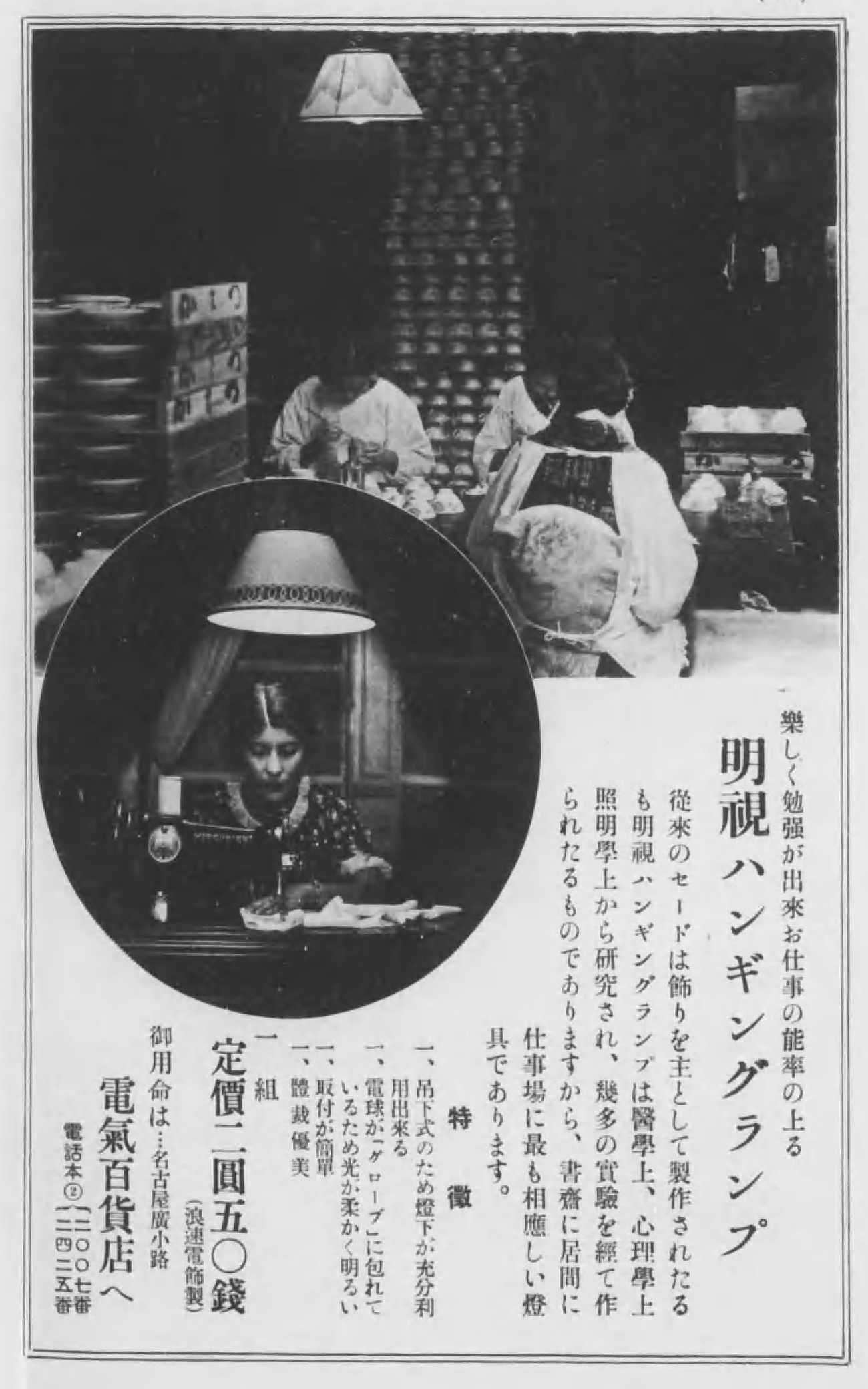
「明視ハンギングランプ」を発売する旨を記載した電気百貨店の広告（1938年）

1929年（昭和4年）1月、東邦電力は名古屋市の繁華街広小路通に広報施設「電気普及館」を新設した。建物は移転によって空いた元名古屋支店社屋（旧・名古屋電灯本社）を活用したもの。ここでは照明・電熱・電力のすべてにわたり電気の用途を解説する展示をなし、絶えず実演・講習会・講演会を催すとともに、電気に関する相談や器具の修理サービスを行った。施設は好評で、来館者が月に2万人を超えることもあったという。1932年（昭和7年）7月、電気普及館は「電気百貨店」に改組され、電機メーカーや電機販売店も参加して広く電気機器の販売も手掛けるようになった。
東邦電力解散後、電気百貨店は1945年（昭和20年）3月の空襲で焼失した。跡地は中部電力の広報施設「でんきの科学館」が入る電気文化会館の広小路通側公開空地付近にあたる。

### 東邦産業研究所

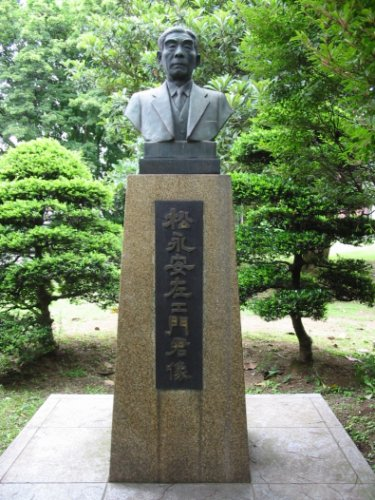
慶應義塾志木高等学校にある松永安左エ門の胸像

1936年（昭和11年）、名古屋電灯創立50周年を記念する事業の一つとして社内に「新興産業部」を設置するとともに、同年11月、記念事業費として200万円を拠出し新興産業研究資金として運用することとなった。この資金を元に、産業支援を担う新興産業部の技術的な後援となる社外組織「財団法人東邦産業研究所」が1937年（昭和12年）10月に発足した。研究所はまず福岡試験所が福岡県糟屋郡多々良村（現・福岡市東区）に建設され、1938年（昭和13年）12月に完成。ここでは中小工業・農業の改良に関する研究や国策に沿った各種基礎研究・工業試験が行われた。続いて重工業方面、中でも軽金属製錬についての研究を行う東京試験所が1940年（昭和15年）5月、埼玉県北足立郡志木町（現・志木市）に完成した。
東邦電力の解散後、福岡試験所については九州配電へ譲渡され、東京試験所のみにて研究が続けられた。太平洋戦争終戦後の1947年（昭和22年）9月、慶應義塾へと試験所の土地を寄付し東邦産業研究所は解散した。東京試験所跡地には慶應義塾志木高等学校が建つ。また解散時半導体研究室主任であった小谷銕治が技術者と設備を継承し、東邦産研電気（現・サンケン電気）を設立している。

### 社宅「林泉園」
1922年6月に東邦電力へと改称して本社を東京に置くと決定したが、当時東京においては住宅難が著しかっため、その対策として会社では社宅用地6500坪を東京市郊外の下落合（現・東京都新宿区）に確保した。目白駅西方の土地で、東に近衛文麿本邸、南に相馬子爵邸が隣接する。敷地内の湧水にちなんで「林泉園」と命名され、東端の460坪が松永に、他の1295坪が希望する役員・社員へと分譲され、残る土地に社宅や独身寮が建てられた。敷地内にはテニスコートなどの娯楽施設も設けられ、単に社宅ではなく福利厚生施設としても活用された。
この「林泉園」での特記事項は、関東大震災発生時に臨時の本社事務所とされたことである。震災によって本社事務所を置く東京海上ビルがしばらく使用不能になったため、震災翌日より20日間にわたり園内松永邸にて事務が取り扱われた。
会社解散に伴い、個人所有分を除いて残余財産処理の一つとして日本発送電へと譲渡された。

## 関係会社
東邦電力は傘下に多数の系列企業を持ち、「東邦電力グループ」を形成した。グループの事業領域は電気・ガス・電気鉄道の3つの公益事業である。持株会社として「東邦証券保有」と東邦瓦斯（東邦ガス）系の「東邦瓦斯証券」があり、この2社の利用により広範囲にわたる公益事業を統制していた。
1934年（昭和9年）時点での状況を例にとると、東邦電力が直接株式を持つ傘下企業は後に合併する合同電気・中部電力の2社に限られ、他は株式の3分の2を持つ持株会社東邦証券保有を経由して間接的に株式を持った。東邦証券保有の傘下に連なる企業は電力会社では揖斐川電気（現・イビデン）・大井川電力・稲沢電灯・三河水力電気（後の中央電力）・新潟電力・九州送電、ガス会社では東邦瓦斯、電鉄会社では九州鉄道・王子電気軌道があった。このうち東邦瓦斯は九州瓦斯と東邦瓦斯証券の2社を傘下に持ち、後者を通じて西部瓦斯や合同瓦斯に出資している。また電気事業では東邦証券保有が株式を持つ「東北電気」という持株会社があり、傘下に東部電力・福島電灯・二本松電気の3社が連なった。
以下、東邦電力グループのうち東邦電力本体と関係の深いものについて概要を示す。

### 東邦証券保有
東邦電力は成立以来、近隣の中小電気事業者やその他の関係会社を次々と傘下に収めていった結果、多数の有価証券を所有するに至った。その後も所有有価証券の増加が見込まれ、営業資産額と釣り合わなくなる恐れがあったことから、米国ゼネラル・エレクトリック (GE) の持株会社エレクトリック・ボンド・アンド・シェアをまねて1925年（大正14年）6月1日、資本金1000万円で東邦証券株式会社を設立した。同社はその後1928年（昭和3年）8月11日の株主総会にて資本金を1500万円へ増資するとともに社名を東邦証券保有株式会社と改めている。
東邦証券保有は東邦電力傘下の投資会社として事業を行い、年率6パーセントの配当を行いつつ残余利益金を償却に充てていたが、電力国家管理の進展と株価下落による収益減少に伴って役目を終え、1939年（昭和14年）6月1日、東邦電力へ合併された。合併時、東邦電力は東邦証券保有の株式30万株のうち20万株を所有しており、自社所有分に対して新株を発行せず、また合併比率を1対0.75としたことから375万円を増資した。一方で東邦証券保有が東邦電力の株式17万5000株（875万円）を持っていたため、合併と同時にこれを消却し、結局500万円の減資となっている。

### 東邦瓦斯
東邦電力（関西電気）は、1920年代初頭の一連の合併により中京・九州の6地区にて、1937年（昭和12年）の合同電気合併により中京・四国の2地区にてそれぞれガス事業を兼営することとなったが、いずれも短期間で整理され直営ではなくなった。その受け皿となったのが東邦瓦斯株式会社（東邦ガス）とのその傘下企業である。
1922年（大正11年）6月26日、東邦電力は直前に合併した旧名古屋瓦斯（名古屋市）の事業を元に、資本金2200万円にて東邦瓦斯を設立した。当時の総株数44万株のうち43万9000株を東邦電力が引き受けている。次いで翌1923年（大正12年）3月1日、直営で残る一宮・津島・半田・四日市の4地区におけるガス事業も東邦瓦斯へと60万円で譲渡した。これら4地域におけるガス事業は尾州電気・知多電気・北勢電気の合併で引き継いだものである（ただし津島での事業は年内に廃業）。他に長崎市におけるガス事業も旧九州電灯鉄道から継承し、1922年7月1日より西部合同瓦斯への経営委託とした。
1927年（昭和2年）4月、東邦瓦斯は西部合同瓦斯を合併し九州へ進出した。直後の同年5月、東邦電力は経営委託中の長崎市におけるガス事業を正式に東邦瓦斯へ譲渡する契約を締結。譲渡価格は106万8千円で、9月30日に商工省の許可を得て移管した。その後も東邦瓦斯は拡大路線を採り、1929年（昭和4年）、四日市地区の事業を分離し三重合同電気（後の合同電気）との共同出資によって三重県に合同瓦斯を設立し、さらに北九州瓦斯のガス事業部門を分離して九州瓦斯を新設する。分離後の北九州瓦斯には証券保有部門が残っており、同社は東邦瓦斯証券へ改称された。翌1930年（昭和5年）には自社九州地区の事業を再独立させ西部瓦斯を設立している。
1937年3月、東邦電力は合同電気を合併したことで再び兼営のガス事業を持つこととなった。事業地は三重県松阪市と四国徳島市の2地区で、同年9月1日付で双方とも合同瓦斯へ譲渡している。さらに同年9月18日、合同瓦斯からの現物出資でこのうち徳島市のガス事業を独立させて徳島瓦斯（現・四国ガス）を設立した。
1941年9月末時点で、東邦電力は東邦瓦斯の株式48万5500株（資本金2427万5000円）のうち16万4647株 (33.9%) を保有していた。東邦電力解散に伴いこれらの株式は東京ガスへと譲渡されており、1940年10月以来東邦瓦斯でも会長を務めた松永安左エ門は1942年（昭和17年）2月に辞任した。

### 東邦電機工作所
東邦瓦斯設立と同じ1922年6月26日、東邦電力より兼業の電機工作所部門が分離され株式会社東邦電機工作所が設立された。資本金は100万円で、東邦電力本店内に本社を置いた。この新会社に移管された事業部門は、旧九州電灯鉄道が福岡に構えた「製作所」、旧北勢電気が四日市に構えた「鉄工所」、旧名古屋電灯が名古屋に構えた「工作所」の3つからなる。
1927年、福岡の工場を引き継ぎ西部電気工業所（現・西部電機）が設立された。その後の資料では名古屋・四日市の2工場で変圧器・電熱器・鉄塔・水門・鉄管・巻揚機の製作販売を行うという事業内容が記載されているが、1930年（昭和5年）2月、不況による事業整理で会社解散となった。

### 東邦貯蓄
関西電気時代に臨時調査部が設置されて以来、同部では負債償却積立金 (Sinking fund) についての研究を進め、貯蓄会社の設立を考案した。東邦電力本体の全額出資による貯蓄会社を新設し、本体で減価償却を行うとともに償却費と同額を貯蓄会社に出資、貯蓄会社は親会社の株式・債券や国債を買い入れる形で資金を運用して利益を累積する、という仕組みである。これにより配当に影響なく多額の償却費を積み立てできるということであった。この貯蓄会社は1922年10月25日、資本金1000万円にて東邦貯蓄株式会社として設立された。
東邦貯蓄の運用により、同社には1930年4月末時点で預金・有価証券など1449万1991円の資産が積み立てられた。しかし金解禁以後の不況により株価が低迷して運用難となったことと、償却費の社外留保・運用について税制改正で高率課税が適用されるようになったことで、同年5月31日をもって会社解散の措置が採られた。このとき東邦貯蓄は東邦電力の株式28万6424株を持っていたため、東邦電力ではこれを買入消却し1432万1200円の減資を行っている。

### 福博電車・九州鉄道
東邦電力は成立当初から1934年（昭和9年）にかけて、九州にて直営の軌道事業を兼営した。路線は福岡市内の路面電車線（後の西鉄福岡市内線＝1979年全廃）と、佐賀県唐津地方を走る「唐津軌道」と呼ばれる非電化軌道線の2つがあり、双方とも九州電灯鉄道から引き継いだ。前者の路面電車線は旧福博電気軌道由来の路線にあたる。路線網は前身会社時代にほぼ完成しており、東邦電力時代の路線延伸は、同じく福岡市内で路面電車線を経営する九州水力電気系の博多電気軌道から路線の一部を譲り受け、1932年（昭和7年）3月に西へ延長した1件のみに留まる。1930年11月28日、唐津軌道は路線バスの台頭と施設老朽化のため廃線とした。一方、福岡市内の路面電車線は博多電気軌道と経営を一元化することとなり、1934年11月1日付で新設の福博電車株式会社へと移管している。

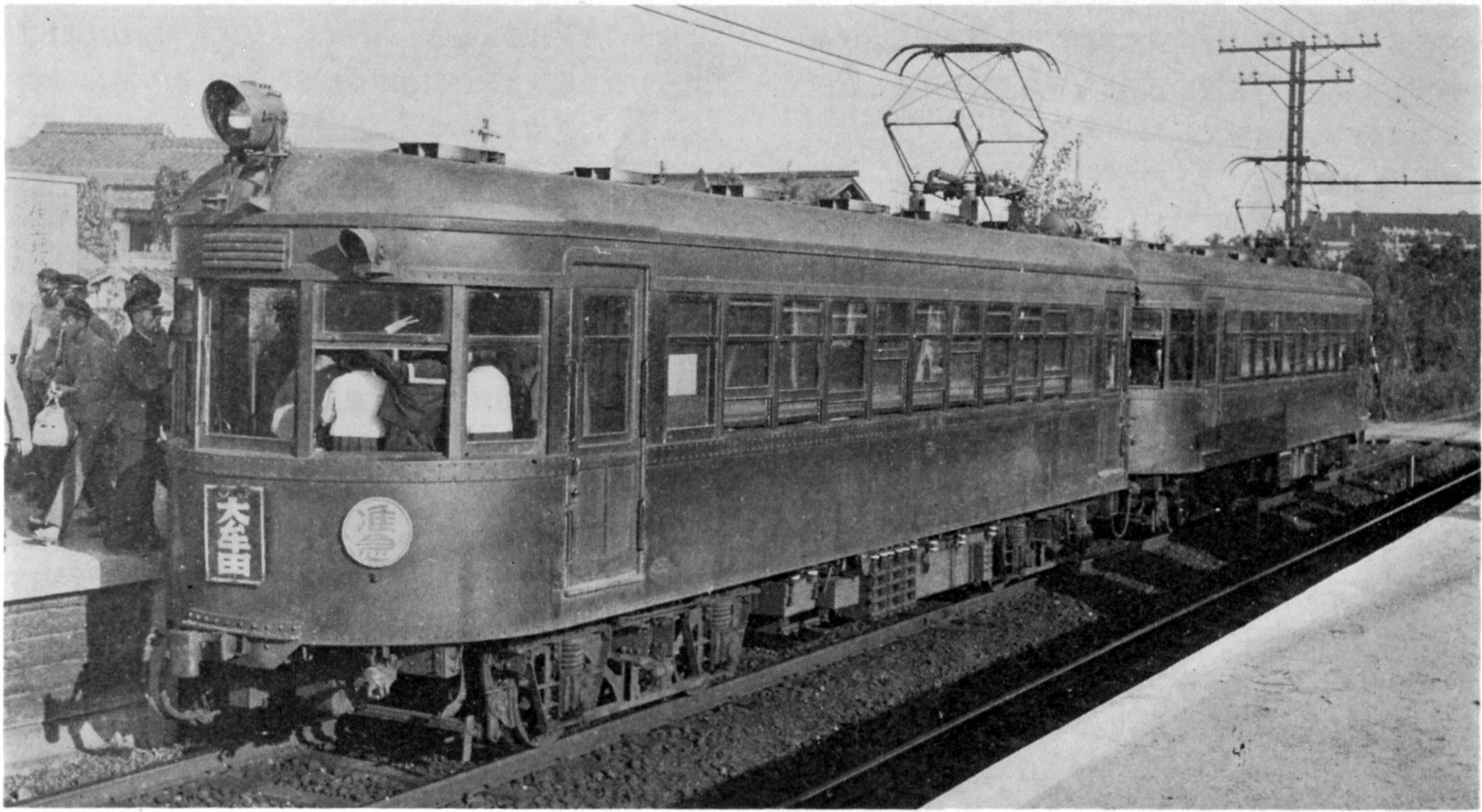
九州鉄道の電車（1940年）

九州にはこの福博電車の他に、九州鉄道株式会社という関係会社も存在した。同社は「筑紫電気軌道」の名で1915年（大正4年）、当時の九州電灯鉄道経営陣らによって設立。1922年3月の増資の際に東邦電力（関西電気）が株式を直接引き受けた。同社が建設した路線は現在の西鉄天神大牟田線にあたり、1924年（大正13年）、福岡から久留米までの区間が開業、以後順次南進し1938年（昭和13年）に大牟田まで到達した。また九州鉄道は旧三井電気軌道から引き継いだ電気供給事業も兼営した。
1940年（昭和15年）12月、東邦電力は九州での交通事業統合を目指す九州電気軌道に対して九州鉄道の株式6万株、福博電車の株式4万株を譲渡した。この結果、両社は東邦電力の傘下を離れた。2年後の1942年9月、九州電気軌道は九州鉄道・福博電車ほか2社を合併し、西日本鉄道（西鉄）となっている。
なお福博電車新設後の1937年に合同電気を合併したことで、東邦電力は三重県宇治山田（伊勢）地区の「参宮二見線」「朝熊山線」と和歌山市の「和歌山線」という3路線を継承し、兼営の鉄軌道事業を復活させた。ただし東邦電力による経営は一時的であり、三重県下の2路線は1939年8月に神都交通（現・三重交通）へ、和歌山線は翌1940年11月に和歌山電気軌道へと移管されている（詳細は合同電気#電気鉄道・軌道事業を参照）。

### 揖斐川電気・電気興業所

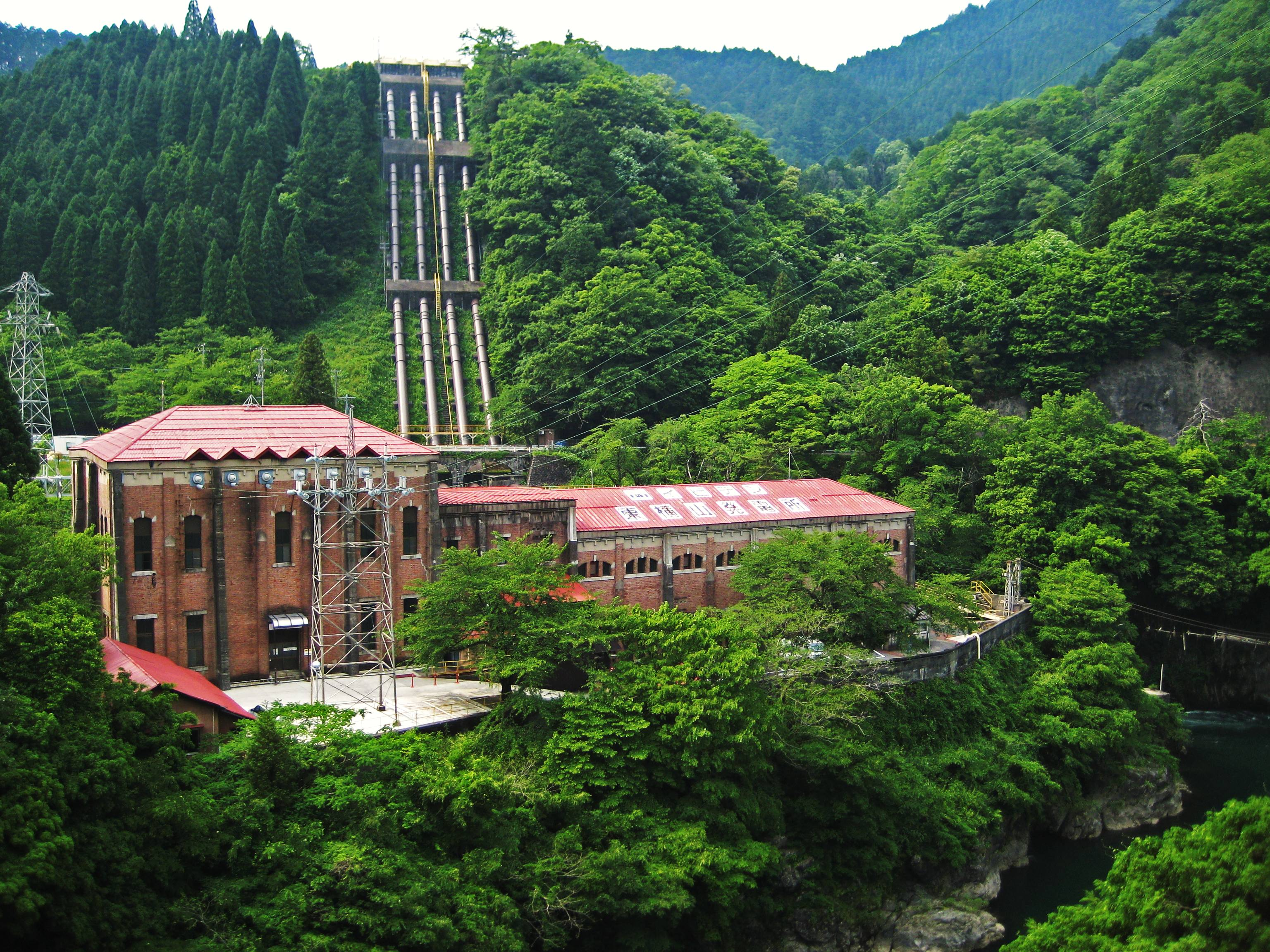
イビデン東横山発電所

1926年（大正15年）10月、当時経営不振に陥っていた揖斐川電気株式会社（社名は揖斐川電気工業を経て1982年よりイビデン）から資本参加を打診された東邦電力は同社への出資を受諾、11月に役員を送って経営権を掌握した。同社は揖斐川（岐阜県）開発による電気供給事業と自社電力による化学事業を柱としていたが（イビデンの水力発電所参照）、第一次世界大戦後の反動不況で化学事業が極度の不振に陥り、業績が低迷していた。東邦電力の傘下に入ってからは新経営陣により負債の整理が進められた。
1928年（昭和3年）9月、揖斐川電気は東邦証券保有より大垣瓦斯電気（現・大垣ガス）と株式会社電気興業所の株式を譲り受けた。この電気興業所は1922年（大正11年）9月に設立。岐阜県大垣市および武儀郡美濃町（現・美濃市）、福岡県糟屋郡多々良村（現・福岡市）の計3か所に工場を持ち、大垣工場・美濃町工場にて電気炉による炭化カルシウム（カーバイド）製造、大垣工場にて耐火煉瓦製造、福岡工場にて硬化煉瓦製造をそれぞれ行っていた。うち美濃町工場は東邦電力が土地・建物一切を所有しており、1923年（大正12年）1月よりその経営を受託していた。1939年（昭和14年）8月、揖斐川電気はこれら電気興業所の全事業を買収した。
電力国家管理では日本発送電・中部配電へ設備を出資し供給事業を失ったが、東邦電力とは異なり化学事業によって存続した。東邦電力解散に伴い、その持株は揖斐川電気の需要家でもあった大日本紡績（現・ユニチカ）が譲り受けている。

### 東邦重工業
電力国家管理の開始により日本発送電へ一部設備を出資したのに伴って生じた償却費を運用するため、会社解体以前の電力国家管理期に東邦電力は電気事業以外への投資を積極化した。当時、軍需産業への新規進出が大手各社で相次いでおり、例えば東京電灯は非鉄金属メーカーの古河電気工業と共同でアルミニウム製錬を目指し日本軽金属を設立している。東邦電力でもステンレス鋼メーカーの日本ステンレスとの共同出資によって新会社を設立し、ステンレス事業への進出を試みた。
新会社は「第二ステンレス株式会社」の名で1939年（昭和14年）5月に発足した。この社名は一時的で、同年7月「東邦重工業株式会社」へ改称している。工場は三重県四日市市に構えた。東邦電力解体後は大同製鋼（現・大同特殊鋼）の傘下に入り事業を継続するが、太平洋戦争終戦により製鋼事業から撤退、1946年（昭和21年）より電気炉を転用してカーバイド製造に転換した。また1948年（昭和23年）7月に社名を「東邦化学工業株式会社」に変更している。
1949年（昭和24年）、東邦化学工業は大同製鋼から株式を取得した三菱化成工業（現・三菱ケミカル）の傘下となった。三菱化成は東邦化学工業から用地の提供と原料カーバイドの供給を受けて四日市に塩化ビニル工場を建設している。その後の東邦化学工業の経営改善を受けて三菱化成は1953年（昭和28年）7月1日、同社の合併に踏み切った。合併後、三菱化成は本格的に四日市への進出を図り、石油化学工業の拠点としていくこととなる。

## 歴代役員一覧
1922年6月の東邦電力改称時に改定された定款では、役員として「取締役」「監査役」を持株100株以上の株主から選挙するものとされていた。この時点での役員の人数は取締役15名以上・監査役5名以上（関西電気時代の取締役15名以内・監査役5名以内から増員）で、取締役の中から株主総会にて代表権のある「社長」「副社長」を1名ずつ選出するとともに、取締役の互選で若干名の「専務取締役」「常務取締役」を置くという規定であった。
役員数については、その後1933年5月の定時株主総会にて取締役10名以内・監査役5名以内に削減された。次いで合同電気合併に伴い1936年12月に取締役15名以内・監査役7名以内に改められる。役員数は以後解散時まで同じであった。また1928年5月、代表権のある取締役が社長1名のみに改められた。その後1939年2月、会長制に伴い代表取締役が3名に増員される。同時に関係規定が変更され、取締役の互選にて「取締役会長」「社長」各1名と「副社長」「専務取締役」「常務取締役」若干名が選出されるものとされた。

### 取締役
1922年6月以降、東邦電力の取締役経験者は以下の43名である。
- 在任期間は『東邦電力史』82-89頁・108-109頁・巻末年譜・巻末「役員在任期間一覧表」と東邦電力の営業報告書（J-DAC「企業史料統合データベース」収録）を典拠とする。
- 1922年6月の東邦電力改称時に在任していた取締役20名のうち10名はそれ以前の関西電気時代からの留任である。
  - 関西電気時代から取締役を務める10名のうち、関西電気で取締役に選出された4名は下表の就任年月欄に関西電気での就任年月を記す。
  - 前身名古屋電灯の時代（1921年10月以前）から取締役を務める6名は、下表では就任年月欄に「名電時代」と記す。
- 下表では名古屋電灯時代から取締役を務めるも関西電気時代に退任した4名は省略した。当該人物は名古屋電灯#歴代取締役一覧を参照。
- 関西電気時代の1921年12月から1922年5月（辞任）までの半年間のみ取締役を務めたため下表から漏れている人物に井上公二（前天竜川水力電気社長[21]）がいる。

| 氏名         | 就任         | 退任                        | 役職 | 備考                                                  |
| ------------ | ------------ | --------------------------- | --- | ----------------------------------------------------- |
| 伊丹弥太郎   | 1921年12月   | 1928年5月辞任               | 取締役社長（1921年12月 - 1928年5月） | 前九州電灯鉄道社長 佐賀県多額納税者、栄銀行頭取       |
| 松永安左エ門 | 1921年12月   | 1942年4月                   | 取締役副社長（1921年12月 - 1928年5月） 取締役社長（1928年5月 - 1940年11月） 取締役会長（1940年11月 - 1942年4月） ※代表取締役は1922年5月 - 1941年8月                                      | 前九州電灯鉄道常務                                    |
| 竹岡陽一     | 1922年6月    | 1942年4月                   | 常務取締役（1922年6月 - 1937年11月） 専務取締役（1937年11月 - 1939年5月） 専務兼副社長（1939年5月 - 1940年11月） 取締役社長（1940年11月 - 1942年4月） ※代表取締役は1939年5月 - 1942年4月 | 前九州電灯鉄道副支配人                                |
| 田中徳次郎   | 1922年6月    | 1930年4月辞任               | 専務取締役（1922年6月 - 1929年11月） | 前九州電灯鉄道常務                                    |
| 神谷卓男     | （名電時代） | 1927年5月                   | 常務取締役（1921年10月 - 1923年上期） | 前名古屋電灯常務                                      |
| 角田正喬     | （名電時代） | 1929年11月辞任 （監査役へ） | 常務取締役（1921年10月 - 1929年11月） | 前名古屋電灯常務                                      |
| 桜木亮三     | 1922年6月    | 1927年5月                   | 常務取締役（1922年6月 - 1924年上期） | 前九州電灯鉄道取締役兼支配人 三河水力電気常務に転ずる |
| 久留島政治   | 1921年12月   | 1927年5月                   | 常務取締役（1922年下期 - 1927年上期） | 前名古屋電灯岐阜支店主任 揖斐川電気専務に転ずる       |
| 福澤駒吉     | 1922年6月    | 1933年5月                   | 常務取締役（1923年上期 - 1929年11月） | 福澤桃介長男、矢作水力社長                            |
| 下郷伝平     | （名電時代） | 1924年3月辞任               | | 前名古屋電灯取締役 滋賀県多額納税者、仁寿生命社長     |
| 後藤幸三     | （名電時代） | 1927年5月                   | | 前名古屋電灯取締役 名古屋の資産家後藤安太郎長男       |
| 竹原友三郎   | （名電時代） | 1932年1月辞任               | | 前名古屋電灯取締役 大阪府、現物商                     |
| 岡本太右衛門 | （名電時代） | 1936年5月                   | | 元岐阜電気社長 岐阜県多額納税者、金物商               |
| 加納由兵衛   | 1921年10月   | 1924年5月                   | | 前関西水力電気常務 大阪府、質商                       |
| 各務幸一郎   | 1922年6月    | 1925年5月辞任 （監査役へ）  | | 前九州電灯鉄道監査役 明治生命保険取締役               |
| 大島小太郎   | 1922年6月    | 1927年5月 （監査役へ）      | | 前九州電灯鉄道取締役 佐賀県の実業家、唐津銀行頭取     |
| 原庫次郎     | 1922年6月    | 1927年5月                   | | 前九州電灯鉄道取締役 福岡県、炭鉱業                   |
| 成瀬正行     | 1922年6月    | 1933年5月                   | | 千代田火災保険取締役                                  |
| 山口恒太郎   | 1922年6月    | 1933年5月                   | | 前九州電灯鉄道取締役（元常務）                        |
| 橋本辰二郎   | 1922年6月    | 1933年5月                   | | 前九州電灯鉄道監査役 長崎県多額納税者、船具商         |
| 海東要造     | 1924年5月    | 1936年5月                   | 常務取締役（1928年下期 - 1930年4月） 専務取締役（1930年4月 - 1935年11月） | 就任時は九州鉄道取締役支配人兼務                      |
| 海東要造     | 1937年5月    | 1942年4月                   | 専務取締役（1937年5月 - 1937年11月） 専務兼副社長（1937年11月 - 1941年3月） ※代表取締役は1939年5月 - 1941年3月、 および1941年8月 - 1942年4月                                             |                                                       |
| 伊丹二郎     | 1925年5月    | 1933年5月                   | | 麒麟麦酒社長・白山水力取締役                          |
| 岡本桜       | 1927年5月    | 1933年5月                   | 専務取締役（1928年5月 - 1930年4月） | 東邦瓦斯社長                                          |
| 名取和作     | 1927年5月    | 1942年4月                   | | 富士電機社長、鐘淵紡績取締役                          |
| 進藤甲兵     | 1928年5月    | 1936年11月辞任              | 常務取締役（1928年下期 - 1936年下期） | 前東京電力常務                                        |
| 宮川竹馬     | 1929年5月    | 1939年3月辞任               | 常務取締役（1930年下期 - 1938年8月） 専務取締役（1938年8月 - 1939年3月） | 社員重役 日本発送電常任理事に転ずる                   |
| 内藤熊喜     | 1929年5月    | 1932年5月                   | | 日本電力専務。のち華北電業副総裁                      |
| 井手徳一     | 1929年5月    | 1936年5月                   | | 社員重役                                              |
| 神谷啓三     | 1930年5月    | 1933年3月辞任               | | 社員重役                                              |
| 堀三太郎     | 1930年5月    | 1939年5月 （監査役へ）      | | 元九州電灯鉄道監査役 福岡県、炭鉱業（堀鉱業社長）     |
| 西山信一     | 1933年5月    | 1942年4月                   | 常務取締役（1938年下期 - 1941年9月） 専務取締役（1941年9月 - 1942年4月） | 社員重役                                              |
| 山田平十郎   | 1936年5月    | 1939年2月辞任               | 常務取締役（1938年下期） | 社員重役                                              |
| 斎藤英一     | 1936年5月    | 1937年8月死去               | | 社員重役                                              |
| 小坂順造     | 1936年5月    | 1942年4月                   | | 長野県多額納税者、長野電灯社長                        |
| 清水収吉     | 1937年5月    | 1942年4月                   | 常務取締役（1937年下期 - 1941年9月） 取締役副社長（1941年9月 - 1942年4月） ※代表取締役は1941年5月 - 1942年4月                                                                            | 前合同電気常務                                        |
| 市川春吉     | 1937年5月    | 1942年4月                   | 常務取締役（1938年下期 - 1942年4月） | 前合同電気取締役兼支配人                              |
| 太田光熈     | 1937年11月   | 1939年10月死去              | 取締役副社長（1937年11月 - 1939年5月） | 前合同電気社長                                        |
| 高桑確一     | 1937年11月   | 1942年4月                   | | 前合同電気副社長                                      |
| 杉浦英一     | 1938年5月    | 1942年4月                   | | 前中部電力社長                                        |
| 田辺九万三   | 1939年5月    | 1942年4月                   | 常務取締役（1939年下期 - 1941年9月） 専務取締役（1941年9月 - 1942年4月） | 社員重役                                              |
| 鈴木鹿象     | 1939年5月    | 1942年4月                   | | 社員重役                                              |
| 安武専助     | 1939年5月    | 1942年4月                   | | 社員重役                                              |
| 中村庄吉     | 1939年5月    | 1942年4月                   | | 社員重役                                              |

### 監査役
1922年6月以降、東邦電力の監査役経験者は以下の19名である。うち8名は取締役経験者でもある。
- 在任期間は『東邦電力史』82-89頁・108-109頁・巻末年譜・巻末「役員在任期間一覧表」と東邦電力の営業報告書（J-DAC「企業史料統合データベース」収録）を典拠とする。
- 1922年6月の東邦電力改称時に在任していた監査役8名のうち2名はそれ以前の関西電気時代からの留任である。就任年月欄には関西電気での就任年月を記す。
- 下表では名古屋電灯時代から監査役を務めるも関西電気時代に退任した2名は省略した。当該人物は名古屋電灯#監査取締役一覧を参照。

| 氏名         | 監査役就任 | 監査役退任                 | 備考                                          |
| ------------ | ---------- | -------------------------- | --------------------------------------------- |
| 高橋彦次郎   | 1921年12月 | 1923年5月                  | 愛知県の実業家、田中徳次郎義父                |
| 伊丹二郎     | 1921年12月 | 1925年5月 （取締役へ）     |                                               |
| 深川喜次郎   | 1922年6月  | 1923年5月                  | 前九州電灯鉄道監査役 佐賀県、船舶業           |
| 宝辺岩次郎   | 1922年6月  | 1923年5月                  | 前九州電灯鉄道取締役 山口県多額納税者、石炭商 |
| 荒川寅之丞   | 1922年6月  | 1925年5月                  | 愛知県の実業家                                |
| 小林作五郎   | 1922年6月  | 1925年5月                  | 前九州電灯鉄道取締役 福岡県多額納税者、酒造業 |
| 野口忠太郎   | 1922年6月  | 1927年5月                  | 前九州電灯鉄道取締役 福岡県、三池土木社長     |
| 堀三太郎     | 1922年6月  | 1930年5月辞任 （取締役へ） |                                               |
| 堀三太郎     | 1939年5月  | 1942年4月                  | 取締役から異動                                |
| 矢田績       | 1925年5月  | 1933年5月                  | 元三井銀行名古屋支店長                        |
| 各務幸一郎   | 1925年5月  | 1937年5月                  | 取締役から異動                                |
| 門野幾之進   | 1925年5月  | 1938年11月死去             | 千代田生命保険社長                            |
| 大島小太郎   | 1927年5月  | 1942年4月                  | 取締役から異動                                |
| 角田正喬     | 1929年11月 | 1936年11月辞任             | 取締役から異動                                |
| 田中徳次郎   | 1930年5月  | 1931年5月                  | 元専務                                        |
| 豊田利三郎   | 1933年5月  | 1942年4月                  | 豊田自動織機社長                              |
| 田辺九万三   | 1936年11月 | 1939年5月 （取締役へ）     |                                               |
| 井手徳一     | 1939年5月  | 1942年4月                  | 元取締役、前東邦証券保有社長                  |
| 今井利喜三郎 | 1939年5月  | 1942年4月                  | 千代田生命保険社長                            |
| 小山完吾     | 1939年5月  | 1942年4月                  | 明治生命保険取締役                            |

## 社史
- 『東邦電力史』 - 東邦電力史刊行会（委員長宮川竹馬＝元東邦電力専務）より1962年12月刊行。五大電力の中で唯一社史を刊行していなかったため1959年より刊行会を立ち上げて編纂（「あとがき」より）。題字・序文は松永安左エ門が寄す。
- 『東邦電力史 前史稿本及年譜』 - 上記社史のうち前史部分の稿本と東邦電力時代を含む年譜をまとめたもの。1961年東邦電力史刊行会より刊行。